# Histoire des Juifs en Espagne

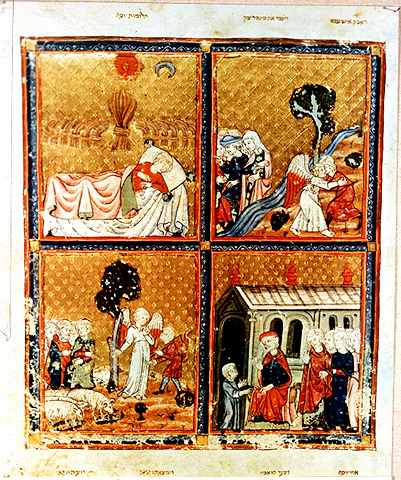
Scènes de vie de Jacob et Joseph, enluminures de l'art sefardi de la Hagadá dorata de Barcelone, 1320

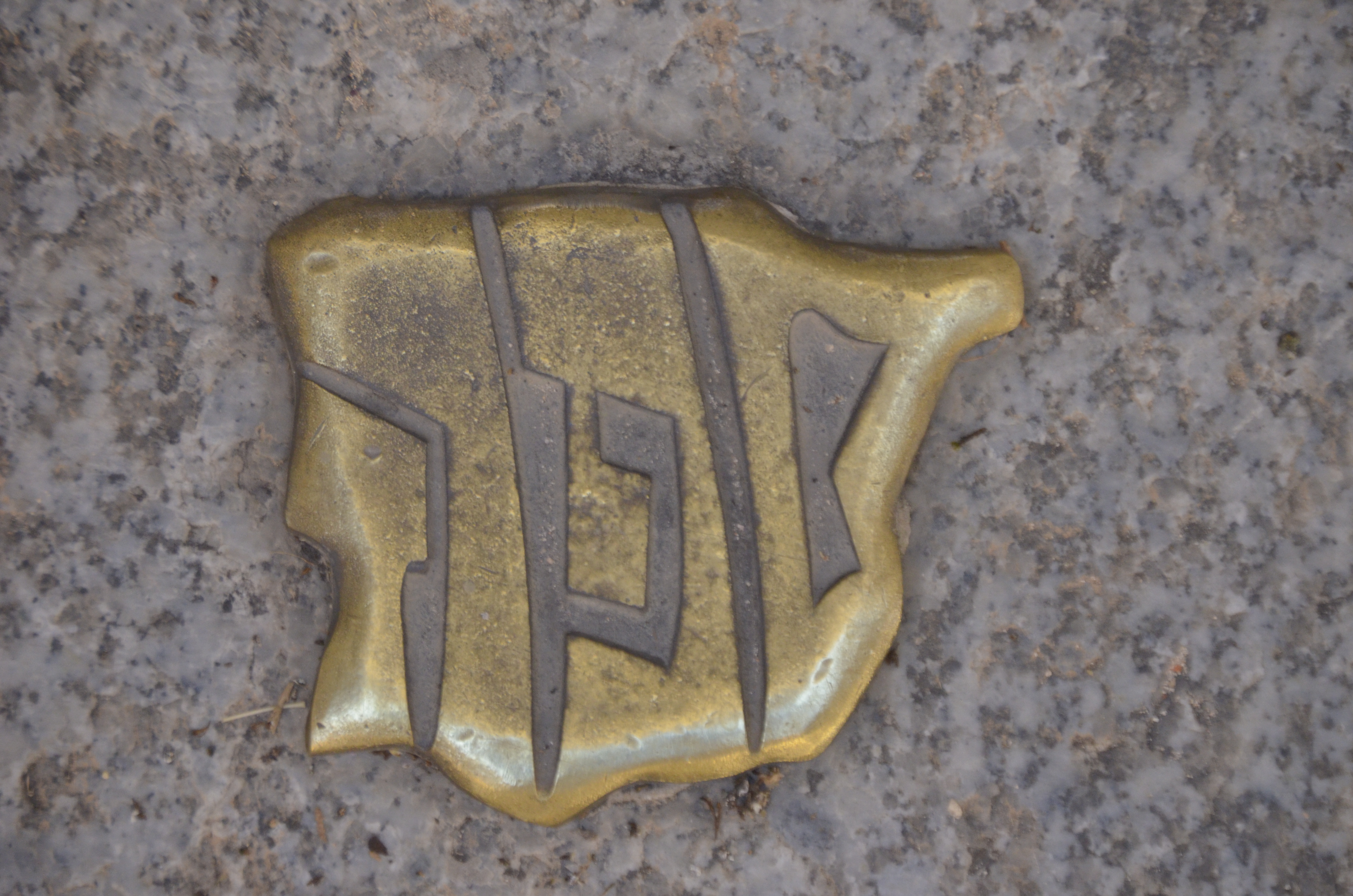
Symbole juif aux contours de la péninsule ibérique, quartier juif de Ségovie

Les Juifs d'Espagne ont constitué l'une des plus importantes et des plus prospères communautés juives de la Diaspora, sous la domination successive de royaumes musulmans et chrétiens.
Depuis leur conversion forcée à la suite du décret de l'Alhambra en 1492, une partie des Espagnols et des Portugais juifs ont néanmoins continué à pratiquer clandestinement le judaïsme dans la péninsule ibérique. Ils étaient qualifiés de « marranes » (porcs) par ceux qui ne croyaient pas à la sincérité de leur conversion.
Aujourd'hui, seuls quelques milliers de Juifs (12 000) vivent en Espagne, mais les héritiers des communautés de la péninsule ibérique, les Juifs Séfarades, représentent toujours un cinquième de la population juive mondiale. En outre, une étude récente démontre que près de 20 % de la population espagnole aurait des ancêtres juifs séfarades.
L'originalité de la culture judéo-espagnole se manifeste notamment par le judéo-espagnol et le judéo-espagnol calque, deux langues dérivées du vieux castillan et de l'hébreu dans lesquelles s'exprimaient et écrivaient respectivement ces communautés.

## Origines de la présence juive en Espagne
Certains associent le pays de Tarsis mentionné dans les livres d'Isaïe, de Jérémie, d'Ézéchiel, dans le premier livre des Rois et le livre de Jonas, avec l'ancienne civilisation de Tartessos, sur la péninsule ibérique.
Si cette identification est correcte, les premiers contacts des Juifs avec la péninsule ibérique remonteraient au temps de Salomon.
Il est probable que ces relations entre le royaume d'Israël et Tarsis ont été des relations commerciales. Dans le livre d'Ézéchiel 27:12, il est dit : « Tarsis commerçait avec toi grâce à l'abondance de tes richesses, approvisionnait ton marché d'argent, de fer, d'étain, et de plomb ». Dans le premier livre des Rois (10:22) on trouve ce texte : « De fait, le roi avait une flotte à destination de Tarsis, naviguant avec la flotte de Hiram, et qui revenait tous les trois ans avec une cargaison d'or et d'argent, d'ivoire, de singes et de paons ». Si l'ivoire, les singes et les paons peuvent provenir de différents comptoirs sud-méditerranéens, l'or et l'argent ont quant à eux dû provenir directement du pays de Tarsis car l'Espagne était dans l'antiquité très riche en minerais métallifères. Les navires de Tarsis étaient de grands navires de commerce, équipés pour de longs voyages.
Tarsis est également un lointain pays où Jonas doit aller pour échapper à l'Éternel, ce qui suggère que le pays de Tarsis était à l'extrémité ouest de la Méditerranée.
Les Phéniciens, alliés de Salomon, ont également entretenu une étroite relation d'affaires avec la péninsule ibérique (on leur doit la fondation de Gades (Cadix), datée généralement de 1100 av. J.-C.).
Cela laisse ouverte la possibilité d'échanges entre le royaume de Salomon et la péninsule ibérique au début du Ier millénaire avant l'ère commune, mais n'apporte aucune preuve démontrant leur réalité. Cadix est mentionnée dans un sceau datant du VIIIe ou VIIe siècle avant l'ère chrétienne, conservé en Colombie-Britannique, où certains auteurs voient une inscription en hébreu, quand la plupart des chercheurs pensent à une origine phénicienne.
Selon des traditions plus tardives, les premiers Juifs seraient arrivés en Espagne, après la chute du Premier Temple en 586 av. J.-C., mais elles n'ont pas de base historique et ont été conçues principalement pour démontrer que les Juifs espagnols ne descendent pas de Juifs « coupables de la mort de Jésus ».

## Époque romaine (duIIIesiècleav. J.-C.auIVesiècle)
Des preuves plus substantielles de la présence des Juifs en Espagne datent de l'époque romaine. L'Hispanie passe sous la domination romaine avec la chute de Carthage, après la deuxième guerre punique (218 - 202 av. J.-C.). Il se peut que des Juifs s'y soient installés comme commerçants qui auraient été rejoints par ceux qui avaient été réduits en esclavage par les Romains, sous Vespasien et Titus, et dispersés à l'extrême-occident d'alors au cours de la guerre judéo-romaine, et surtout après la défaite de la Judée en 70.
Dans un passage de l'Épître aux Romains, Paul de Tarse manifeste son intention de pousser jusqu'à l'Espagne, pour annoncer partout l'Évangile, jusqu'aux extrémités de la terre connue jusque-là. Cela pourrait indiquer que des communautés juives y étaient alors établies.

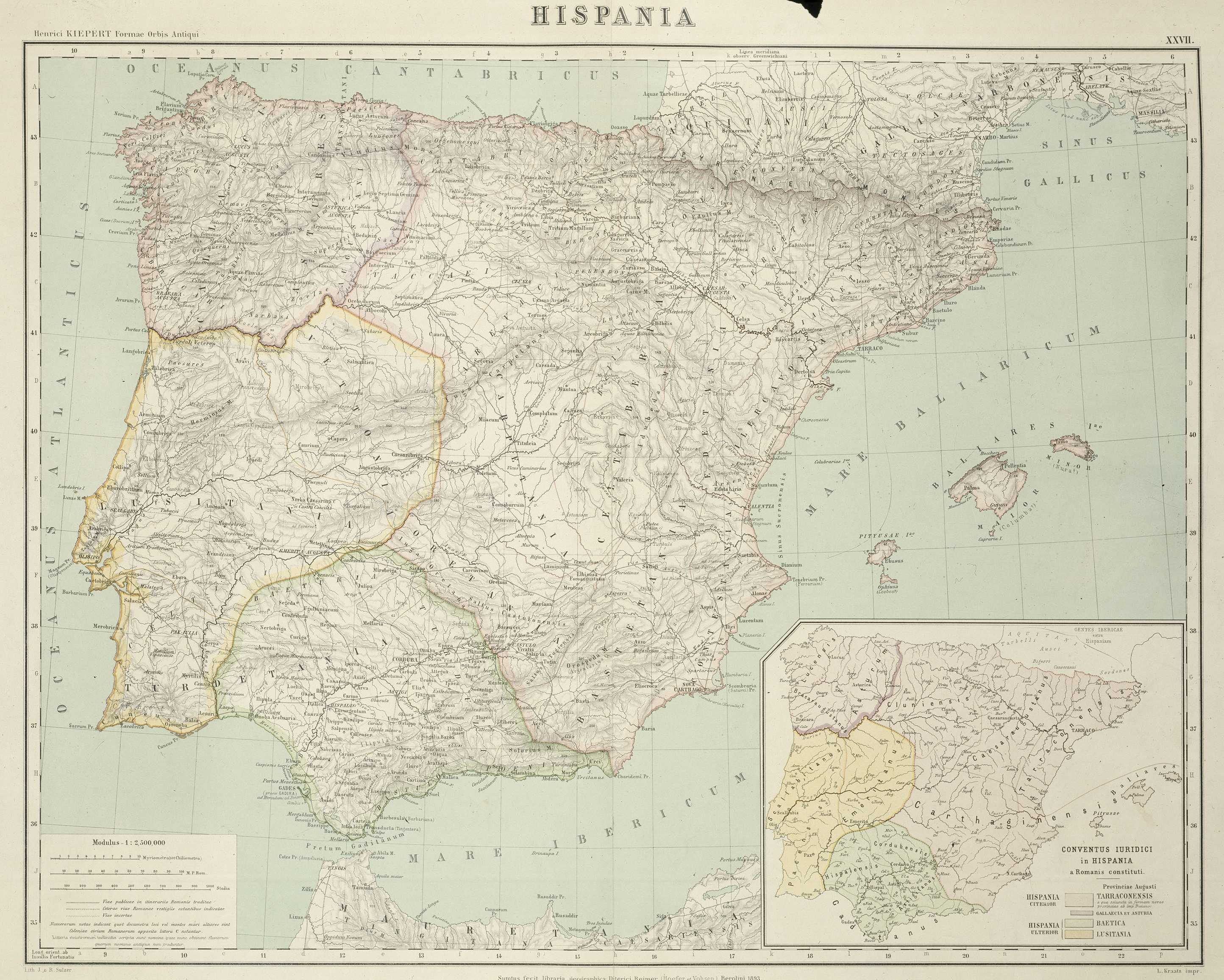
Province romaine d'Hispania

Le premier indice archéologique de la présence juive dans la péninsule ibérique est une chevalière trouvée à Cadix, datant du VIIIe ou VIIe siècle av. J.-C. L'inscription, généralement considérée comme phénicienne, a été interprétée par quelques chercheurs comme « paléo-hébraïque ».
Plus communément admise comme d'origine juive, on cite une amphore datée au moins du Ier siècle av. J.-C. découverte à bord d'un navire près d'Ibiza, dans les îles Baléares. L'empreinte comporte deux caractères hébreux témoignant de contacts, directs ou indirects, entre les Juifs et ces îles, à cette époque.
Deux inscriptions trilingues juives de Tarragone et Tortosa ont été diversement datées du IIe siècle av. J.-C. et du VIe siècle. La pierre tombale d'une enfant juive nommée Salomonula, trouvée à Adra (anciennement Abdera) est datée du IIIe siècle.
La découverte de deux lampes à huile gravées d'une menorah permettrait d'attester l'existence d'une communauté juive à Castulo au ive siècle et même d'une synagogue dans un bâtiment que l'on croyait jusqu'alors être une église,.
Une preuve incontestable de l'existence de communautés juives importantes en Espagne est fournie par les décrets du Concile d'Elvire, qui s'est tenu au début du IVe siècle (305 ou 306). Quatre des 81 décrets concernent les Juifs :
- Le décret 16 interdit aux chrétiens d'épouser des femmes juives, sous peine d'excommunication de cinq ans.
- Le décret 49 menace les chrétiens qui font bénir leurs champs par des Juifs d'excommunication à vie.
- Le décret 50 interdit aux membres des deux religions de s'assoir à la même table.
- Enfin, le décret 78 rend passible de cinq ans d'excommunication, l'adultère avec une femme juive.

De tels faits démontrent non seulement que les communautés juives d'Espagne étaient en plein essor mais qu'elles pratiquaient aussi un certain prosélytisme. Le judaïsme est vu comme un concurrent sérieux au christianisme, qui n'est pas une religion licite dans l'Empire romain et subit à cette époque la persécution de Dioclétien. Le concile décide de lutter activement contre les progrès du judaïsme en interdisant les mariages ou même l'amitié entre Juifs et chrétiens, ainsi que la bénédiction des champs par des Juifs. Les prescriptions ecclésiastiques du concile d'Elvire, simple concile provincial, restèrent lettre morte.
En tant que citoyens de l'Empire romain, les Juifs d'Espagne pratiquent des professions variées, y compris l'agriculture. Jusqu'à l'adoption du christianisme, les Juifs ont des relations étroites avec les populations non-juives, et jouent un rôle actif dans la vie sociale et économique de la province.
Durant toute l'époque païenne, la vie des Juifs s'était déroulée sans trop de heurts. Jules César avait codifié les droits et les privilèges des Hébreux : ils restaient libres de pratiquer leur culte, d'entretenir des liens de solidarité avec la Judée et étaient dispensés de toute soumission aux dieux étrangers. En 212 Caracalla reconnaissait dans sa Constitution antonine la citoyenneté romaine à tous les Juifs romains. L'adoption du christianisme comme religion de l'Empire romain amène Théodose II, en 438 à promulguer un code fixant de manière précise les droits et les devoirs des Juifs : l'accès à la fonction publique, le prosélytisme et les mariages mixtes leur sont interdits, mais la liberté de culte est garantie.
Pourtant, en comparaison de la vie juive à Byzance et en Italie, celle des premiers Juifs d'Espagne a été relativement tolérable. Cela est dû dans une large mesure au difficile établissement de l'Église dans ses frontières occidentales.
En Espagne, les invasions barbares des Suèves, des Vandales, et des Wisigoths détruisent plus ou moins le système politique mis en place par l'Empire romain et l'Église et pour un certain nombre de siècles, les Juifs jouissent d'une paix qui ne concerne déjà plus leurs frères d'Italie ou de Byzance.

## Période wisigothe (Ve–VIIIesiècle)
À partir de 409, les populations germaniques menées par les Wisigoths qui envahissaient l'Empire romain franchissent les Pyrénées et la majeure partie de la péninsule ibérique passe sous la domination des Wisigoths. Au début de leur domination de l'Espagne, les rois wisigoths de religion arienne se sont montrés plus hostiles aux Romains, chrétiens également mais trinitaires, qu'aux Juifs.

### Coexistence religieuse
La conquête par les Wisigoths n'introduit pas de changements immédiats dans la vie des Juifs. Ceux-ci vivent principalement de la terre, comme les Goths et hispano-romains. Ils cultivent eux-mêmes leurs terres ou, comme les autres, ont recours à des esclaves. Certains étaient « villici », c'est-à-dire administrateurs d'exploitations agricoles appartenant à des chrétiens. Nous savons peu de choses de la vie urbaine. Le droit romain est resté en vigueur mais nous ne savons pas si le statut social et économique des citadins juifs est resté le même que sous l'Empire romain. Nous avons quelques traces de Juifs engagés dans le commerce international. Les documents existants permettent de conclure que les Juifs vivaient principalement dans la capitale, Tolède, en Andalousie et en Catalogne. On peut penser que les Juifs contribuaient à la vie économique du haut Moyen Âge, comme dans le royaume des Francs.

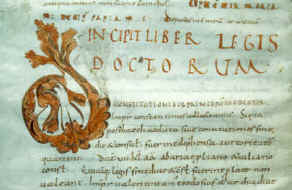
Bréviaire d'Alaric (en latin) aux lois anti-juives, s.

Mais il semble que les invasions germaniques améliorent le statut politique des Juifs par rapport à celui que leur octroient les chrétiens romains qui sont trinitaires, car la confession des Wisigoths, l'arianisme, n'admet pas la nature divine de Jésus, ce qui les rapproche des Juifs. Les autres chrétiens tiennent les ariens pour des demi-Juifs. Le Bréviaire d'Alaric (ou Lex Romana Visigothorum), qui a été adopté l'an 506, n'inclut plus qu'une des nombreuses lois anti-juives du code de Théodose, celle qui interdit aux Juifs tout emploi dans l'armée ou l'administration. De plus, cette loi tombe vite en désuétude (en). Les lois abolies par le Bréviaire d'Alaric interdisent aux Juifs les mariages mixtes, l'exercice de fonctions publiques, la création de nouvelles synagogues, la possession d'esclaves chrétiens et le prosélytisme.
Léovigild qui règne de 567 à 586 tente d'unifier l'Hispanie sous la bannière arienne, en avantageant systématiquement les prélats et les nobles de cette religion.

### Début du catholicisme et des persécutions (589-711)

#### IIIeconcile de Tolède (589)
Influencé par Léandre de Séville, Récarède Ier, le fils et successeur de Léovigild, choisit au contraire d'abjurer l'arianisme et d'embrasser le catholicisme romain.

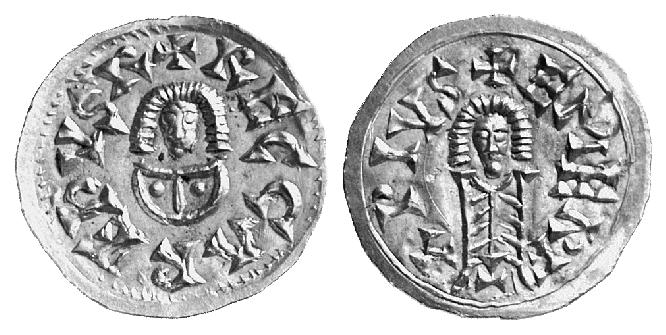
Monnaie wisigothe : Roi Récarède Ier

Le roi Récarède s’appuie, pour gouverner, sur les évêques. Les conciles de l'Église qui se tiennent à Tolède, alors capitale espagnole, deviennent une sorte de Parlement qui, sous la direction du roi, édicte des lois.
L'instauration d'un régime théocratique fut néanmoins progressive. L'Église fournit au pouvoir ses fondements intellectuels et juridiques. Le troisième concile de Tolède impose la conversion forcée des enfants nés de mariages mixtes entre Juifs et Chrétiens. Il interdit également aux Juifs la fonction publique, le mariage avec des Chrétiens, et la possession d'esclaves. Pourtant, la diffusion du catholicisme est loin d'être achevée dans les campagnes et tous les Wisigoths ariens ne se convertissent pas, restant alliés des Juifs considérés comme des opprimés, comme eux-mêmes. Les Juifs continuent ainsi à bénéficier d'une certaine protection contre les évêques de la part de nobles wisigoths ayant conservé une grande autonomie vis-à-vis du roi et les lois du concile de Tolède ne sont pas appliquées.

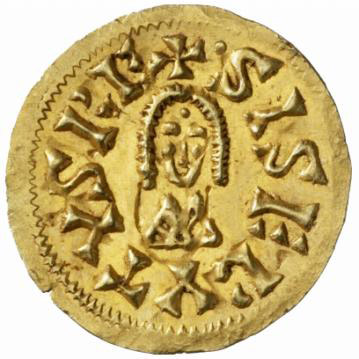
Monnaie Wisigothe sous Sisebuth

La situation favorable des Juifs ne change pas sous les règnes de Liuva II (601-603), Wittéric (603-610), et Gundomar (610-612) mais Sisebuth (612-621) entame une politique brutalement anti-juive.
Le roi Sisebuth (612-621), qui se veut le modèle du roi catholique, renouvelle et aggrave les édits de Récarède : après leur avoir interdit la possession d'esclave, il les oblige à se convertir ou à quitter le royaume. Une partie quitte la péninsule tandis que d'autres se convertissent, souvent seulement pour la forme.
La situation des Juifs s'améliore sous Swinthila (621-631), permettant aux exilés de regagner l'Espagne et aux convertis de revenir au judaïsme,.

#### IVeconcile de Tolède (633)
Présidé par Isidore de Séville, le IVe concile de Tolède se réunit le 5 décembre 633 sous le règne de Sisenand. Le concile statue sur la situation de deux groupes différents : d'une part, celle des Juifs qui avaient échappé à la conversion décrétée par Sisebut en passant en Gaule, puis étaient rentrés en Espagne ; d'autre part, celle des Juifs qui avaient reçu le baptême lors de cette persécution et qui continuaient à pratiquer les rites juifs. Concernant les premiers, le concile « recommande de ne pas leur faire violence pour qu'ils embrassent la foi » car « ce n'est pas par la force mais par la libre capacité de décision qu'ils doivent être exhortés à se convertir ». Quant aux seconds, déjà baptisés, le concile établit qu' « il convient de les contraindre à observer la foi qu'ils ont reçue par la force ou la nécessité » afin de ne pas rabaisser la foi chrétienne. Les enfants des Juifs convertis sont retirés à leur famille pour leur éviter l’influence de leurs parents,,.

#### VIeconcile de Tolède (638)
Cette politique de persécution continue sous Chinthila (636-639) qui dirige le sixième Conseil de Tolède où est promulguée une loi interdisant aux non-catholiques de résider à l'intérieur des frontières du royaume. Cela entraîne à nouveau beaucoup de conversions forcées chez les Juifs, tandis que d'autres choisissent l'exil. Une confession publique est instituée au cours de laquelle les Juifs convertis se repentent de leurs fautes et promettent de suivre à la lettre la foi catholique. À partir de 638, les nouveaux souverains doivent s'engager à ne pas protéger les juifs, comme l’expose le canon De custodia fidei iudaeorum, : « Que personne, parmi ceux qui dans les temps à venir parviendront au faîte du royaume, ne monte sur le trône royal avant d’avoir promis, parmi les autres clauses du serment, de ne pas permettre [aux juifs] de violer la foi catholique… ». » Toutefois, ces lois ne sont guère appliquées par les successeurs de Chintila, son fils Tulga (640-642) puis Chindaswinthe (642-653),.

#### VIIIeconcile de Tolède (653)

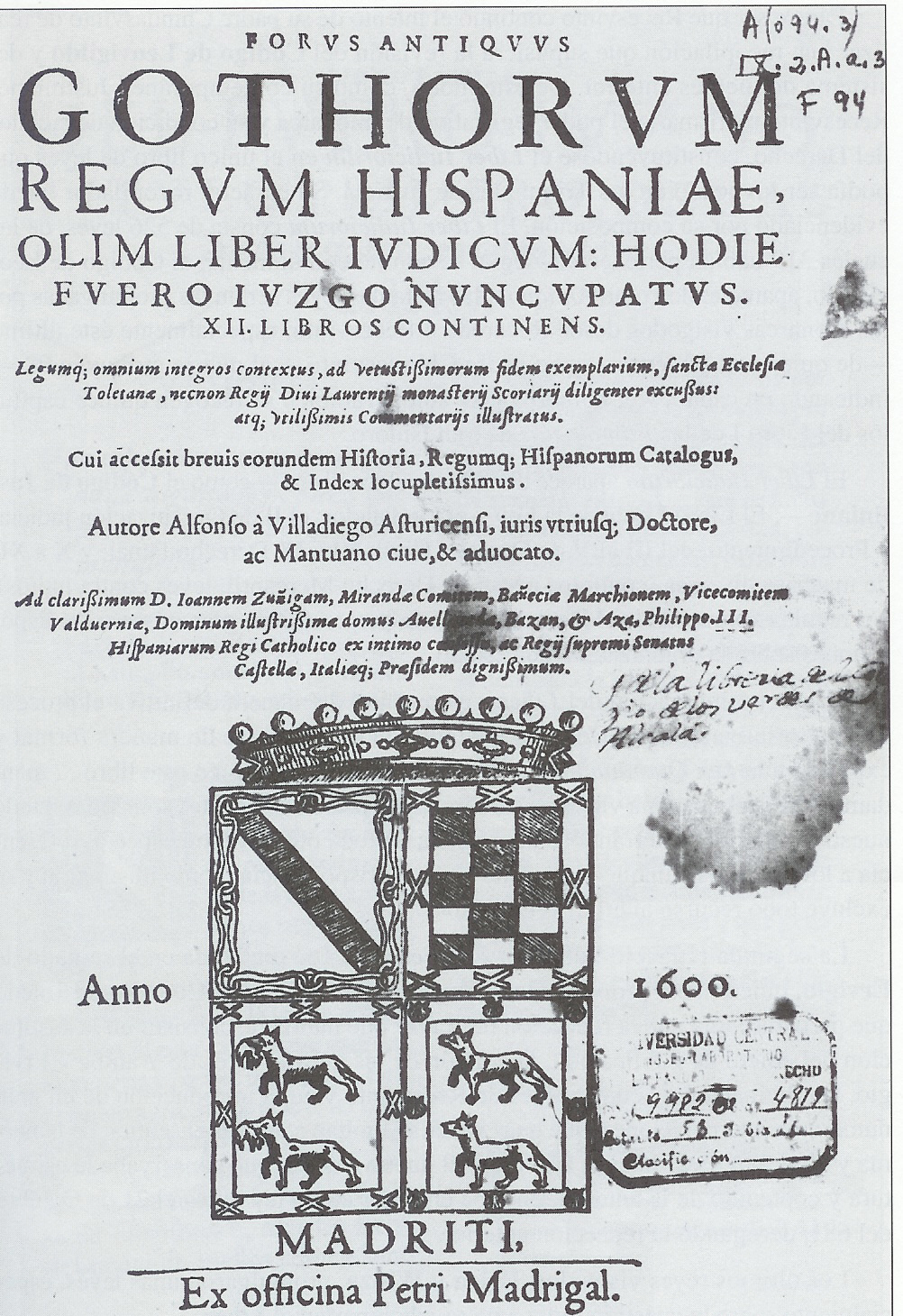
Couverture du Liber Iudiciorum, édition de 1600

Le huitième concile de Tolède, présidé par l'évêque Eugène sous le règne de Recceswinth, reformule les lois édictées par le IVe concile. Les Juifs convertis sont contraints, à partir de 654, de se présenter devant leur évêque à l'occasion de toutes les fêtes chrétiennes et de toutes les fêtes juives. Les convertis sont contraints de signer un texte où ils s’engagent à ne pas se marier entre eux et à exécuter eux-mêmes les convertis qui n’observeraient pas strictement la foi catholique. Le concile, conscient des résistances locales, décide que toute personne - même appartenant à la noblesse ou au clergé - ayant apporté son aide à la pratique du judaïsme, doit être punie par la saisie d'un quart de ses biens et l'excommunication.
Début 654, Recceswinth promulgue un nouveau code de loi, le Liber Iudiciorum (ou Livre des Juges) dernière refonte des codes de loi précédents - dont le Lex romana wisigothorum. Dans ce Liber, les lois concernant les Juifs (qui jusque-là obéissaient au codex de Rome) sont regroupées dans le livre 12 dont le titre est : « De la prévention de l'oppression par les officiels et de l'éradication des sectes hérétiques » et dans le titre 2 de ce livre intitulé « De l'éradication des erreurs des hérétiques et des Juifs ».

#### XIeconcile de Tolède (675)
Ces efforts échouent à nouveau. La population juive reste suffisamment importante pour inciter Wamba (672-680) à ordonner l'expulsion des Juifs dont certains purent fuir en Languedoc Roussillon. Avec l'archevêque Julien II de Tolède, lui-même de famille juive convertie, il décide de l'éradication du judaïsme dans son royaume et organise l'enlèvement des enfants juifs pour les faire baptiser de force au christianisme nicéen et leur donner des noms chrétiens. Dans son ouvrage vers 673 Histoire de la rébellion de Paul contre Wamba, l'archevêque Julien de Tolède prouve la « perfidie » des révoltés par leur collusion avec les Juifs,.

#### XIIeconcile de Tolède (681)
Sous le règne d'Ervige (680-687), le XIIe concile de Tolède (681) se donne pour but « d'extirper la peste judaïque qui renaît sans cesse ». Ervige publie vingt-huit lois contre les Juifs avec l'appui du XIIe concile. En personne, il fait savoir au concile son désir de revenir à la législation du règne de Sisebut, bien que lui-même soit un peu plus indulgent et donc opposé à la peine capitale. Ces lois font partie d'une version révisée et développée du Liber Iudiciorum qui porte le nom d'Ervige. Quand le code d'Ervige est promulgué en novembre 681, il y ajoute encore six de ses propres nouvelles lois et trois lois de Wamba, aussi bien que quatre-vingts lois de Réceswinthe (653) révisées. Il n'y a aucune preuve, pourtant, que le code d'Ervige ait « remplacé » celui de Receswinthe et des manuscrits de l'un et de l'autre continuèrent à être copiés et vendus.
Toutes les lois concernant les Juifs ont été attribuées à l'influence de leur adversaire, l'évêque Julien II de Tolède. Il compose en 686 pour le roi, un traité contre les Juifs « De sextae aetatis comprobatione ».
Le XIIe concile de Tolède demande à nouveau le baptême forcé, et, pour ceux qui désobéissent, la saisie de biens, les châtiments corporels, l'exil, ou l'esclavage. Les enfants juifs de plus de sept ans sont enlevés à leurs parents. C'est un coup terrible pour les nombreux agriculteurs juifs que l’expulsion fait des miséreux dénués de tout. Aussi beaucoup cèdent-ils, tout en demeurant au fond de leur cœur, attachés à leur ancienne religion ; d'autres tentent d’émigrer en France, mais Dagobert, le roi franc, ordonne lui aussi, de chasser les Juifs de son pays. De nouveau, une seule issue se présente : devenir de faux chrétiens. Mais avec le temps, la situation de ces Anoussim (convertis de force) devient pire que celle des Juifs, qui s'en tiennent ouvertement à leur foi.

#### XVIeconcile de Tolède (693)

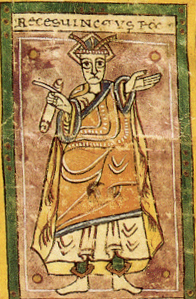
Egica, roi wisigoth

Le roi Égica (687 - 702) allège ces mesures antisémites. Egica, en reconnaissant le caractère fautif du baptême forcé, diminue la pression sur les conversos en les exemptant du paiement des taxes dues par les convertis, mais maintient les mesures concernant les activités des Juifs.
Ceci met effectivement fin à toutes les activités agricoles des Juifs espagnols. En outre, les Juifs ne peuvent commercer avec les chrétiens du royaume, ni ceux d'outre-mer. Ces mesures sont confirmées par la seizième concile de Tolède en 693.

#### XVIIeconcile de Tolède (694) et la chute du royaume wisigoth (711)
Égica choisit en 694 de réduire à l'esclavage tous les Juifs du royaume, qui perdent ainsi leurs biens et leurs propres esclaves. La mesure est extrêmement bénéfique pour le trésor, et les Juifs sont désormais considérés comme « appartenant au fisc » et à la couronne, selon la terminologie employée à partir du XIIe siècle. Il prend également des mesures pour veiller à ce que des sympathisants catholiques ne soient pas enclins à aider des Juifs dans leurs efforts pour renverser les décisions du concile. De lourdes amendes frappent les nobles qui agissent en faveur des Juifs, et les membres du clergé qui sont négligents dans l'exécution de ces mesures, sont sanctionnés.
Poussés au désespoir par ces mesures rigoureuses, les Juifs se mettent en rapport avec leurs frères d’Afrique pour détruire la puissance wisigothe (694). Dévoilé trop tôt, le complot est découvert et les Juifs sont réduits au servage et répartis entre les grands du pays, sans pouvoir jamais être affranchis.
La situation si malheureuse des Juifs hispano-visigoths s’aggrave encore sous Wittiza, le successeur d’Égica. Leur reprochant une entente avec les Juifs d'Afrique du Nord, ce roi (de 687 à 702) leur défend de posséder des maisons et des terres, il leur interdit la navigation et le commerce avec l’Afrique et, en général, toute relation d’affaires avec les chrétiens. Les Juifs étaient obligés de céder tous leurs immeubles au fisc, qui leur donne un semblant de dédommagement.
De graves accusations sont proférées contre les Juifs, en affirmant que, non content de saper l'Église, les Juifs ont tenté de s'emparer du royaume, de tuer les chrétiens et de soulever le peuple contre l'État. Sans doute, l'agitation messianique se répand-elle parmi les Juifs et leurs liens avec les rebelles de la noblesse sont à la base de ces accusations. « Tolède XVII dispersa les juifs réduits en servitude à travers toutes les provinces d’Hispanie » et prit diverses mesures à appliquer par les « évêques de toute l’Hispanie et des Gaules ».
Ces persécutions témoignent de la lutte entre le christianisme et le judaïsme en Espagne wisigothique. L'affirmation du catholicisme se traduit dès les lois de Récarède au VIe siècle par l'exclusion des Juifs du corps national.
Mais l’empire wisigoth touche à sa fin. Après la mort de Wittiza, fils d’Egica, Tariq, le conquérant musulman, vient d'Afrique en Andalousie avec des forces considérables. Il est rejoint par tous les Juifs bannis d’Espagne et par ceux qui étaient restés dans la Péninsule.
Après la bataille du Guadalete (juillet 711) et la mort de Rodéric, dernier roi des Wisigoths, les Arabes victorieux s’avancent rapidement dans l’intérieur du pays : en quelques années, la majeure partie de l’Espagne est conquise et tous les habitants, chrétiens et juifs, passent sous la domination musulmane.
Les Juifs accueillent en libérateurs les nouveaux dominateurs arabes, espérant que les musulmans seraient plus tolérants que les chrétiens. Les conquérants arabes, peu nombreux, laissent souvent la garde de leurs conquêtes aux Juifs. Une période d’épanouissement de la culture judéo-arabe commence en Espagne.

#### Culture des Juifs de l'Espagne wisigothique
« Durant les dernières périodes de la domination wisigothique, la religion juive était proclamée illégale ; la connaissance que les Juifs avaient de la Torah et des sciences talmudiques s'amenuisait, les Juifs étant coupés du reste de la diaspora », écrit Haïm Zafrani. Selon David J. Wasserstein, « Les juifs de l'Espagne wisigothique ne savaient presque rien de la culture juive ». Ils avaient quasiment perdu l'usage de l'hébreu et de l'araméen : dans les inscriptions funéraires on trouve çà et là quelques mots d'hébreu seulement. « On peut affirmer avec une quasi-certitude que les juifs de l'Espagne wisigothique ne connaissaient et ne pratiquaient qu'une seule langue, et que cette langue était celle de leurs voisins, c'est-à-dire le bas latin de la période ». « Aucun témoignage ne vient confirmer que ces juifs jouissaient d'une vie culturelle proprement dite ». Quand l'Espagne s'inscrira dans le "monde musulman" l'élite culturelle juive connaîtra, parallèlement à l'arabisation, une rehébraïsation, à la faveur d'échanges intenses avec les communautés juives orientales.

## Les Juifs d'Al-Andalus

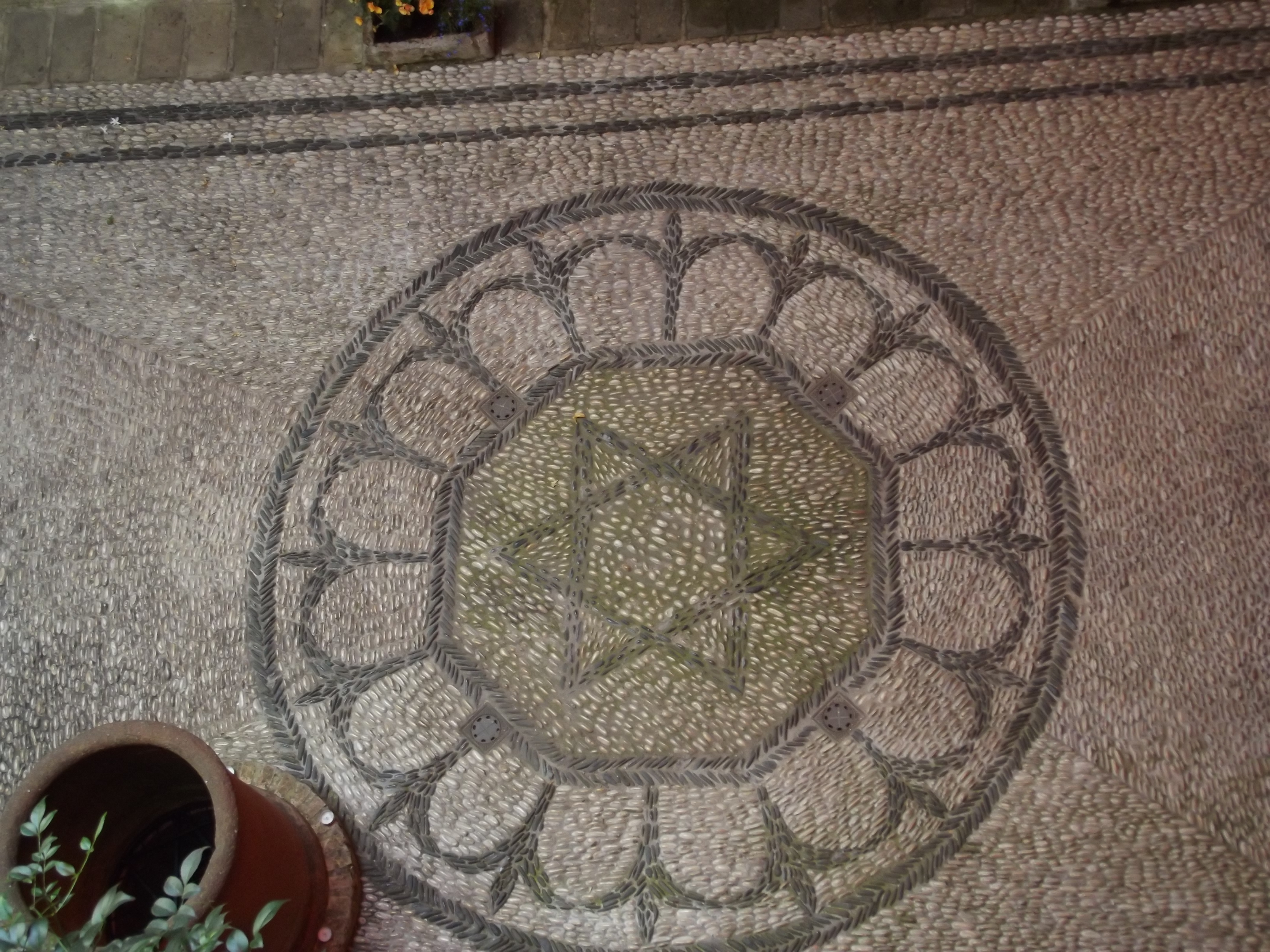
Détail de la Casa de Sefarad, Calle de la Judios, à Cordoue

La condition des Juifs d'Al-Andalus a varié au cours du temps. En général, on distingue deux périodes : avant et après le début des invasions Almoravides (vers 1086).
La première coïncide avec l'émirat indépendant (756 - 912), le califat de Cordoue (912 - 1031) et le début des royaumes des Taifas (1031-1086). Il s'agit de l'âge d'or de la présence juive en Espagne musulmane, en particulier de l'époque d'Abd al-Rahman III. De nombreux Juifs atteignent une haute position économique ou sociale, et leur culture, fortement influencée par la culture arabe connaît un véritable âge d'or.
Avec l'arrivée des Almoravides et des Almohades, leur situation change radicalement. Ces dynasties, d'origine berbère, ont une conception de l'Islam beaucoup plus rigoureuse et, par conséquent, sont beaucoup moins tolérantes à l'égard des Juifs.

### Conquête musulmane
Avec la victoire de Tariq ibn Ziyad en 711, la vie des Séfarades a changé.
Les sources musulmanes et chrétiennes nous disent que les Juifs ont fourni une aide précieuse aux envahisseurs en assurant la garde de leurs conquêtes mais absolument pas en aidant à la conquête arabe.
Une fois conquise, la défense de Cordoue a été laissée aux mains des Juifs, tandis que Grenade, Malaga, Séville et Tolède étaient confiées à une armée mixte de Juifs et de Maures.
Ce thème fera les joies de l'historiographie chrétienne de la Reconquista, qui expliquera la facilité de la conquête par la « trahison juive ». La Chronique de Lucas de Tuy (1236) dit ceci : « Pendant que les chrétiens de Tolède, le dimanche de Pâques, allaient à l'église du Saint-Laodicée à l'écoute du sermon, les Juifs ont agi par traîtrise et ont informé les Sarrasins. Puis ils ont fermé les portes de la ville devant les chrétiens et les ont ouvertes pour les Maures ». En contradiction avec le Luc de Tuy, Rodrigue de Tolède dans « Historia de rebus Hispaniae » soutient que Tolède était « presque entièrement vide de ses habitants », non pas à cause de la trahison juive, mais parce que « beaucoup avaient fui vers Amiara, d'autres vers les Asturies et quelques autres à la montagne ». Bien que dans le cas de certaines villes, le comportement des Juifs ait été propice à la réussite musulmane, l'impact en a été très limité dans l'ensemble et la chute de la péninsule ibérique ne peut raisonnablement leur être attribuée.

### La dhimma
Au cours des années qui suivent la conquête par Tariq ibn Ziyad, la majeure partie du territoire passe au pouvoir des musulmans au moyen de capitations, suivant les termes desquelles les chrétiens comme les Juifs obtenaient le statut de « gens du Livre » qui leur permettait de conserver leurs structures politiques et administratives.
Les musulmans, suivant les enseignements du Coran, estiment que les « gens du livre » ne doivent pas être convertis de force à l'islam et méritent un statut particulier, la dhimma.
Le statut de dhimmi (arabe ذمي, «protégés») garantit la vie, la propriété et la liberté de culte, et un degré élevé d'autonomie juridique.
Avec le statut de dhimmis, les Juifs reçoivent l'autorisation de pratiquer leur culte et de conserver leur loi et leurs magistrats (dayanim ou juges). La communauté est représentée auprès des autorités arabes par le nassi ou nagid. Toutefois, les Juifs doivent payer la capitation (djizîa) en espèce ou en nature, porter des vêtements spéciaux, ne pas bâtir de nouvelles synagogues ni posséder d'esclaves musulmans.
Soumis à l'impôt, ils doivent accepter un statut social inférieur et se soumettre à diverses discriminations concernant l'accès à la majorité des fonctions publiques. Quant aux fonctions militaires ou politiques, elles restent réservées aux Musulmansr.
Le témoignage en justice des dhimmis a moins de valeur que celui des musulmans et leurs indemnités, quand ils sont victimes de crimes de sang sont moindres. Les dhimmis accusés de blasphème sont monnaie courante et sont punis de mort. Comme leur témoignage est irrecevable, ils doivent se convertir pour sauver leur vie.
Les mariages mixtes sont punis de mort.
Toutefois, l'application rigoureuse de la dhimma varie d'une époque ou d'un endroit à l'autre et n'est pas toujours respectée à la lettre, comme l'illustre le statut social atteint par plusieurs Juifs d'Al-Andalus. Les Juifs y jouissent d'une autonomie dans l'organisation de leurs communautés ou aljamas. Les aljamas sont des entités autonomes qui ont leurs propres juges et sont régies par leurs propres lois fondées sur la Halakha. L'institution de l'aljama sera conservée en Espagne chrétienne, et restera en vigueur jusqu'à l'expulsion des Juifs.
En dépit des restrictions imposées aux Juifs en tant que dhimmis, leur vie sous la loi musulmane est bien moins malheureuse que sous le règne des Wisigoths. Les communautés se reconstruisent donc progressivement et peuvent bénéficier de contacts avec les Juifs orientaux qui vivent également sous domination islamique. Le commerce international est donc une activité des plus pratiquées par les Juifs avec l'artisanat du bois, de la soie, de l'or et de l'argent dans les villes et l'agriculture à la campagne.

### Émirat de Cordoue (756-929)

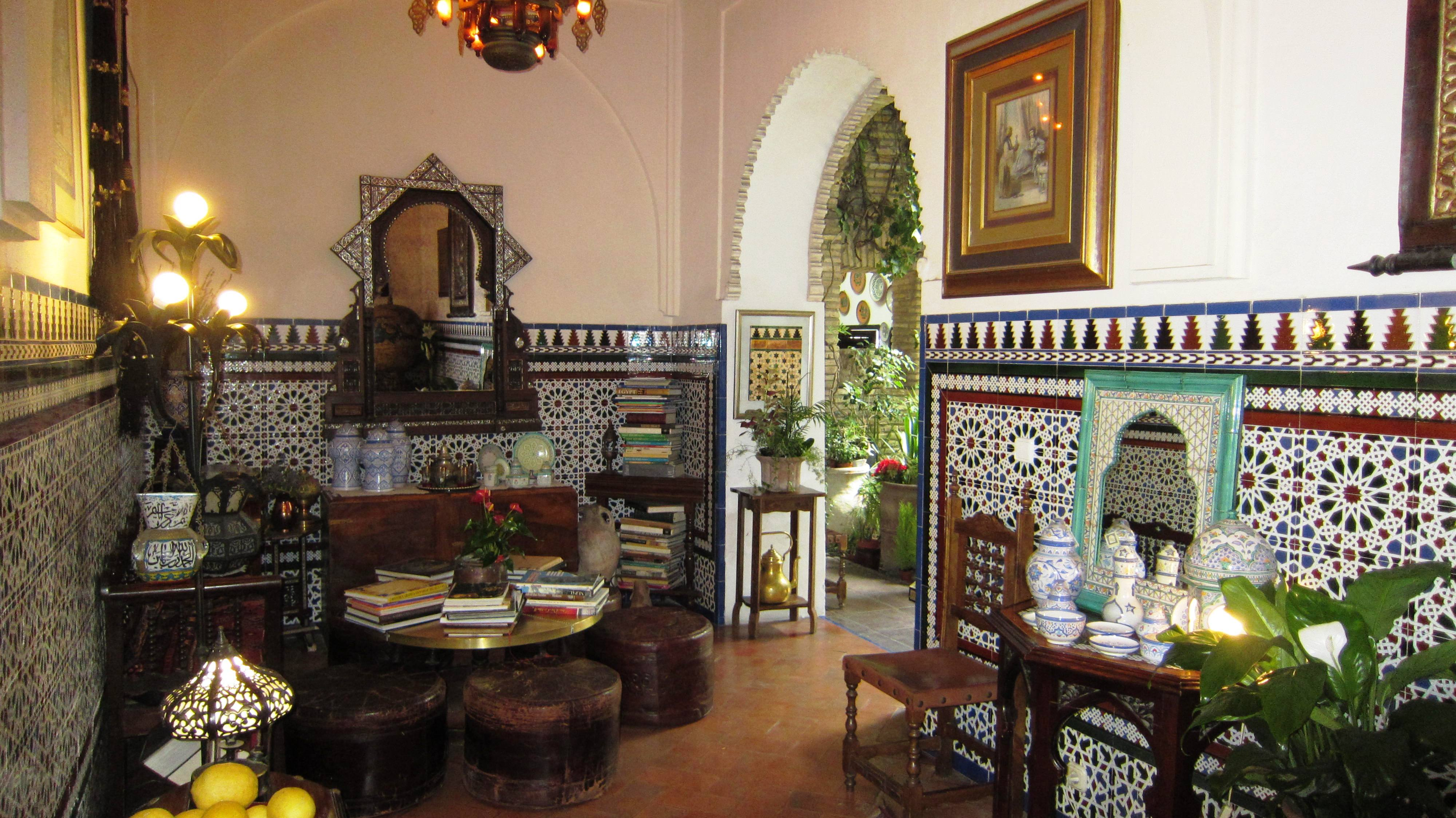
Vue intérieure de la Casa Andaluz dans la rue Judios, Musée de Córdoba

Les Juifs, du monde chrétien ou musulman, voient l'Espagne comme une terre de tolérance relative et d'opportunités. Après l'établissement de la dynastie omeyyade avec Abd al-Rahman Ier en 755, des Juifs du reste de l'Europe, ainsi que des territoires arabes, du Maroc à Babylone ont rejoint la communauté juive espagnole. C'est ainsi que la tradition séfarade peut s'enrichir sur les plans religieux, culturels et intellectuels. Les relations avec les Juifs des pays arabes s'approfondissent et l'influence des académies talmudiques de Soura et Poumbedita devient importante : dès le milieu du IXe siècle, le Talmud de Babylone est connu des rabbins espagnols dont les recherches portent sur la Halakha et un approfondissement de l'hébreu.
En adoptant la langue arabe, les Juifs espagnols s'ouvrent à la civilisation arabe, qui va durablement influencer la culture séfarade, et aussi aux discussions philosophiques et religieuses où se sont illustrés les chefs des Académies talmudiques en Babylonie. Les textes sacrés peuvent être relus en considérant la littérature musulmane polémique vis-à-vis du judaïsme ainsi que la pensée karaïte qui se diffuse en Espagne au Xe siècle en donnant naissance à une pensée juive originale. À travers la littérature arabe, les Juifs ont aussi accès à la littérature grecque scientifique et philosophique. Ils relisent la Bible à la lumière de cette pensée rationaliste. L'intérêt méticuleux que les Arabes avaient pour la grammaire et le style ont également pour effet de stimuler la recherche philologique parmi les Juifs. L'arabe est devenu la langue des séfarades pour leurs écrits scientifiques, philosophiques et pour la vie de tous les jours. Dès la seconde moitié du IXe siècle, la plupart des textes juifs en prose, sont en arabe. La connaissance approfondie de la langue arabe a grandement facilité l'assimilation des Juifs dans la culture arabe.
Pendant les deux premiers siècles de l'occupation arabe, les Juifs se gardent de jouer un rôle politique, tant la vie politique est sanglante. Leurs professions les plus courantes sont plutôt la médecine, le commerce, la finance et l'agriculture.
Au IXe siècle, certains membres de la communauté séfarade se sentent suffisamment en confiance pour prosélytiser parmi les chrétiens d'origine juive. En 840, Bodo-Éléazar, un chrétien converti au judaïsme, commence une disputation épistolaire avec un intellectuel chrétien Paul Alvare, un chevalier disant être d'ascendance juive, à Cordoue. Entre les deux convertis s'interpellant tous deux par la formule « mon frère aux idées faussées, » débute un dialogue où chacun tente de ramener l'autre à son ancienne foi. Le dialogue se fait d'égal à égal, sans que l'on y trouve les biais en faveur de l'Église typique des disputations judéo-chrétiennes qui se tiendront quelques siècles plus tard.

### Califat de Cordoue (929-1031) et les royaumes des Taïfas (1031-1086): l'âge d'or séfarade

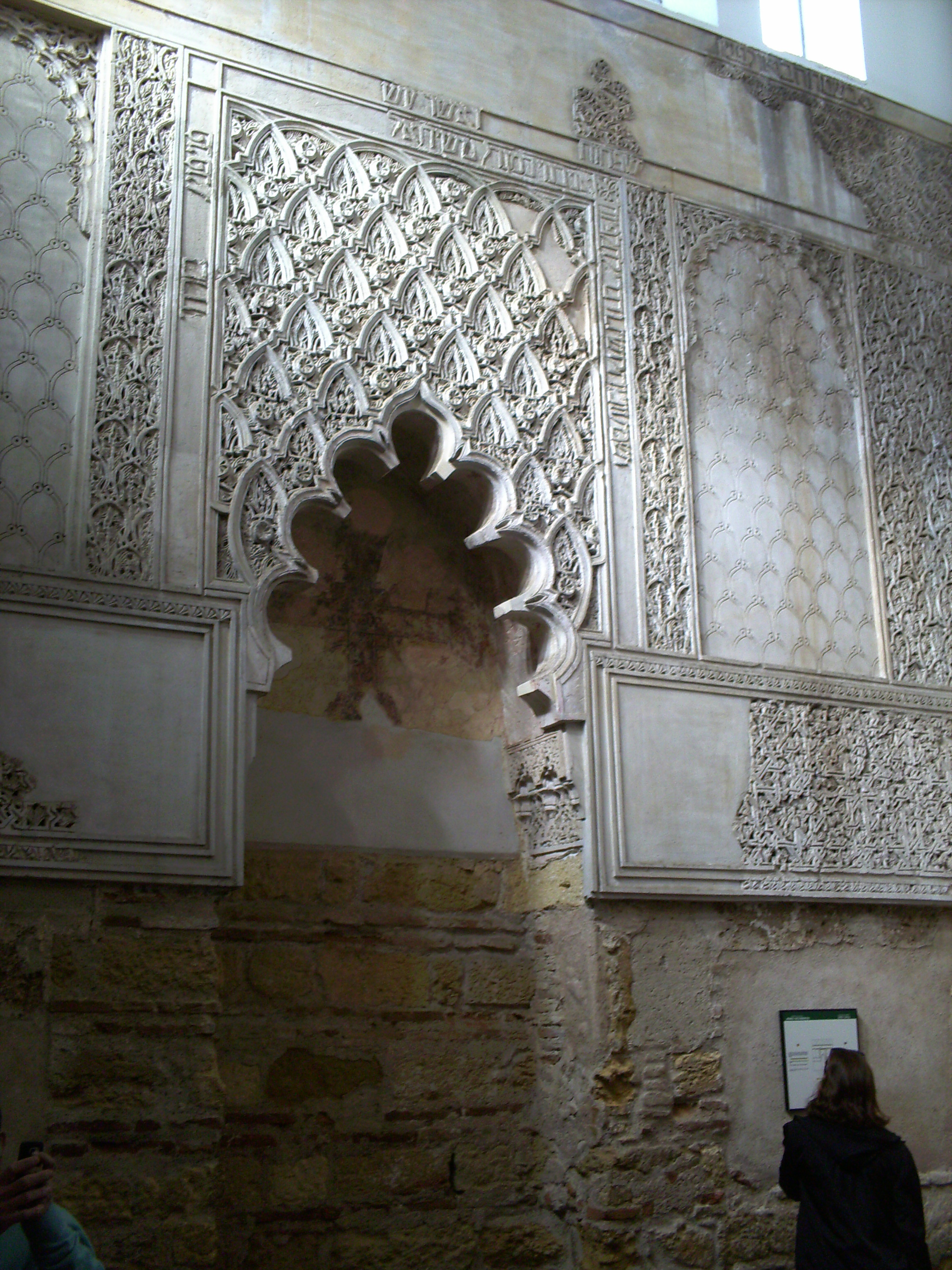
Intérieur de la synagogue de Cordoue (1315) sise dans la juderia de la ville

La communauté juive espagnole connaît le début de son âge d'or sous le règne de Abd al-Rahman III (912-961), le premier calife de Cordoue. Cette prospérité exceptionnelle est étroitement liée à la carrière de son conseiller juif, Hasdaï ibn Shaprut (915 - 970). À l'origine, médecin de cour, Hasdaï ibn Shaprut est aussi officiellement responsable des affaires étrangères, de la douane et du commerce extérieur. Et c'est en qualité de diplomate qu'il correspond avec le royaume des Khazars, qui s'était converti au judaïsme, au VIIIe siècle.
Le soutien d'Abd al-Rahman III aux recherches scolastiques avait fait de l'Espagne le centre de recherche philologique arabe. C'est dans ce contexte de mécénat culturel que s'est développé l'intérêt pour l'étude de l'hébreu. Avec Hasdaï ibn Shaprut comme son principal mécène, Cordoue devient « la Mecque des érudits juifs qui pouvaient être assurés d'y trouver une grande hospitalité de la part de riches hommes de cour ».
C'est alors que la culture séfarade, dans une large mesure, synthèse de différentes traditions juives, enrichit à son tour les autres cultures. C'est dans les domaines littéraire et linguistique qu'elle est la plus brillante. En plus d'être lui-même un poète, Hasdaï ibn Shaprut encourage les écrivains séfarades qui abordent aussi bien la religion que les sciences naturelles, la musique ou la politique. Il fait venir à Cordoue Dounash ben Labrat (vers 920 - 985), le créateur de la poésie métrique hébraïque, le talmudiste Moshe ben Hanokh et Menahem ben Sarouk, auteur du premier lexique en hébreu de l'hébreu biblique, largement diffusé en Allemagne et en France.
Hasdaï ibn Shaprut peut être considéré comme un bienfaiteur de la communauté juive dans le monde, non seulement par la création d'un environnement favorable aux études académiques en Espagne, mais aussi par ses interventions au profit des Juifs étrangers, comme en témoigne sa lettre à la princesse byzantine Hélène. Dans celle-ci, il invoque le traitement équitable des chrétiens d'al-Andalus et demande par réciprocité un traitement comparable des Juifs de Byzance.

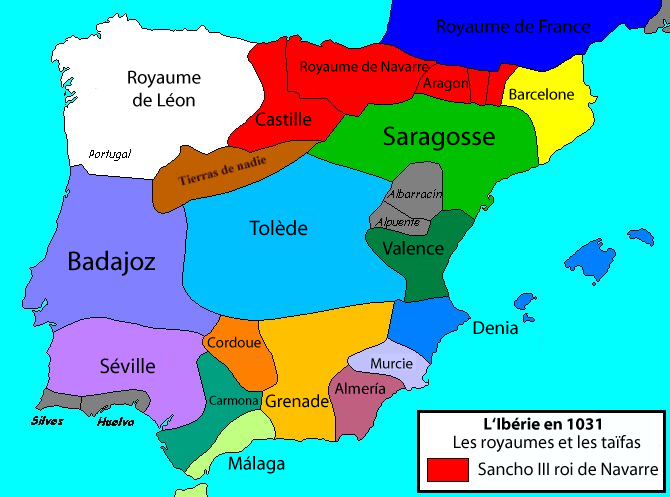
Carte historique de la péninsule Ibérique présentant l'Époque des taïfas et les petits royaumes chrétiens émergents

Au début du XIe siècle, le califat de Cordoue se désagrège au profit d'une multitude de royaumes : les principautés indépendantes des taïfas, berbères au sud, « slaves » sur la cote orientale et sous domination des grandes familles muladíes ou arabes. La désintégration du califat disperse les lettrés juifs dans l'ensemble de la péninsule en ouvrant de nouvelles opportunités. Les services des savants ou médecins ou commerçants ou poètes ou universitaires juifs sont généralement appréciés tant des chrétiens que des musulmans.

L'apport des séfarades à la culture universelle est alors remarquable. Le rabbin et philosophe néo-platonicien Salomon ibn Gabirol (1020 - 1058) produit le « Fons Vitae » qui va inspirer la scolastique chrétienne jusqu'à Thomas d'Aquin. Les Juifs pratiquent l'astronomie, la médecine, la logique et les mathématiques, notamment parce que ces disciplines étaient considérées comme des fondements de la connaissance divine. L'étude de la nature, vue comme l'étude directe de l'œuvre du Créateur, est un moyen idéal pour mieux comprendre et se rapprocher de Dieu.

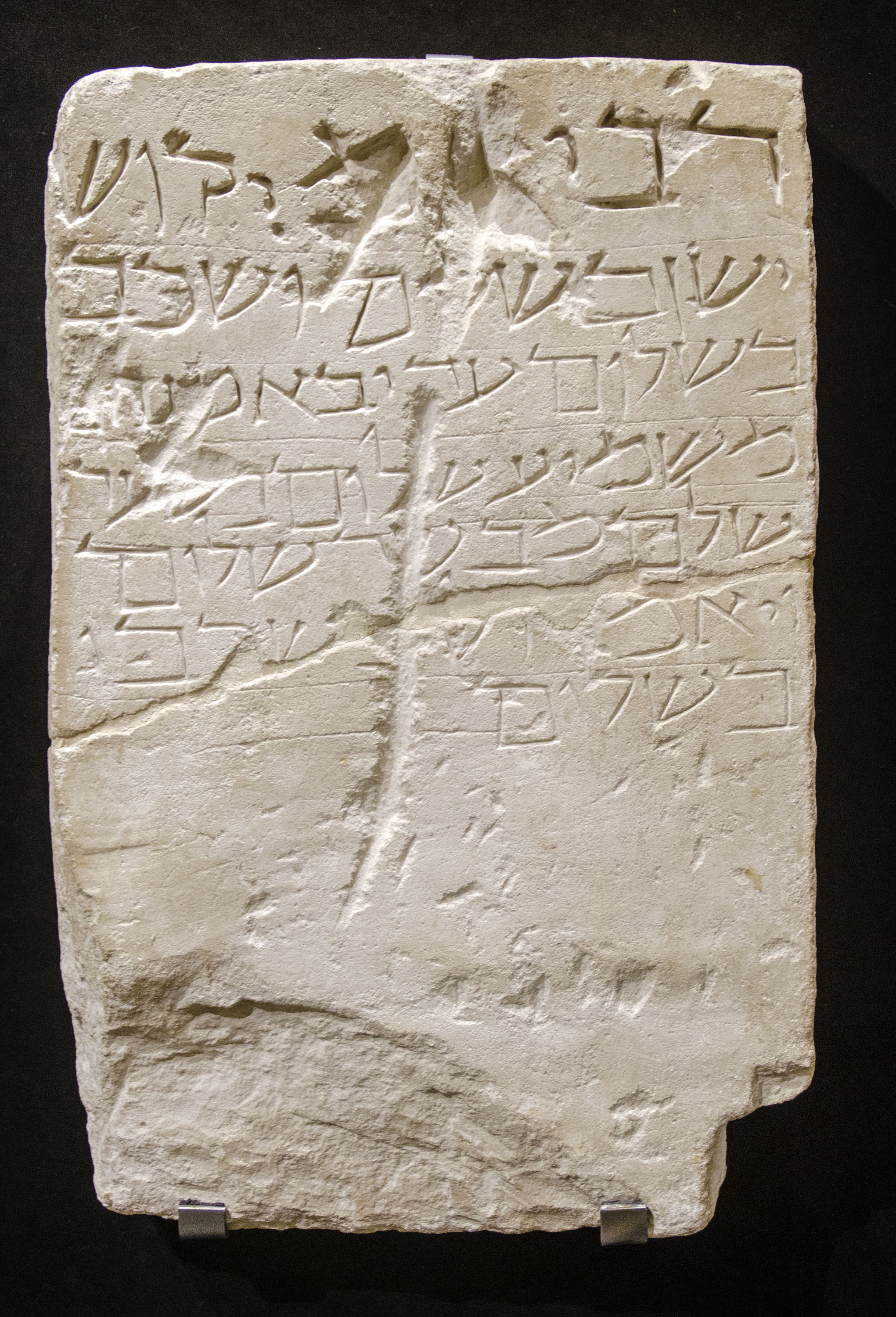
Plaque funéraire du rabbin Amicos, gravées des deux côtés, trouvée rue de Santiago à Lucene, en 1958 et datant du Xe-XIe s.

Dès l'époque de Hasdaï, Al-Andalus devient petit-à-petit un centre majeur de la philosophie juive. Fidèles aux traditions talmudiques et midrashiques, les philosophes juifs se consacrent à l'éthique.
En plus de leurs contributions originales, nombreux sont les séfarades qui s'adonnent à la traduction. Les textes grecs sont traduits en arabe, les textes arabes en hébreu, les textes arabes et hébreux en latin et réciproquement. C'est ainsi que les Juifs ont contribué à diffuser dans le reste de l'Europe, la science et la philosophie, à la base de la Renaissance.

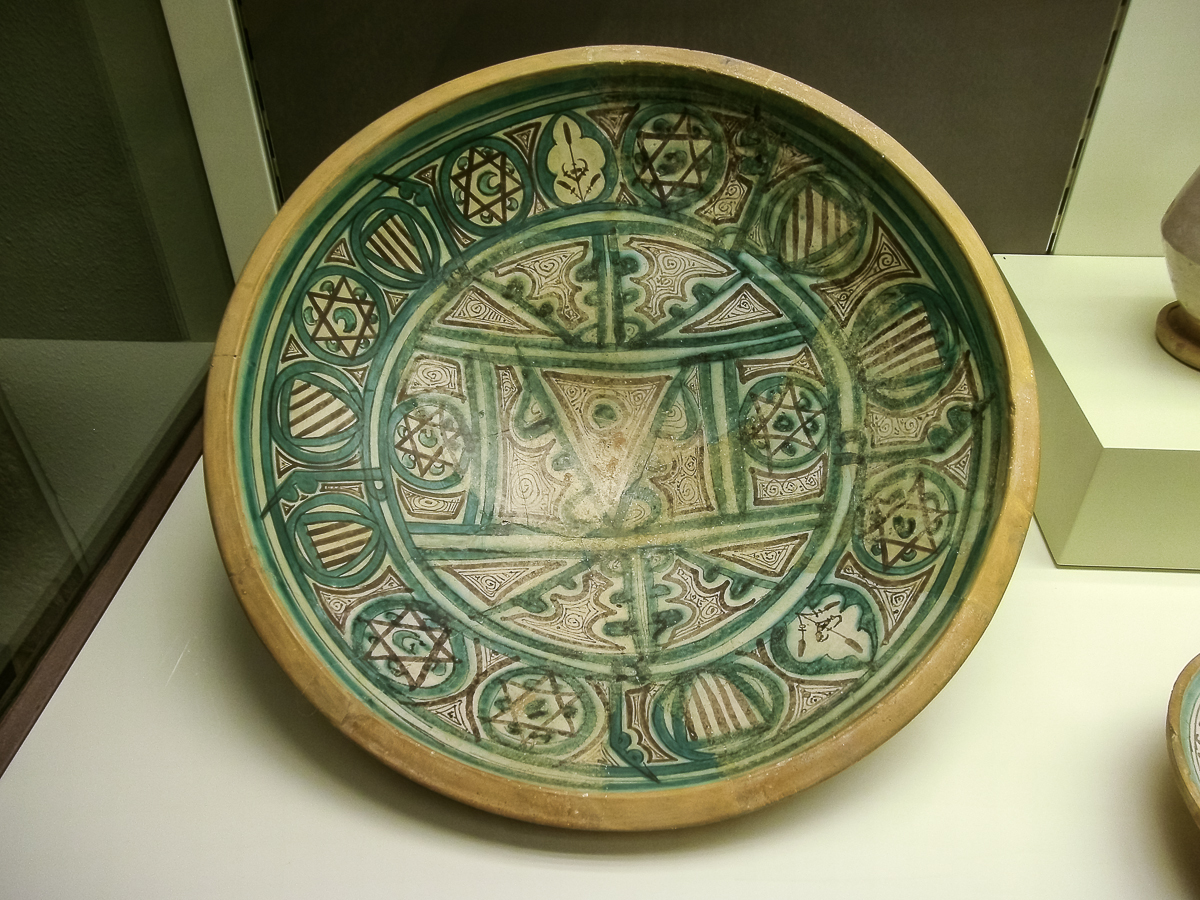
Plat aux décorations composées notamment d'étoiles de David et de croissants musulmans

Parmi les plus éminents des vizirs juifs des Taifas musulmans, il faut citer Samuel ibn Nagrela (993-1060), dit Samuel ha-Naguid. Né à Cordoue, il vit à Grenade et y reçoit une solide formation hébraïque et talmudique, ainsi que mathématiques et philosophique. Il parle plusieurs langues, possède parfaitement l'arabe et a un beau talent de calligraphe. Il est nommé vizir du roi Habus ben Maksan (1019 - 1038) puis de son fils Badis ben Habus (1038 - 1073) dont il appuie les prétentions au trône. En signe de gratitude, Badis donne à son vizir le plein contrôle de son royaume, que Samuel gouverne avec sagesse pendant plus de trente ans, menant de victorieuses campagnes contre le royaume de Séville et ses alliés, ou usant de son habileté diplomatique pour promouvoir ses intérêts. Samuel apporte une telle prospérité aux Juifs de Grenade qu'ils lui confèrent le titre de Naguid ou Prince. Poète doué, Samuel ha-Naguid compose des poèmes sur la guerre, l'amour et l'amitié. Il fait aussi l'éloge du vin, et chante les plaisirs ou les chagrins. Sa poésie a souvent des accents mélancoliques, notamment dans ses élégies qui pleurent la mort d'un ami ou les souffrances du peuple juif exilé et sa nostalgie de Sion. Son introduction au Talmud est la norme aujourd'hui. Son fils Joseph ibn Nagrela est également vizir. Il est assassiné lors du massacre de Grenade de 1066 avec environ 4 000 autres Juifs.
À l'époque de Samuel ibn Nagrela, Abraham Ben Méir Ibn Mouhadjir occupe également la fonction de vizir du roi de Séville Al Mutamid Ibn Abbad, et Abu al-Fadl Hasdai est au service de Al-Muqtadir à Saragosse.
Les œuvres des Séfarades d'al-Andalus ont rayonné parmi les intellectuels bien au-delà de la communauté juive. Un des cas les plus remarquables est celui de Salomon ibn Gabirol (1020-1058). Son œuvre philosophique – rédigée en arabe comme la plupart des textes judéo-espagnols, mais qui ne nous a été transmise que par sa traduction latine, inachevée, du XIIe siècle, « Fons Vitae » (« la Source de vie ») publiée avec comme nom d'auteur Avicebron – n'a guère circulé dans les milieux juifs andalous, mais elle a surtout exercé son influence dans le monde chrétien où elle jouit jusqu'au XVe siècle d'une très grande renommée (en partie due aux attaques dont elle fut l'objet de la part des philosophes scolastiques, en particulier Albert le Grand et Thomas d'Aquin). Elle constitue une des sources principales du néoplatonisme médiéval.
Les troubles politiques n'ont pas d'effet immédiat sur cette floraison intellectuelle qui connaît au XIe siècle son époque de splendeur. Mais l'âge d'or prend fin bien avant l'achèvement de la Reconquista. Le 30 décembre 1066, une foule musulmane prend d'assaut le palais royal de Grenade, crucifie le vizir juif, Joseph ibn Nagrela et massacre la plus grande partie de la population juive de la ville : « 1 500 familles juives, représentant environ 4 000 personnes disparaissent en un jour ». Le massacre de Grenade a été l'un des premiers signes d'un déclin du statut des Juifs, qui résulte en grande partie de la conquête de l'Espagne par les sectes islamiques d'Afrique du Nord les plus zélées.

### Émirat almoravide (1086-1146)

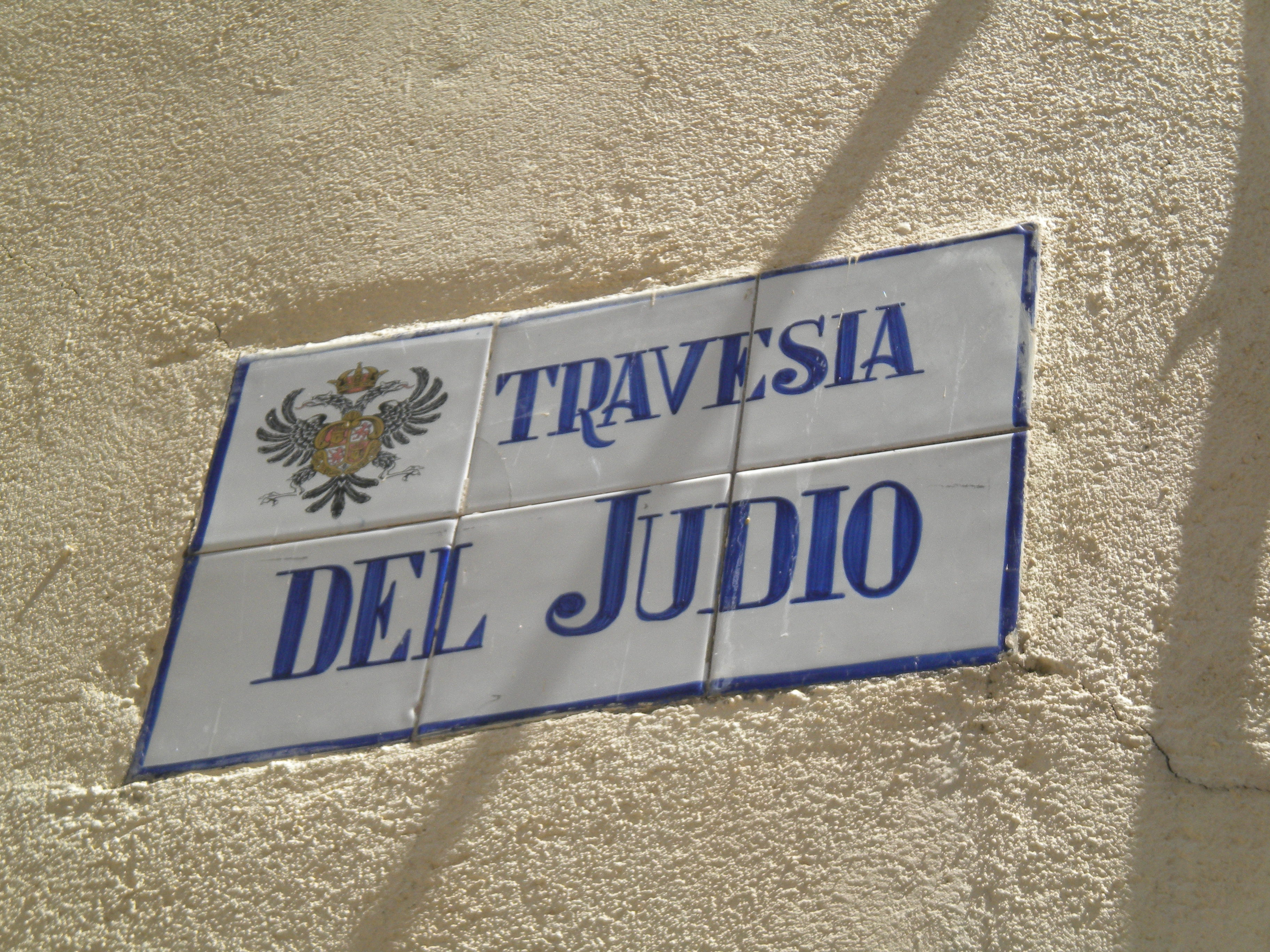
Indication d'une « allée des Juifs » à Tolède

Après la prise de Tolède par les chrétiens en 1085, le roi de Séville demande le secours des Almoravides. Cette secte ascétique abhorrait les aspects libéraux de la culture islamique d'al-Andalus et particulièrement le fait que certains dhimmis avaient atteint une position d'autorité sur les musulmans. En plus de la lutte contre les chrétiens, qui gagnaient du terrain, les Almoravides ont entamé en Andalousie de nombreuses réformes plus conformes à leur vision de l'Islam. En dépit de multiples conversions forcées à l'Islam, la culture séfarade n'a pas été anéantie. Les membres de la communauté juive de Lucena, par exemple, ont évité la conversion en payant une forte somme d'argent.
Les Almoravides sont peu à peu sensibles à l'esprit de l'Andalousie et à l'idée de coexistence. Les mesures anti-juives sont assouplies. L'activité littéraire, philosophique et poétique se poursuit et plusieurs Juifs peuvent servir en tant que diplomates ou médecins des Almoravides.
Moïse ibn Ezra (1055-1138) est un rabbin, poète, linguiste et critique de poésie andalou, né à Grenade, entre 1055 et 1060, et mort probablement dans la même ville, après 1138. Son surnom HaSalla'h lui vient des nombreuses prières et poèmes de pénitence (appelés Seli'hot, « pardons », en hébreu) qu'il a composés. On lui doit notamment « El nora alila », chanté dans toutes les synagogues séfarades, le jour du Grand Pardon avant l'office de clôture.
Juda Halevi (1075-1141), parcourt l’Espagne en proie aux guerres entre chrétiens et Almoravides. Il descend au pays d'al-Andalous afin d'y compléter ses études. Il remporte une compétition de poésie à Cordoue, puis rencontre à Grenade les poètes séfarades Moïse ibn Ezra et Abraham ibn Ezra, avec lesquels il sera lié sa vie durant.
Abraham ben Meir ibn Ezra, né vers 1090 à Tudèle, dans l'émirat de Saragosse, décédé vers 1165 à Calahorra, est un rabbin, poète, grammairien, traducteur, commentateur, philosophe, mathématicien et astronome. Il fut l’un des plus éminents érudits juifs de l’âge d’or espagnol et l'une des sources d'inspiration de Baruch Spinoza.
Les persécutions des Almoravides dispersent les poètes de d'Al-Andalous. Juda Halevi reprend ses voyages, se rend auprès du vizir juif Meïr ibn Kamnial (père d'Abraham ibn Kamnial) à Séville et du maître talmudique Joseph ibn Migash à Lucène. Il pratique la médecine à Tolède, alors redevenue chrétienne, qu’il quitte en 1109 avec son ami Abraham ibn Ezra. Ils poursuivent alors leurs voyages à travers l’Espagne musulmane (Cordoue) et l’Afrique du Nord.
Partisan du retour à Sion comme en témoignent ses « Odes à Sion », Juda Halevi arrive à Alexandrie, puis au Caire où il meurt après 1140 avant d’avoir pu s’embarquer pour la Palestine ; d'autres versions le font mourir aux portes de Jérusalem, assassiné.
Mais les guerres en Afrique du Nord forcent les Almoravides finalement à retirer leurs forces de la péninsule Ibérique et les Almohades prennent le contrôle de la partie musulmane de la péninsule.

### Califat almohade (1146-1228)
Devant les succès de la Reconquista, les musulmans ibériques font à nouveau appel à leurs frères d'Afrique du Nord, les Almohades qui prennent le contrôle de l'Andalousie dès la moitié du XIIe siècle. Plus intégristes encore que les Almoravides, ils traitent durement les dhimmis. Les Juifs et les chrétiens sont expulsés du Maroc et de l'Espagne islamique. Face au choix de la mort ou de la conversion, de nombreux Juifs émigrent. Certains, comme la famille de Moïse Maïmonide (1138-1204), fuient vers des terres musulmanes plus tolérantes, tandis que nombreux sont ceux qui vont vers le nord pour s'installer dans les royaumes chrétiens,.
L’intransigeance religieuse des Almohades, qui rejettent la philosophie des époques précédentes, est à l’origine de persécutions contre les Juifs, convertis de force à l’islam. Rapidement, cependant, les nouveaux maîtres goûtent au luxe de l’Andalousie, et la cour almohade renoue avec la tradition intellectuelle et artistique de l’Espagne musulmane.

#### Maïmonide
Maïmonide est le plus illustre représentant du judaïsme espagnol (bien que, à la suite des persécutions, il n'ait passé que son enfance en Espagne) et pour beaucoup du judaïsme post-talmudique. Philosophe, il s'attache à prouver que la métaphysique aristotélicienne n'est pas opposée aux enseignements de la Bible et du Talmud et son point de vue suscite de violentes polémiques dans le judaïsme, au point qu'il soit, pour de longues années, censuré. Il est aussi l'auteur des 13 Articles de Foi encore repris à l'heure actuelle dans les services synagogaux. Il fut aussi un grand médecin, qui fit connaître l'œuvre des maîtres antiques Hippocrate et Galien.

### Royaume de Grenade (1232-1492)
Les Nasrides font main basse sur Grenade, et y établissent un émirat en se soumettant temporairement aux Castillans par le biais d'un serment de vassalité, prêté à Ferdinand III en 1246, à la suite de la capitulation de Jaén.
Grenade est une très grande ville depuis qu'en 1237, Mohammed ben Nazar en a fait la capitale du dernier royaume musulman d'Espagne. À côté des musulmans, des communautés minoritaires, juive et chrétienne, étaient principalement installées sur la colline du Mauror, à proximité de l'Alhambra. L'une et l'autre ne comprenaient pas plus de quelques centaines de familles mais leur rôle économique était sans rapport avec leur faiblesse numérique. Des Juifs sont, au XVe siècle, orfèvres, artisans de la soie, petits commerçants, interprètes ou médecins. Abu al-Hasan Ali avait pour médecin privé vers 1475, Isaac Hamon, membre d'une famille de lettrés juifs. La notion de juiverie est alors inconnue, musulmans, Juifs et chrétiens vivent ensemble.

## Les Juifs dans les royaumes chrétiens

### Les royaumes du Nord (711-1086)
Au VIIIe siècle, seule, la frange nord de l'Espagne, correspondant aux actuels Pays basque, Cantabrie, Asturies et Galice, reste sous domination chrétienne, au sein du Royaume des Asturies.

Drapeau du village de Castrillo Mota de Judíos (« Tue les Juifs »)

Les premiers princes chrétiens, les comtes de Castille et les rois de León traitent les Juifs aussi mal que les Maures qu'ils combattent. Ils détruisent les synagogues et tuent les docteurs de la loi. Ce n'est que peu à peu qu'ils comprennent qu'ils ne peuvent se mettre mal avec les Juifs, entourés qu'ils sont de puissants ennemis. Aussi, en 974, le comte de Castille, Garcia Fernandez publie-il le fuero de Castrojeriz où chrétiens et Juifs sont pratiquement placés sur un plan d'égalité. Des mesures similaires sont prises en León en 1020, mais l'Église juge alors utile, en 1050, d'interdire à nouveau aux chrétiens et aux Juifs de partager une même maison ou de manger ensemble. Ferdinand Ier de Castille, de même que son fils Alphonse VI de Castille versent à l'Église les impôts perçus sur les Juifs.
En 1035, dans la localité de Castrojeriz en Castille-et-León, une révolte contre l'impôt tournant au pogrom, les Juifs doivent se réfugier au lieu-dit de Castrillo qui devient alors de par leur présence, Castrillo Matajudíos qui signifie « Tue les Juifs », comme un projet ou une promesse. Ce nom change seulement en 2014 par référendum en Castrillo Mota de Judíos (« Mont aux Juifs »), bien plus convenable de nos jours. Le blason de la ville porte toujours trace de ses anciens persécutés juifs qui rendirent alors leur village prospère.

### Les débuts de la reconquista (1085-1212)

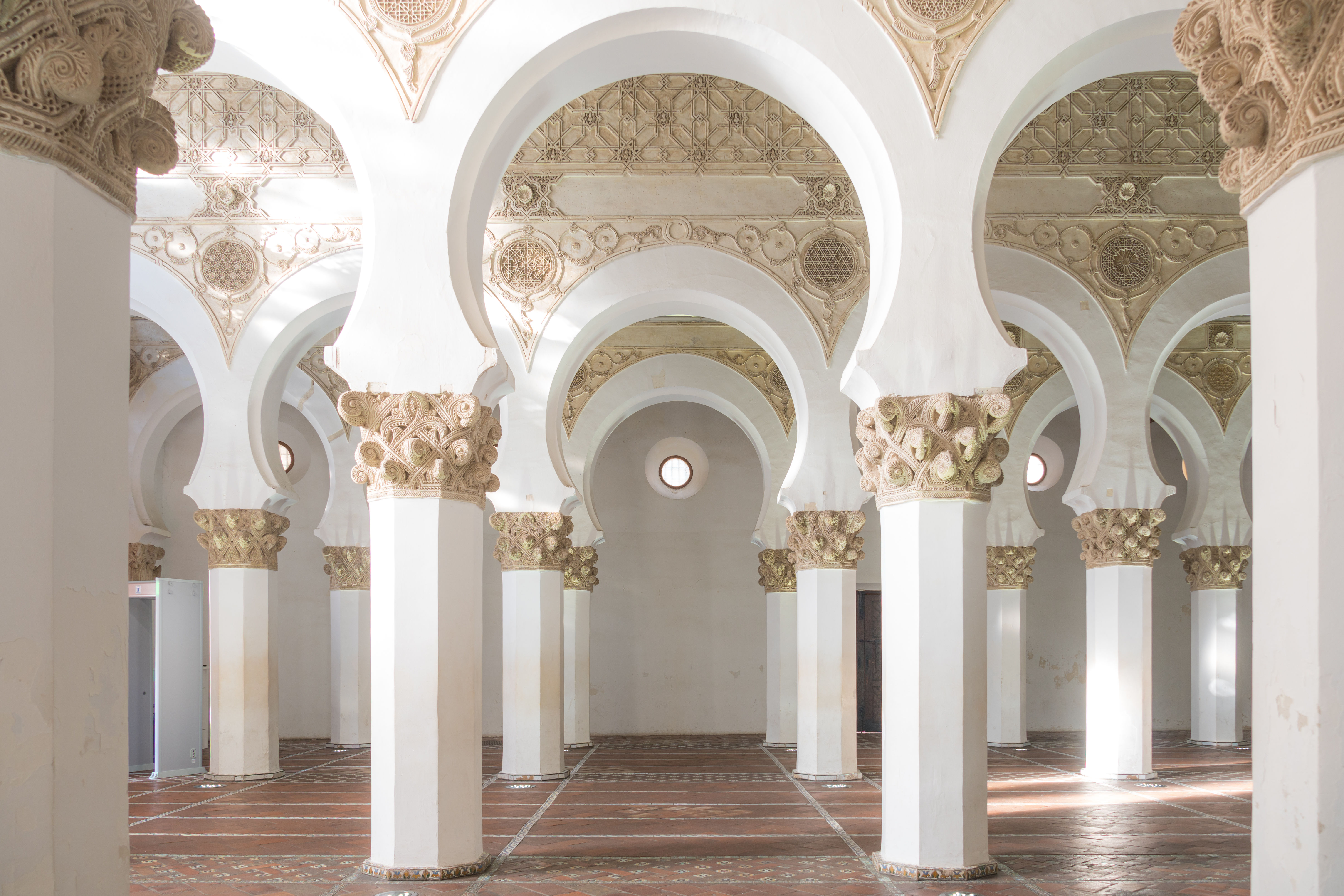
Architecture mudejar à la Synagogue Santa Maria La Blanca de Tolède (1180), la plus vieille synagogue encore debout en Europe

En 1085 Alphonse VI de Castille (1072-1109) entre dans Tolède, ancienne capitale du royaume wisigoth. Pour éloigner les Juifs riches et actifs des Maures, il leur garantit quelques privilèges. Par le fuero de Najara Sepulveda (1076), il leur octroie un statut comparable à celui de la noblesse. De nombreux autres fueros le confirme au cours du XIIe siècle.
Les Juifs se placent donc volontiers au service d'Alphonse VI et selon la Jewish Encyclopedia, l'armée d'Alphonse VI à la bataille de Sagrajas (1086), où les Castillans furent défaits par les Almoravides, comptait 40 000 combattants juifs.
Alphonse VI, dont le médecin est un Juif nomme Cidelo, les favorisent tant qu'ils suscitent la jalousie des nobles et qu'après la défaite d'Uclès se produit une réaction anti-juive. Des émeutes éclatent à Tolède et à Carrión de los Condes où plusieurs Juifs sont tués.
Après quelques hésitations, son petit-fils, Alphonse VII (1126-1157), confirme les Juifs dans leurs droits. Juda ben Joseph ibn Ezra est nommé commandant de la forteresse de Calatrava puis chambellan de la cour. Les Juifs peuvent de nouveau s'établir à Tolède. Alphonse VIII (1166-1214) poursuit cette politique, d'autant plus qu'il a une maîtresse juive, la belle (Formosa) Rachel de Tolède. Mais la défaite du roi à la bataille d'Alarcos (1195) est attribuée à celle-ci qui est massacrée par des nobles,.

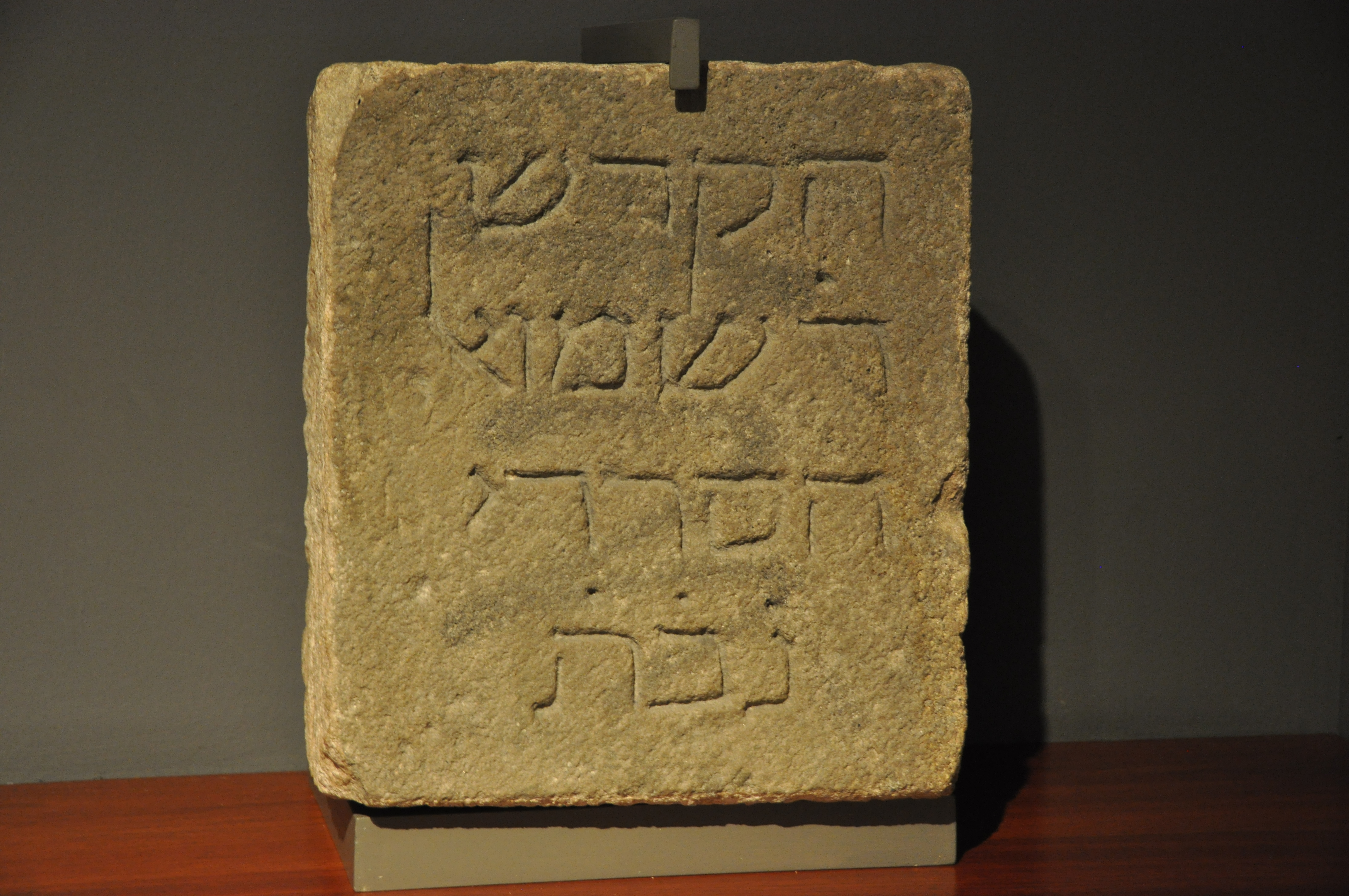
Pierre commémorative de la fondation de l'hôpital juif de la call de Barcelone,

En Aragon et en Catalogne, les Juifs connaissent également une situation favorable. Alphonse II d'Aragon (1162-1196), grand admirateur de la poésie provençale, protégeait les savants, qui, à cette époque, étaient presque tous Juifs. Barcelone et Gérone font partie des villes réputées pour produire le plus de savants et écrivains juifs. À la tête de la communauté de Barcelone se trouve alors Sheshet Benveniste à la fois arabisant, médecin et philosophe, poète et talmudiste à qui le roi d’Aragon confie plusieurs missions diplomatiques.
À Tudèle, petite ville de Navarre située sur l’Èbre où les Juifs jouissent des mêmes droits que leurs concitoyens musulmans et chrétiens, naît le rabbin voyageur Benjamin de Tudèle qui visite les communautés juives d'Europe et du Moyen-Orient dans les années 1160 et dont le récit de voyage est une source sans équivalent sur la vie de ces communautés au XIIe siècle.
Après leur victoire à Alarcos, les Arabes ravagent la Castille et menacent toute l'Espagne chrétienne. L'archevêque de Tolède appelle à la croisade contre les Maures, pour aider Alphonse VIII de Castille. Les Juifs participent à l'effort de guerre et les chrétiens auxquels se sont jointes des troupes venues de France remportent la bataille de Las Navas de Tolosa (1212).

### Aggravation de la situation des Juifs espagnols auXIIIesiècle

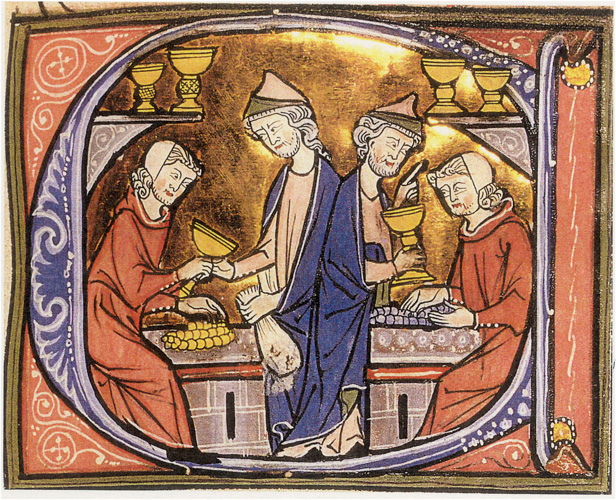
Prêteurs juifs portant le bonnet pointu pour les distinguer, codex de Vidal mayor, 1290

Parmi les troupes chrétiennes qui participent à la victoire de Las Navas de Tolosa se trouvent des « ultramontains », menés par Arnaud Amaury qui avaient combattu lors de la croisade contre les Albigeois et y avaient massacré les « hérétiques », cathares ou Juifs. Ils essayent de répéter ce massacre à Tolède mais sont arrêtés, après en avoir tué plusieurs, par l'intervention du roi et des Tolédans.
Le processus de marginalisation commence véritablement quand, oubliant la tolérance d’Alphonse VII, qui se voulait au XIIe siècle « prince des trois religions », Alphonse X le Savant (1252-1284), roi de Castille contemporain de Louis IX, élabore, entre 1256 et 1265, le code dit des Siete Partidas. Ce nouveau code impose la marginalisation des minorités religieuses (Partida 7, título 24, « Judíos ») : Juifs et Maures doivent vivre dans un quartier séparé, les Juifs doivent porter sur eux un signe distinctif (Henri II de Castille impose la rouelle en 1371), les synagogues doivent être discrètes, les chrétiens n'ont pas le droit de partager un repas préparé par des Juifs, un Juif qui a des relations sexuelles avec une chrétienne est passible de la peine de mort (mais l'inverse n'est pas mentionné)… Si sous Alphonse X, ce code n'est guère appliqué et si ce roi nomme même des Juifs très hauts fonctionnaires, il sert plus tard de référence.

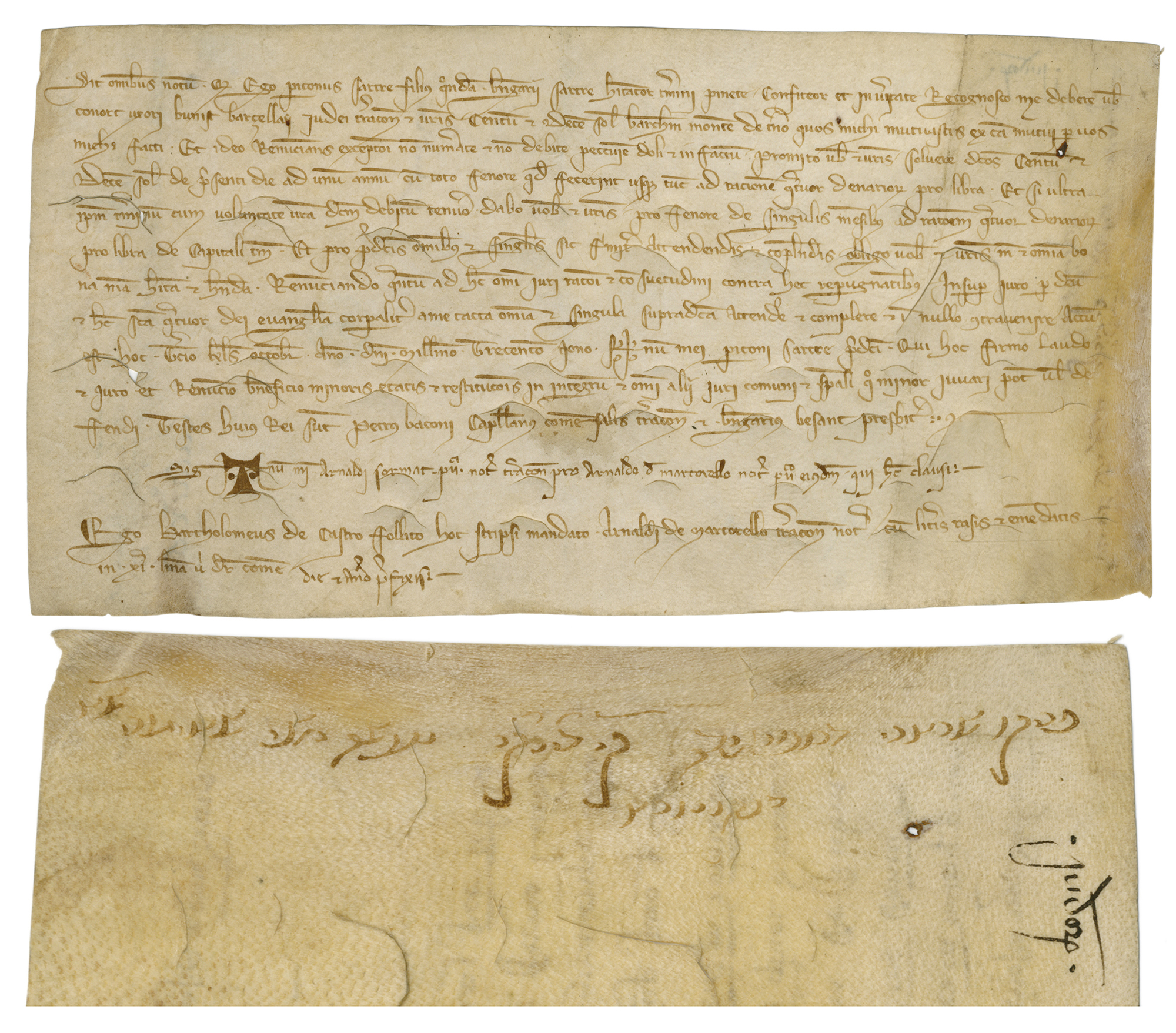
Parchemin écrit notamment avec des caractères hébraïques (aljamiat), faisant référence à l'obligation signée par Pericó Sartre, fils de feu Berenguer Sartre, de la commune de La Pineda (près de Vila-seca en Tarragone), de 110 sous de Barcelone, monnaie de tern,, en faveur de Conort, épouse de Bunist Barçelay, Juif de Tarragone, le 3 octobre 1309

Mais en Aragon le roi Jacques Ier d'Aragon est plus porté vers une politique antijuive, notamment sous l'influence de saint Louis. En juillet 1263 devant le roi d’Aragon, la cour et les personnalités les plus éminentes de l’Église, s’engage, à Barcelone, une dispute qui va durer quatre jours. Elle oppose Paul Christiani, juif converti au christianisme, à Rabbi Moshe ben Nahman (Nahmanide) de Gérone, l’une des plus hautes autorités du judaïsme espagnol. Ce sont quatre jours d’une âpre discussion, au cours desquels va se dévoiler l’endroit de la rupture entre judaïsme et christianisme : l'arrivée et la nature du Messie. Si Nahmanide l'emporte dans l'esprit du roi, qui lui remet une bourse d'or, cela n'empêche pas Nahmanide de devoir s'exiler - il part pour la terre d'Israël où il crée à Jérusalem la synagogue Ramban avant de s'établir à Acre - et les Dominicains, soutenus par le Pape de faire interdire le Talmud.
La situation des Juifs en Castille s'aggrave lorsque le fils du roi, don Sanche, se révolte et exige du trésorier du roi, le Juif don Zag de Malea, qu'il lui remette la caisse de l'État. Ce dernier doit obtempérer, suscitant la fureur du roi. Malgré les efforts de don Sanche, don Zag est exécuté en 1280 et les Juifs castillans se voient imposer de fortes amendes,. Après son arrivée au pouvoir, don Sanche (Sanche IV de Castille) alourdit les impôts sur les Juifs : un recensement dénombre 850 000 Juifs en Castille, dont, selon Heinrich Graetz, 72 000 à Tolède, qui payent 2 780 000 maravédis d'impôt, soit bien plus qu'auparavant lorsque l'impôt se limitait à 3 maravédis par famille.
Salomon ben Aderet, disciple de Nahmanide, lui succède en influence à la tête de la communauté juive espagnole et contribue à la diffusion de l'étude du Talmud et de la Kabbale.

### La communauté juive espagnole vers 1300
Les Juifs d'Espagne vivent pour la plupart comme leurs compatriotes avec lesquels ils partagent langues et usages. Toutefois, ils résident souvent dans des « juderias » ou « calls » (de l'hébreu קָהָל kahal, communauté) en Catalogne, c'est-à-dire des juiveries que l'on peut encore parcourir dans de nombreuses villes (Barcelone, Cordoue, Gérone, Séville…).

Leur nombre s'élevait à plusieurs centaines de milliers au moins, Heinrich Graetz cite le nombre de 850 000 pour les seuls Juifs de Castille, ce qui exclut ceux d'Aragon et des royaumes musulmans.

Quelques quartiers juifs en Espagne
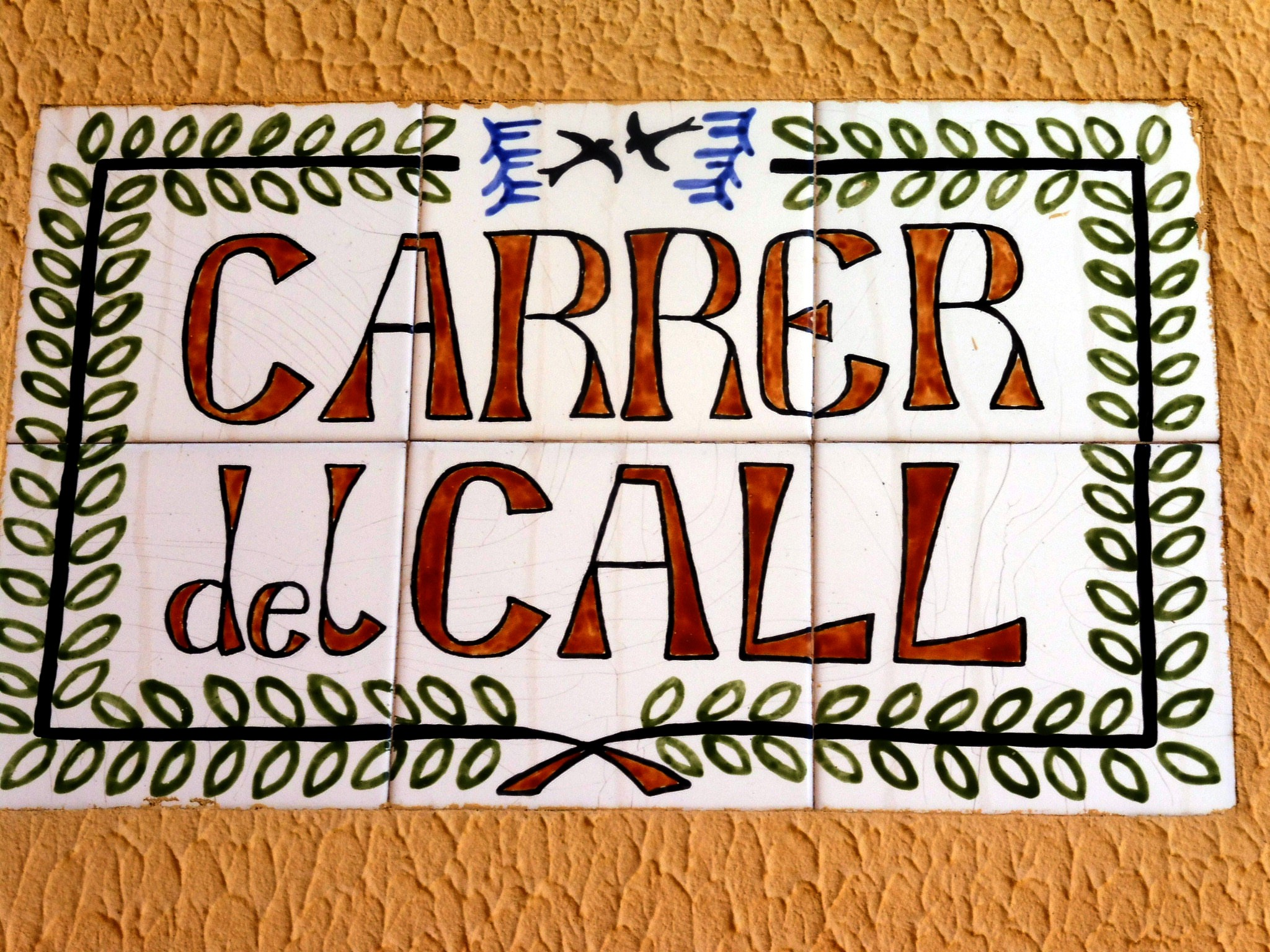
Plaque de rue de la carrer del Call à Talavera
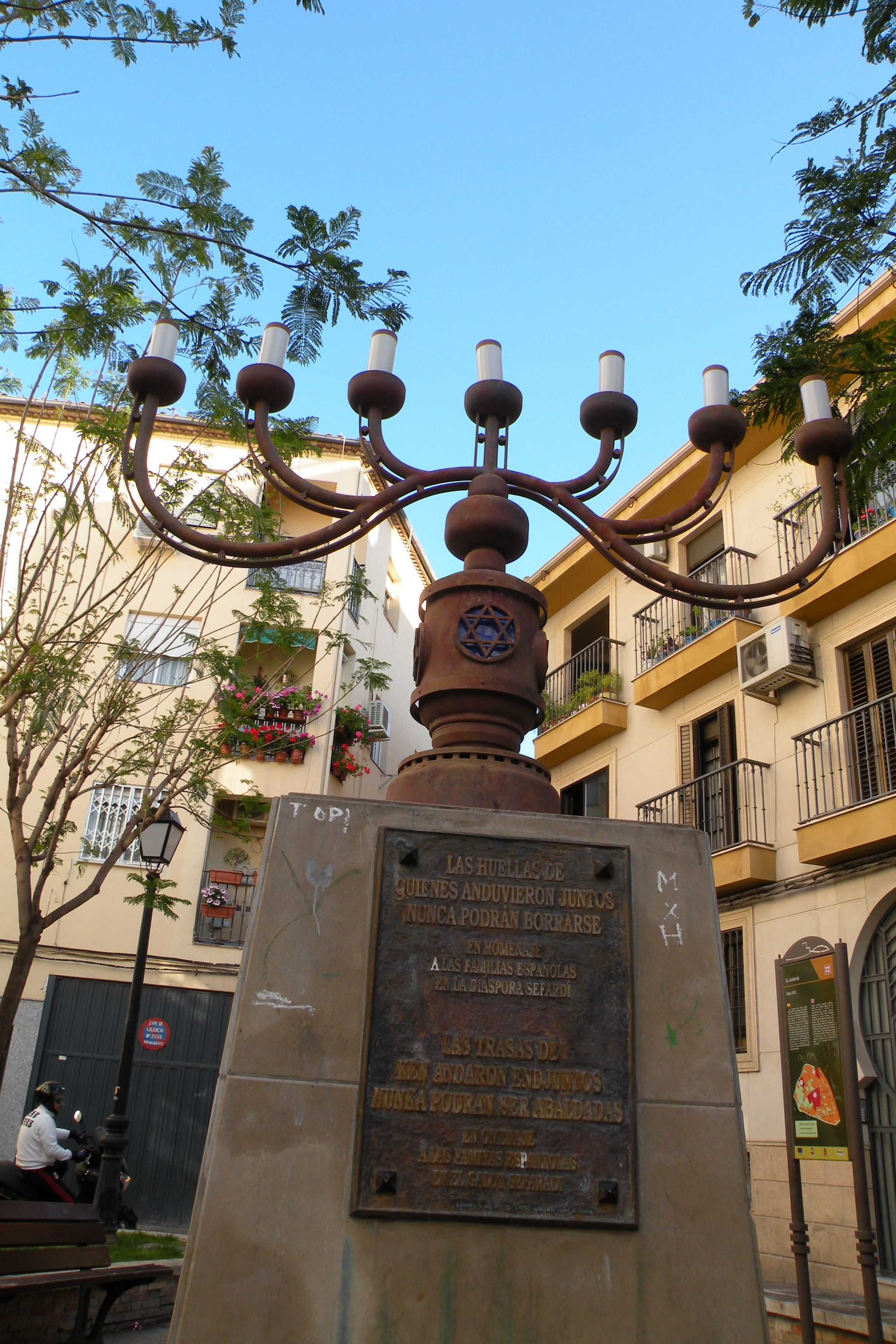
Quartier juif (Barrio judio) de Jaen
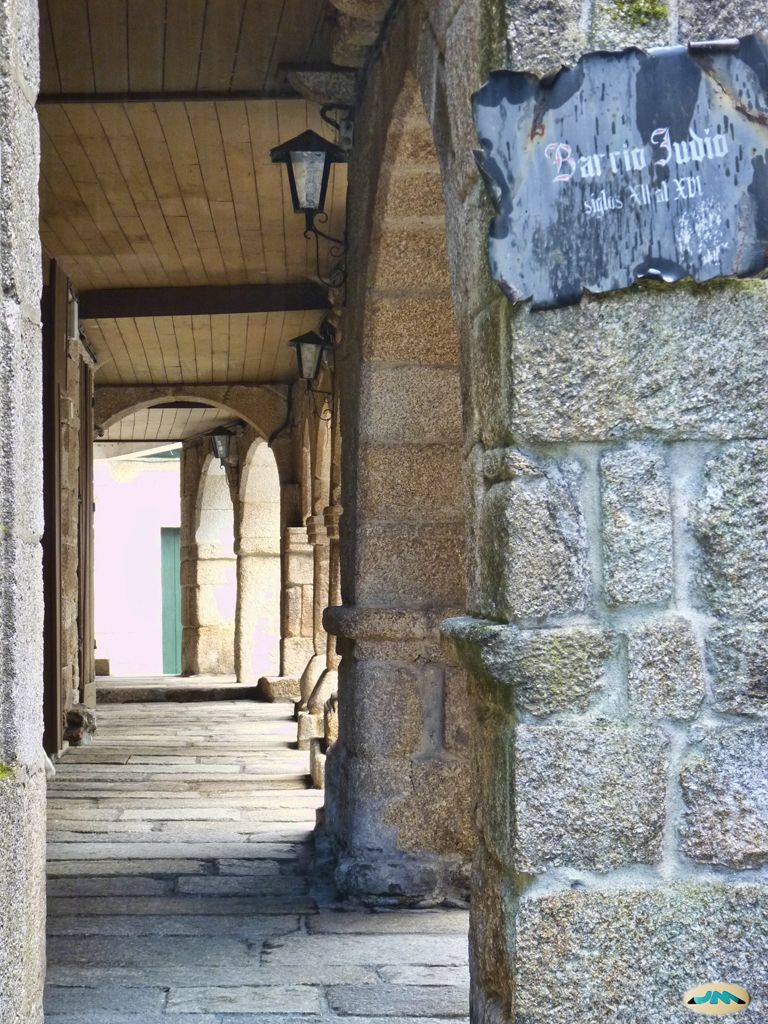
Barrio judio à Ribadavia
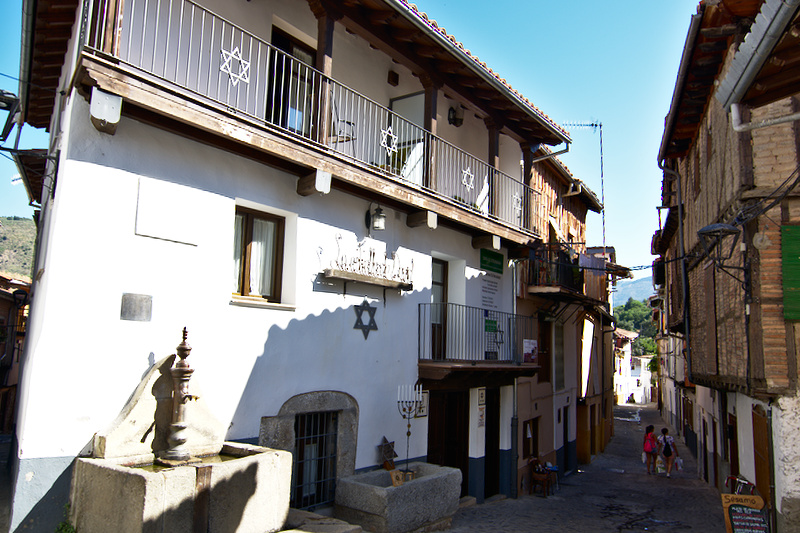
Barrio judío à Hervàs
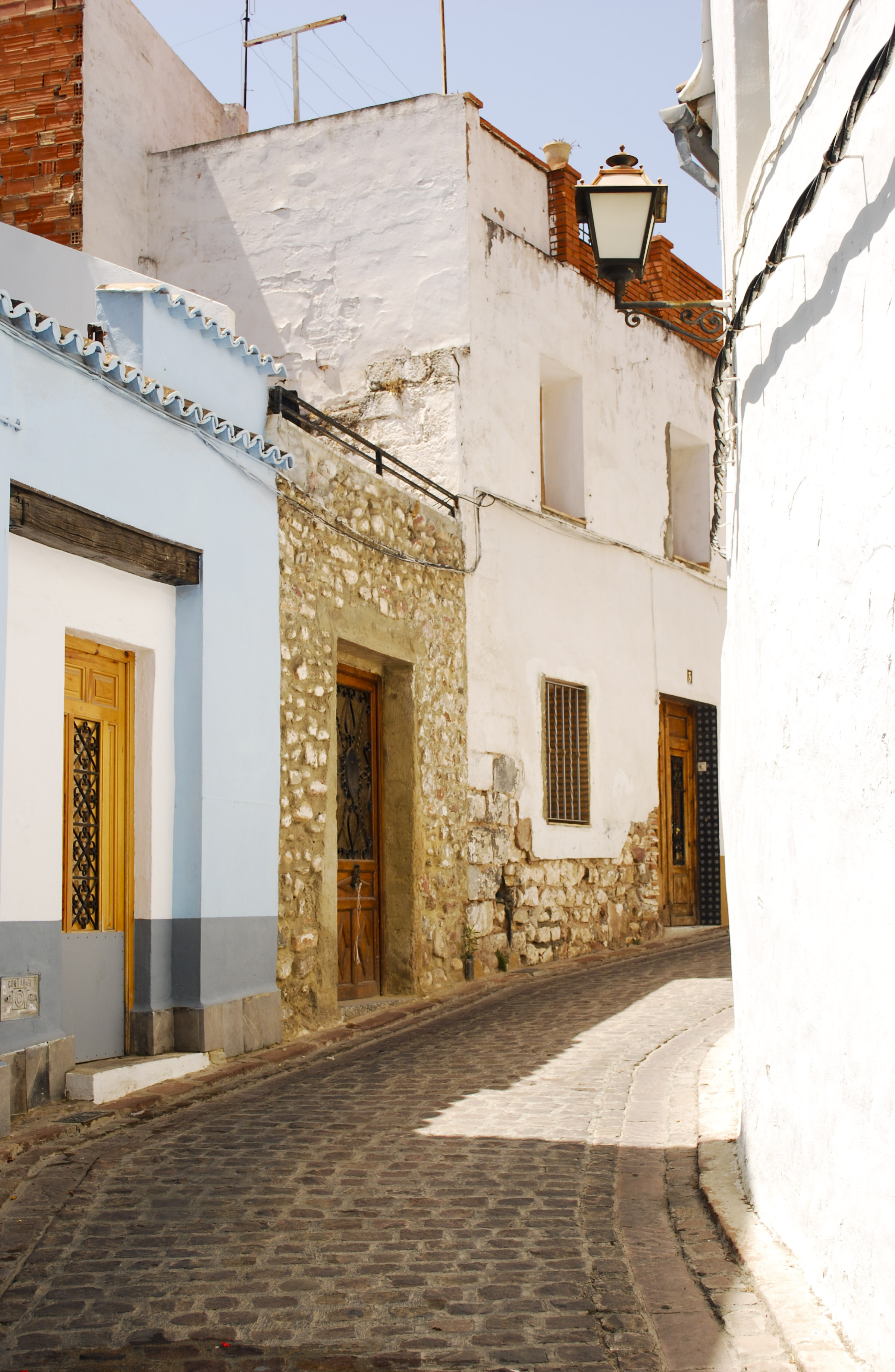
Barrio judio à Sagonte
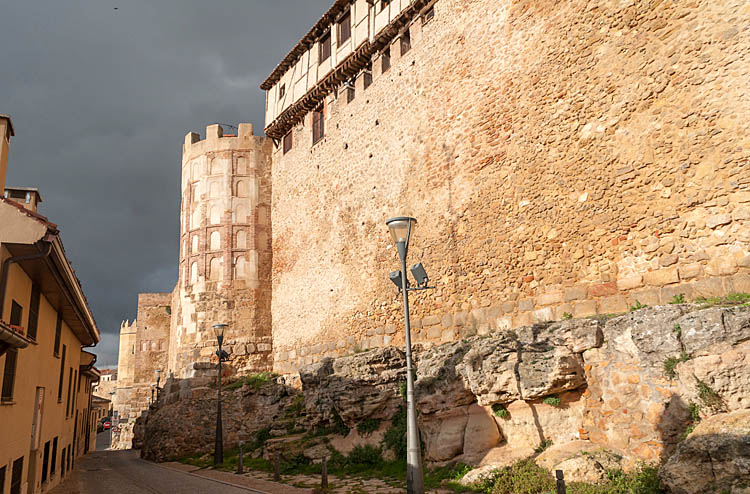
Muraille du quartier juif à Ségovie
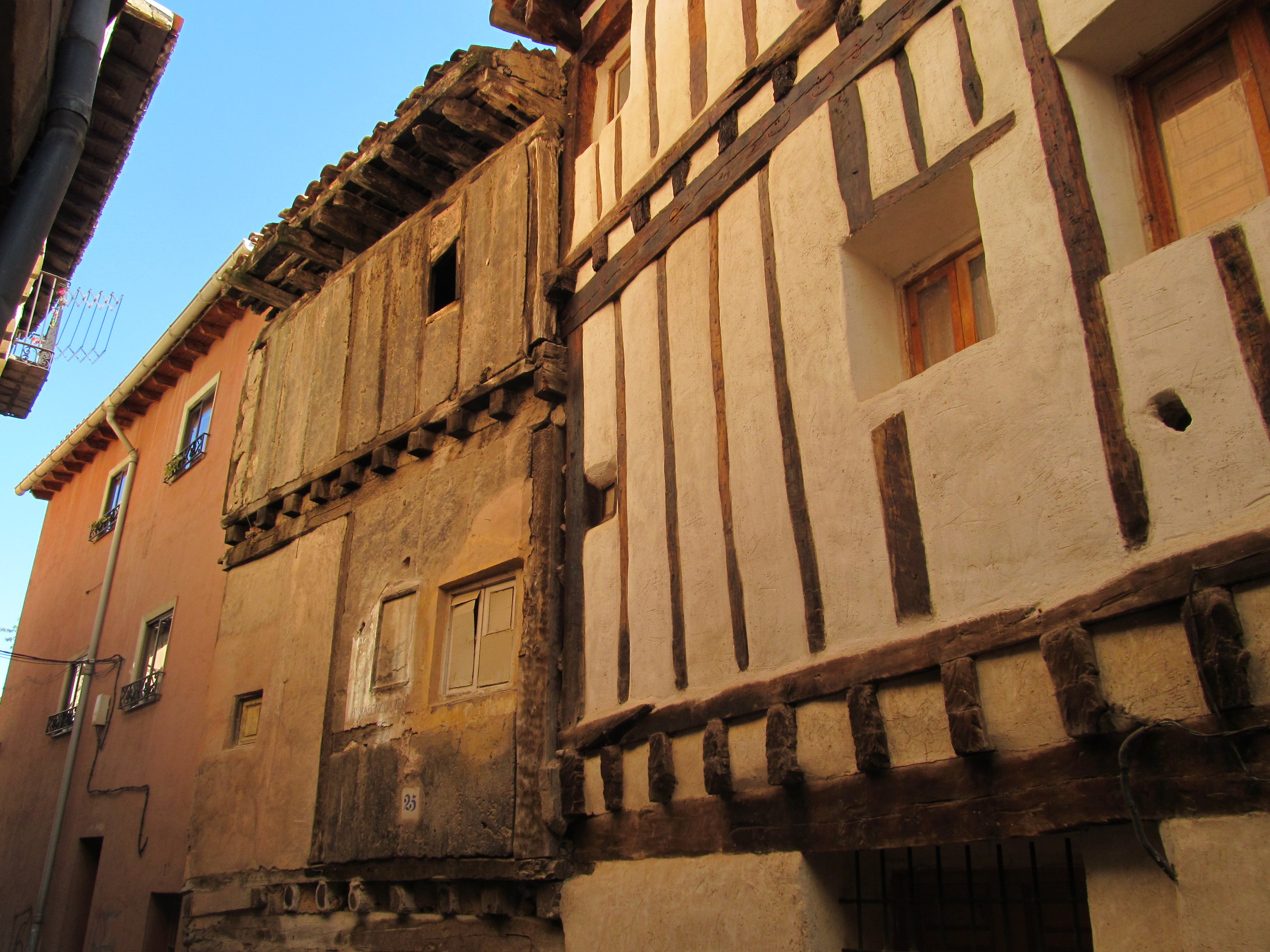
Barrio de la Judería à Molina de Aragon
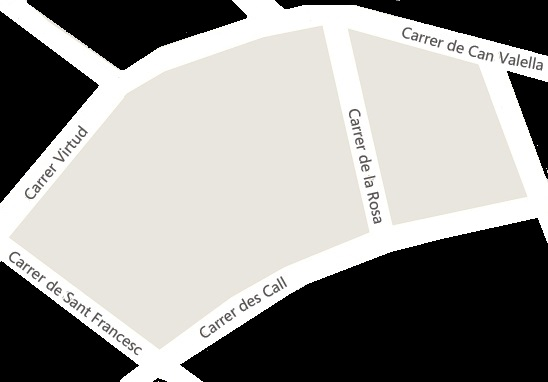
Plan du quartier juif d'Inca à Majorque
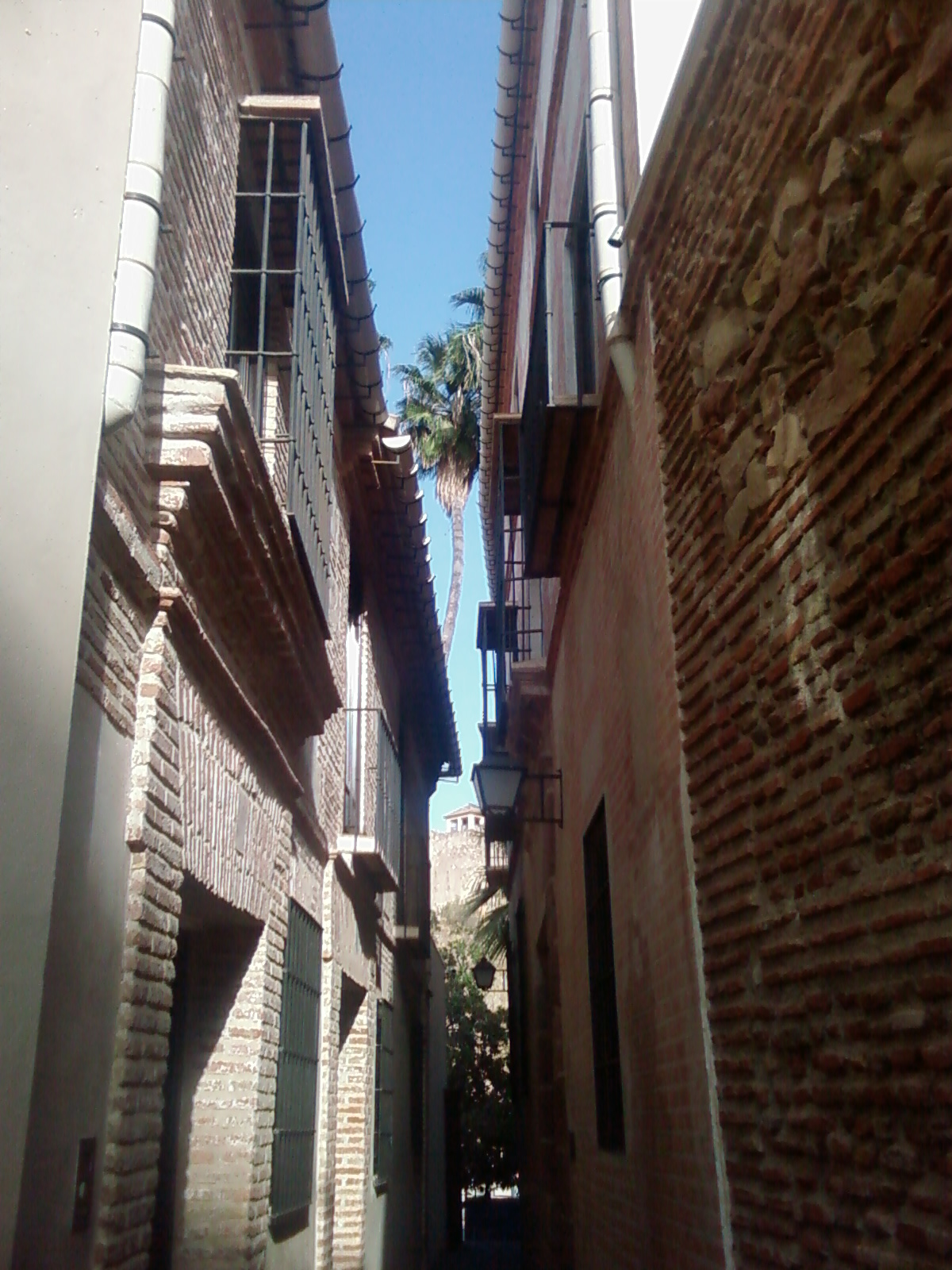
Juderia de Málaga
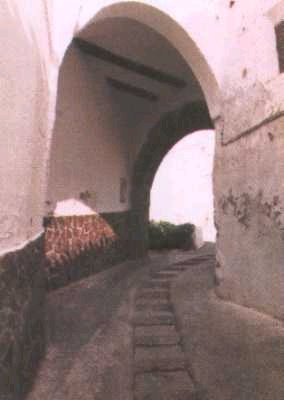
Barrio Judio à Chelva

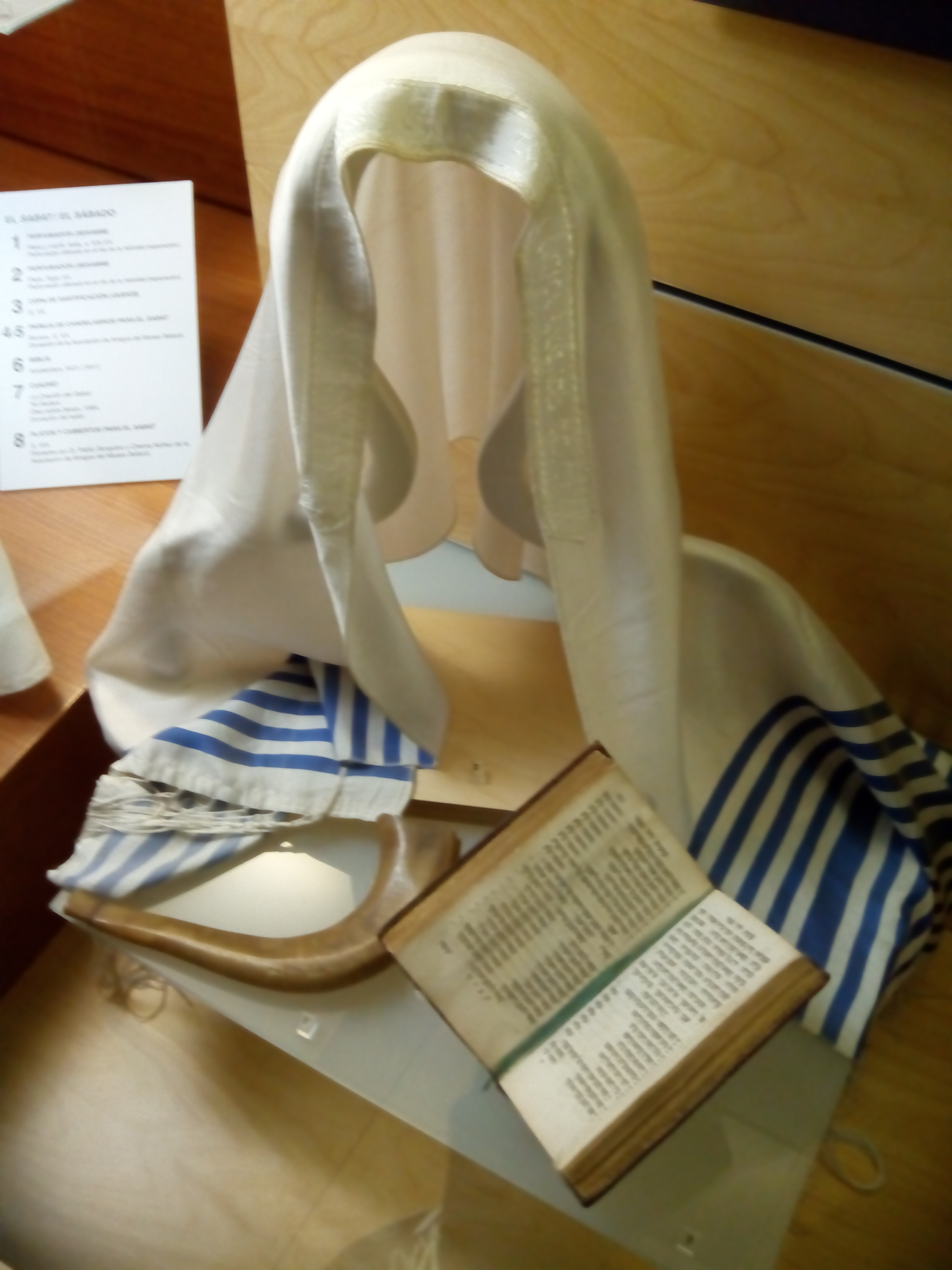
Châle de prière (talit) et livre de prières, musée Sefardi, Tolède

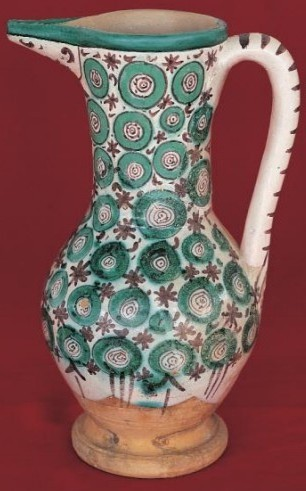
Pichella, pichela ou picher (pichet) utilisé ensuite comme mesure de vin, correspond à un demi-litre, quartier juif de Teruel en Aragón, première moitié du XIVe siècle

Ils sont agriculteurs ou artisans, certains sont médecins comme l'avait été Maïmonide. Mais ils doivent leur richesse et leur influence au commerce de l'argent, interdit aux chrétiens. De plus, les rois chrétiens préfèrent donner l'administration des territoires pris aux musulmans aux Juifs plutôt qu'aux nobles ou au clergé, plus dangereux pour leur pouvoir. Aussi certains atteignent-ils de hautes positions de trésoriers, de collecteurs d'impôts et de ministres qui peuvent les rendre impopulaires et leur sort ne dépend que l'état de leurs relations avec le roi, alors qu'ils peuvent à tout moment être en conflit avec les nobles ou le peuple. Selon le Dictionnaire Encyclopédique du Judaïsme, les Juifs procurent entre 20 et 35 % des revenus de Castille et d'Aragon.
La vie intellectuelle est agitée, particulièrement dans le domaine religieux : Abraham Aboulafia publie de nombreux ouvrages mystiques et entreprend même de persuader de ses vues le pape Nicolas III qui le condamne à mort et Moïse de León écrit ou, à tout le moins, compile le Zohar (le « Livre de la Splendeur »), un des ouvrages majeurs de la Kabbale. Ce mysticisme est dénoncé par les courants plus orthodoxes du judaïsme dont Salomon ben Aderet (et au XIXe siècle par Heinrich Graetz). Salomon ben Aderet, lui, est consulté par de multiples communautés juives européennes, auxquelles il adresse près de 3 000 responsa. Quant à l'œuvre de Maïmonide et aussi aux débats liés à la Cabbale, ils suscitent encore de telles controverses que Salomon ben Aderet de Barcelone fait interdire, en 1305, l'étude de la science et de la philosophie avant l'âge de 30 ans, ce qui est le prélude au déclin du judaïsme espagnol.

### Fin de la Reconquista (XIVeetXVesiècles)

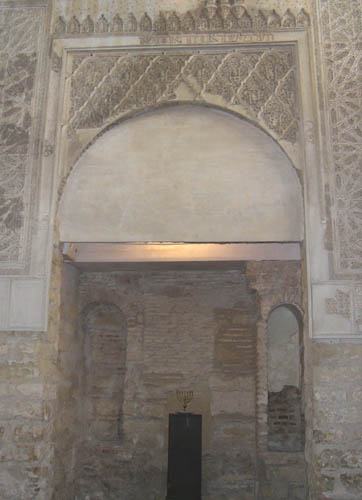
Synagogue de Cordoue, Andalousie (XIVe siècle)

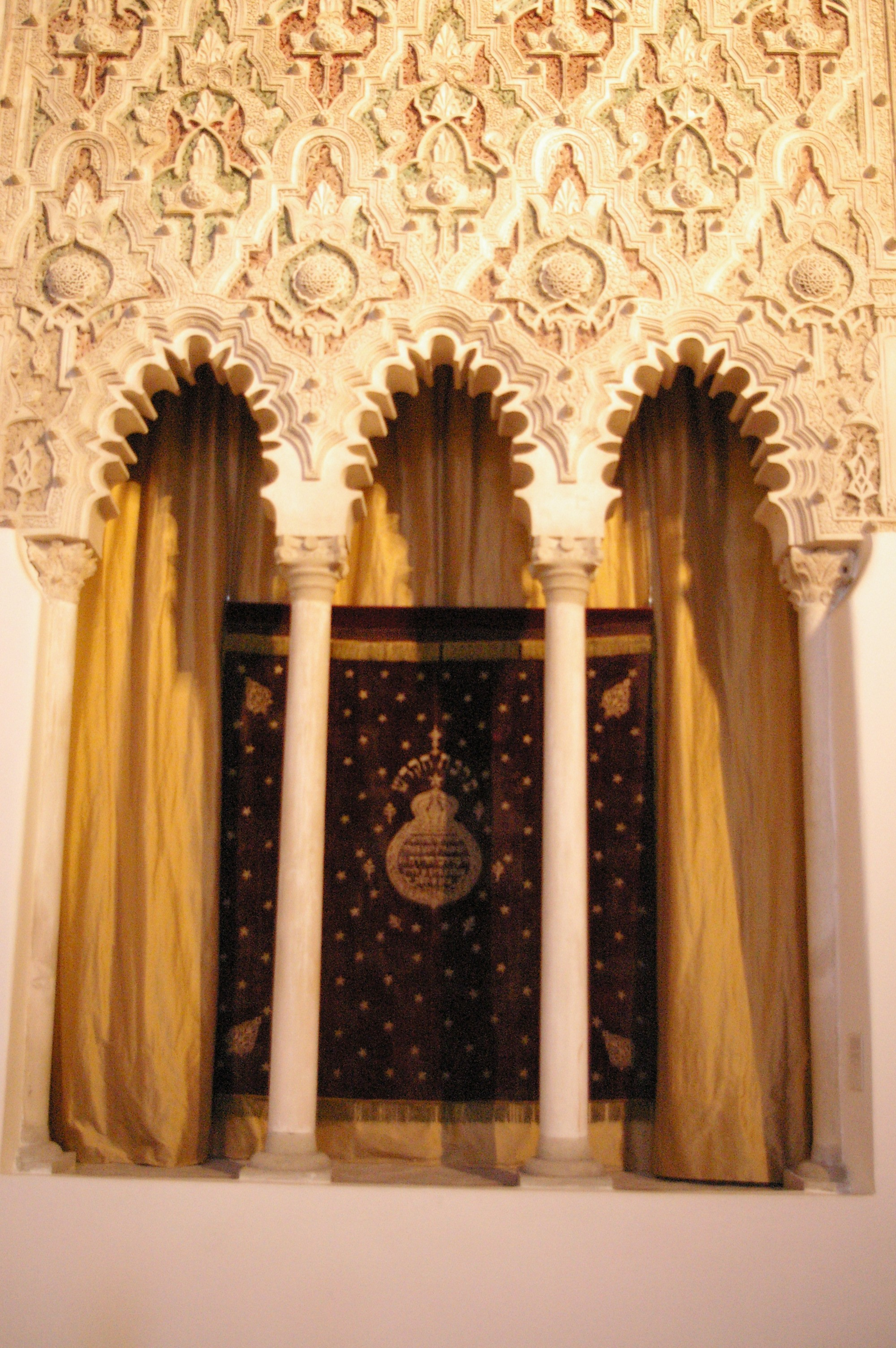
L'arche sainte de la synagogue El Tránsito de Tolède, (1357), devenue église Saint-Benoît au puis un monastère, une caserne et finalement, partie du Musée national de l'art judéo-espagnol en 1970

À partir du XIIIe siècle, l'Église avait affiché sa volonté de christianiser tous les habitants de la péninsule Ibérique : l'ordre des Dominicains, fondé en 1216 par Dominique de Guzmán, s'était donné pour mission d'amener hérétiques, Juifs et musulmans au catholicisme. L'Inquisition avait été établie en Aragon en 1233. Raymond Lulle s'en démarque quelque peu par une volonté de persuasion « claire, économique et rationnelle » mais écrit le « Liber de praedicatione contra judaeos » et, en 1299, obtient du roi Jacques II d’Aragon l'autorisation de prêcher dans toutes les synagogues (et les mosquées) de ses domaines.
Le premier quart du XIVe siècle voit encore une situation satisfaisante pour les Juifs de Castille dont certains atteignent de hautes positions de conseillers royaux. Mais, en Navarre, 6 000 Juifs sont massacrés à Pampelune, Estella, Marcilla et Viana en 1328. En 1336, une controverse est organisée à Tolède par un Juif converti, Abner ou Alphonse de Vallalolid par laquelle les Juifs sont forcés de supprimer des prières qui auraient été des imprécations contre Jésus et ses adorateurs. En 1337, les deux ministres juifs et leurs familles sont emprisonnés. L'un d'eux meurt en prison et l'autre sous la torture. Puis, le roi réduit les créances envers les Juifs d'un quart.

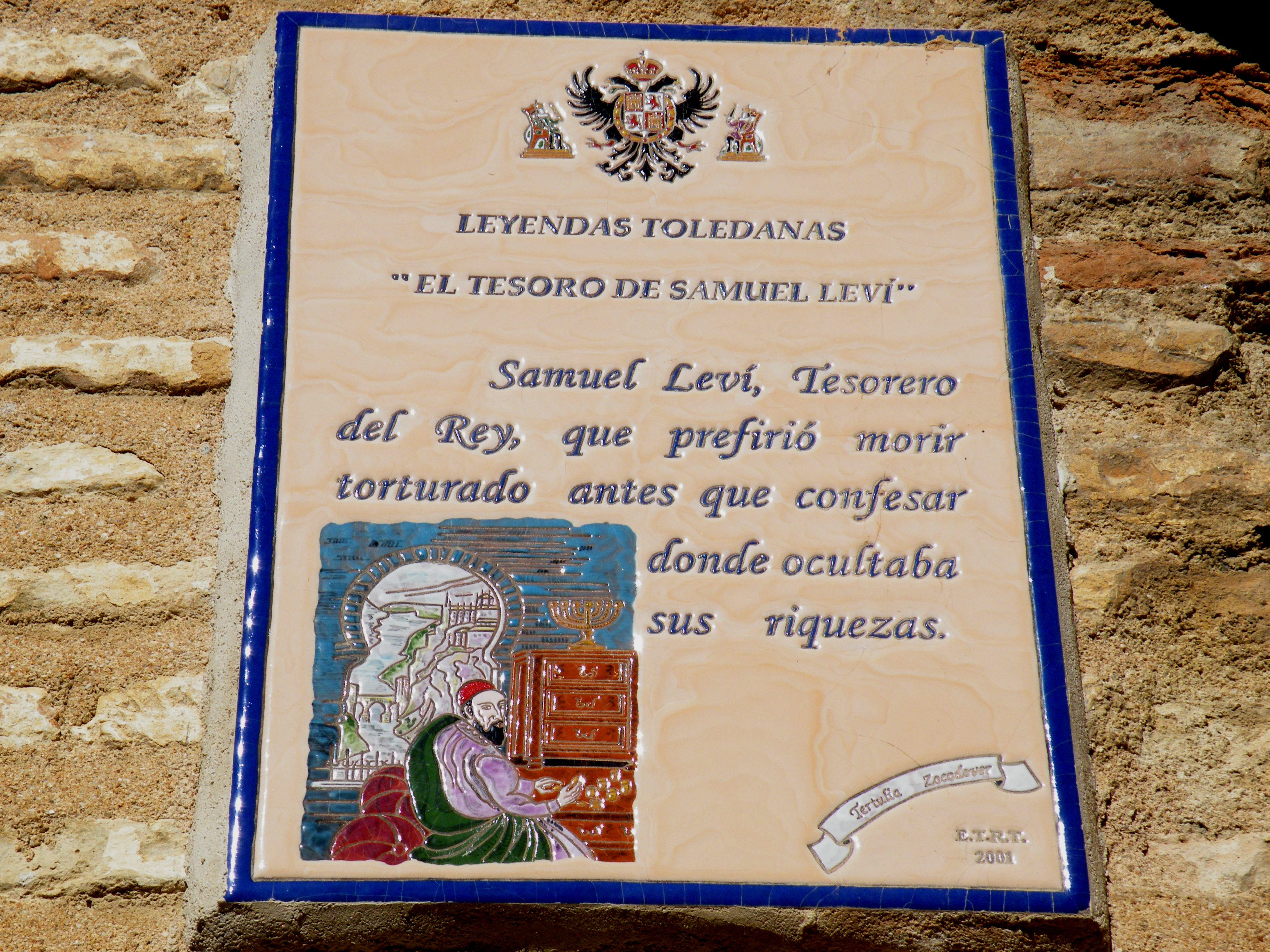
« Samuel Levi, trésorier du roi, qui préféra mourir sous la torture (en 1361) avant d'avouer où il cachait ses richesses », plaque commémorative, Tolède

Toutefois, la fin du règne d'Alphonse XI de Castille et celui de Pierre Ier le Cruel (1350-1369) sont favorables aux Juifs. Ce dernier protège Juifs et musulmans de son royaume. Son astrologue Abraham ibn Çarçal et son trésorier Samuel Halevi Abulafia sont juifs. Ce dernier fait construire une belle synagogue à Tolède, encore visible aujourd'hui mais sous le nom de synagogue el Transito car elle fut plus tard transformée en église sous ce nom. Sa faveur et sa fortune suscitent la jalousie et, en 1360, il est arrêté et meurt sous la torture,.
En 1355, les factions du Trastamare entrent dans Tolède et massacrent 1 200 juifs.

#### Le temps des massacres et des persécutions: 1366-1492
Dès 1345, la peste noire ravage l'Europe pendant près d'un demi-siècle. Dans la recherche d'explications du phénomène, il a été imaginé toutes sortes de causes magiques comme croire à un châtiment divin des chrétiens pour avoir permis la présence de la « race déicide » (les Juifs) parmi eux ou accuser directement les Juifs d'empoisonner les puits d'eau pour répandre la peste dans le but de détruire la chrétienté. La détérioration de la coexistence s'accentue par la réputation qu'ont les Juifs de s'être enrichis en volant les chrétiens.

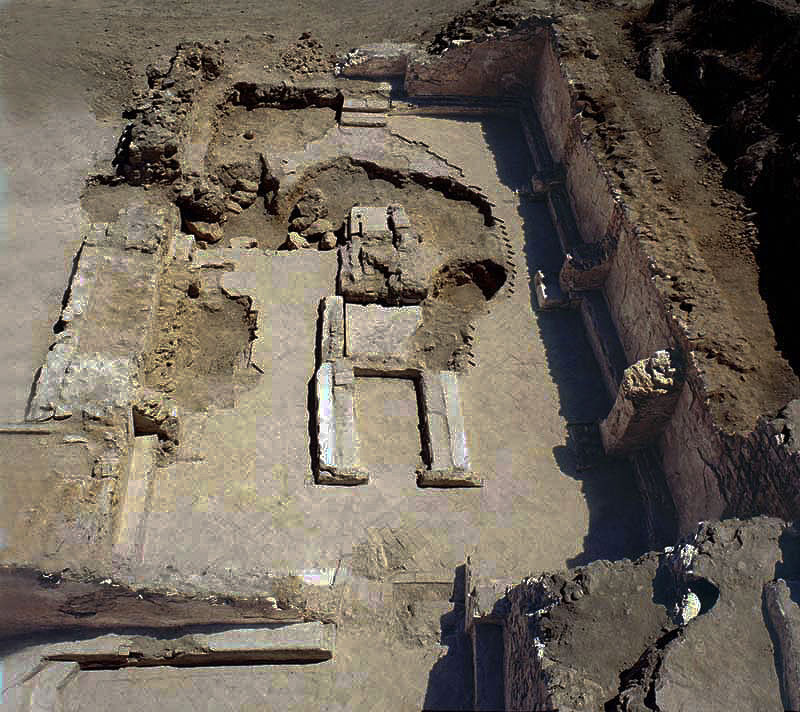
Ruines de la synagogue des - s. de la Judería de Lorca (voir EsLuces de Sefarad)

La Castille est en proie à la guerre civile entre Pierre Ier et son demi-frère Henri de Trastamare. La victoire progressive (1365-1369) d'Henri, aidée par les Grandes Compagnies de Bertrand Du Guesclin est marquée par de nombreux massacres de Juifs, qui soutiennent et composent (avec les Maures) l'essentiel des troupes de Pierre Ier à Tolède, Villadiego, Aguilar et Jaen. Pierre Ier est tué par son demi-frère et Du Guesclin en 1369. Le pape Urbain V peut dire : « J’apprends avec satisfaction la disparition de ce tyran, rebelle contre l’Église et protecteur des Juifs et des Sarrasins. Le juste se réjouit du châtiment infligé au méchant ».
Toutefois, Henri de Trastamare, devenu Henri II de Castille dut décevoir le pape puisqu'il s'appuie à son tour sur les Juifs et particulièrement l'almojarife Joseph (Yusaph) Pichon et Samuel Abrabanel. Mais aussi, obligé par les nobles et suivant les recommandations du concile de Latran de 1215, il impose en 1371 le port de la rouelle (comme c'était le cas en France depuis saint Louis) et l'interdiction aux Juifs de porter des noms castillans, séparant ainsi définitivement les Juifs espagnols du reste de la population.
En 1379, lors de l'avènement de Jean Ier de Castille, l'exécution de Joseph Pichon par ordre d'un tribunal rabbinique,, à l'insu du nouveau roi, attire sa colère (il fait tuer les trois exécuteurs et couper la main de l'huissier impliqué) et celle de la population sur l'ensemble des Juifs. Les tribunaux rabbiniques perdent leur juridiction pénale, les prières juives sont expurgées de ce qui pourrait porter atteinte au christianisme,,. En 1385, la fonction de trésorier royal leur est interdite de même qu'ils ne peuvent plus partager une maison avec des chrétiens ou employer une nourrice chrétienne.

##### Massacres de 1391

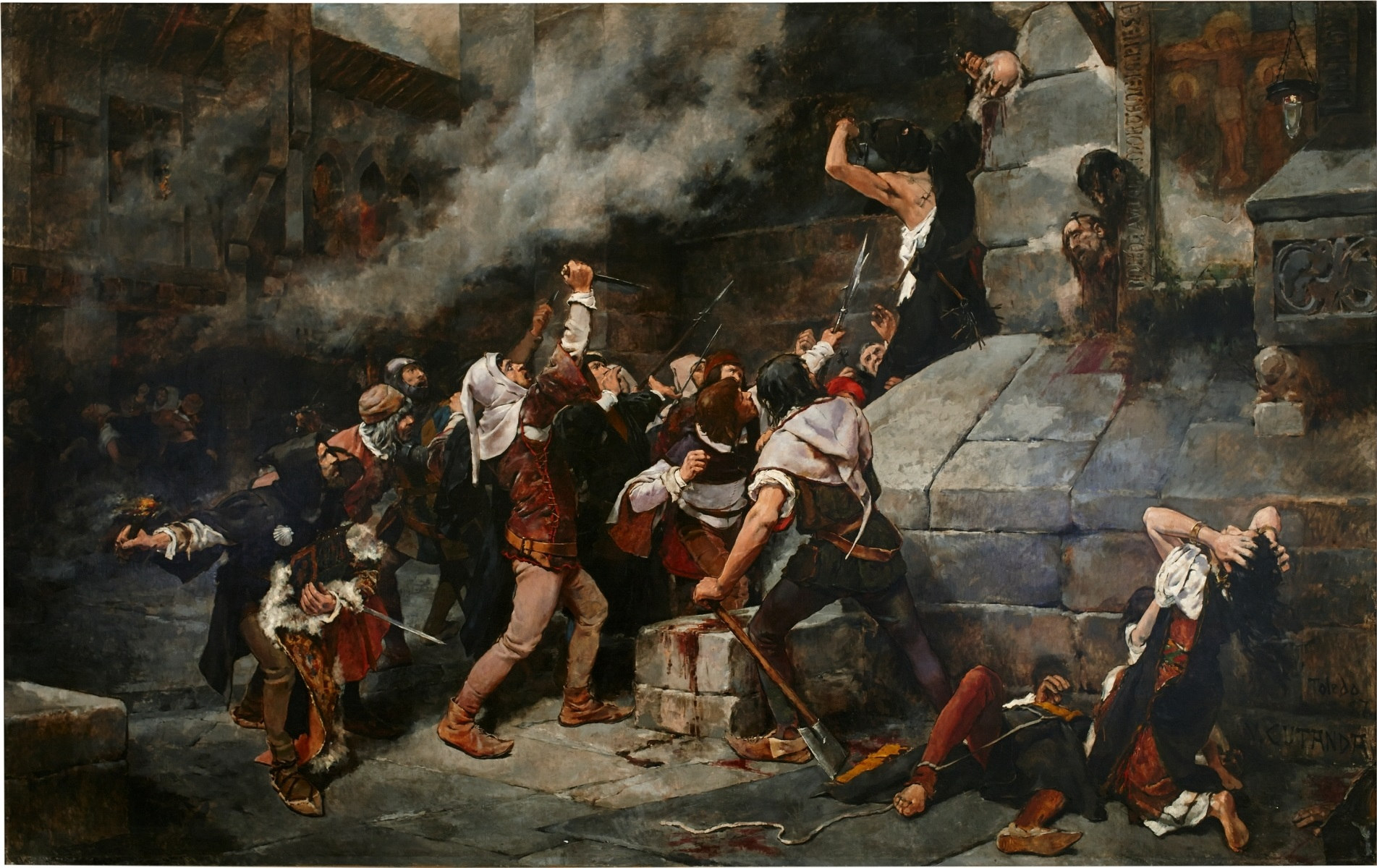
Aux pieds du Sauveur, épisode d'un massacre de Juifs au Moyen Age à Tolède, (es) V. Cutanda Soraya, 1887

Les massacres de 1391 sont appelés « révoltes anti-juives » ou « baptêmes sanglants » ou par le terme d'Europe centrale « pogrom » et en hébreu par גזירות קנ"א, Gzirot kana ou « conversions forcées du 5151 » (année correspondante dans le calendrier hébreu).
C'est l'époque où les quinze années de prêche virulent de l'archidiacre d'Ecija (province de Séville) (es) Ferrant Martinez commencent à inciter la population de cette ville au « pogrom »,, auxquels s'ajoutent ceux du dominicain Vincent Ferrier qui veut juste convertir les Juifs - ou les voir morts. Aux motifs antisémites, antijudaïques ou religieux, s'ajoute la perception d'impunité de ceux qui avait précédemment agressé et détruit les synagogues, en raison de la situation politique vide de pouvoir pendant la minorité d'Enrique III.
Les troubles débutent en janvier 1391 et le 4 juin de la même année, la « juderia » de Séville est ravagée par l'émeute qui fait 5 000 morts, alors que des synagogues sont brûlées ou converties en églises. Des pillages, des incendies, des massacres et des conversions forcées de Juifs font rage dans les principaux quartiers juifs des villes de presque tous les royaumes chrétiens de la Péninsule ibérique : Castille, Aragon et Navarre. Les révoltes les plus graves sont celles qui éclatent à Séville, à Cordoue, Tolède et dans d'autres villes castillanes.
Après Séville, la violence s'étend dans le sud de l'Espagne, de Cordoue (où l'on aurait compté 2 000 morts) à Tolède, puis, en août 1391, en Aragon, à Valence (où 250 juifs sont tués), Lérida, Barcelone (où 200 juifs sont tués) et Palma de Majorque (où 100 juifs trouvent la mort),.
Les Juifs sont traqués et contraints au baptême. Pendant cette vague de violence de l'année 1391, des dizaines de milliers de juifs doivent se convertir au christianisme,.

##### Débuts du marranisme et de la diaspora séfarade

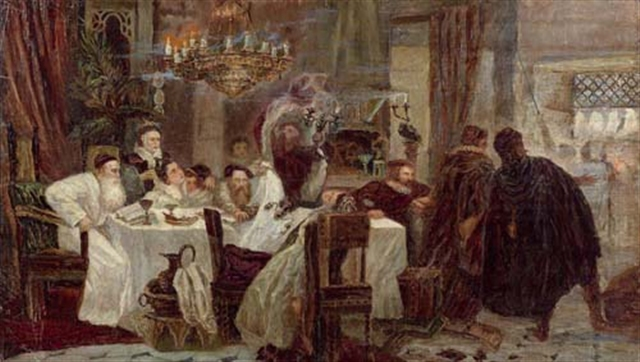
Marranos, (en) M. Maimon, 1893

Ces émeutes sont à l'origine de la diaspora séfarade et du phénomène marrane en Espagne : les Juifs, officiellement convertis, pratiquent ouvertement le catholicisme, et continuent de suivre les rites du judaïsme dans le secret de leur maison.

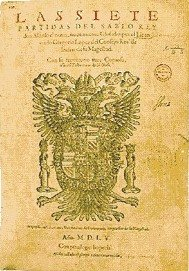
Couverture des Siete Partidas aux lois anti-juives, exemplaire de 1555

Si de nombreux Juifs se convertissent sous la menace, beaucoup d'autres se réfugient en Afrique du Nord après les massacres. La plupart gagnent le Maroc, particulièrement Fès ou l’Algérie, Tlemcen, Alger, et les cités du littoral tout au long de la route conduisant en Tunisie. Rabbi Isaac ben Chechet (1326-1408) et rabbi Shimon ben Tsemah Duran (1361-1444) comptent parmi les personnalités les plus célèbres de cette vague de réfugiés qui s’implantent à Alger et en territoire zianide.
Malgré cette situation périlleuse, quelques sages continuent à illuster le judaïsme espagnol, tels Hasdaï Crescas ou Meïr Alguades, médecin du roi Henri III, qui traduit l'Éthique d'Aristote en hébreu. Mais, en 1408, sous l'influence de l'apostat Paul de Santa Maria, un Juif converti devenu évêque, la régente remet en vigueur, au nom du roi de Castille Jean II alors âgé de 2 ans, les lois anti-juives (34 titres et 363 lois) contenues particulièrement dans la septième partie du code dit des Siete Partidas publié par Alphonse X le Savant : les Juifs ne peuvent plus occuper d'emploi public ; ils doivent résider dans des quartiers fermés, les juderias ; leur vêtement est codifié et le port de la rouelle confirmé ; ils ne peuvent employer de chrétiens et l'émigration leur est interdite. Cela revient à en condamner de nombreux à la misère.
Parallèlement, les Juifs, en se baptisant, ne fournissent pas seulement à la chrétienté des hommes de talent de tout genre, des écrivains, des médecins et des poètes (raillant et calomniant leurs anciens coreligionnaires en prose et en vers satiriques aux conséquences fâcheuses), ils l’enrichissent également de leurs biens et de leur esprit.

##### Vincent Ferrier et la dispute de Tortosa

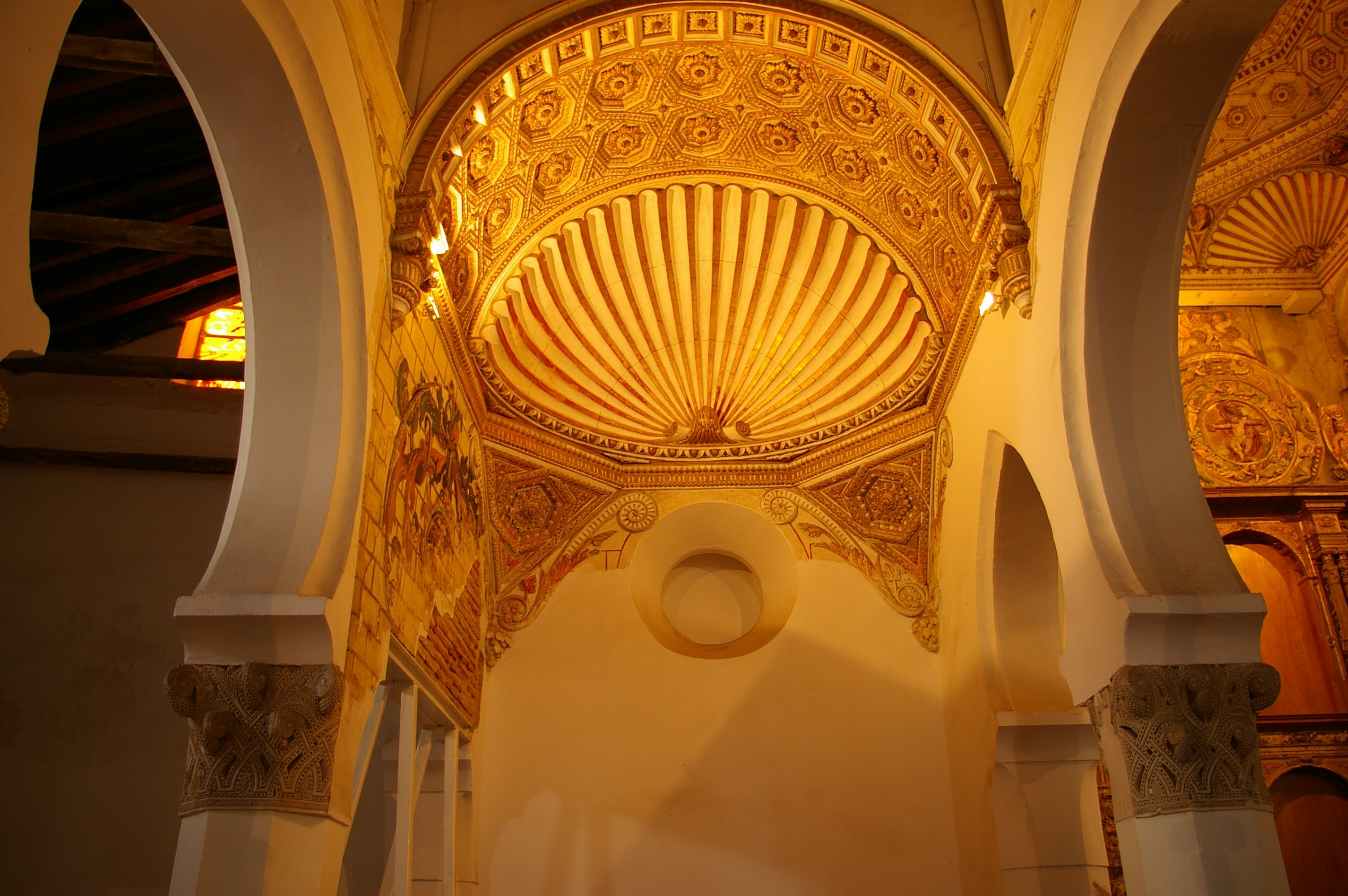
Restes de décoration chrétienne dans l'ancienne Synagogue Santa María La Blanca de Tolède.

C'est surtout à partir de 1412 que les prêches du religieux dominicain opposant acharné au judaïsme, mais non antisémite, Vincent Ferrier confesseur du roi d'Aragon Ferdinand Ier forcent des dizaines de milliers de Juifs de Castille et d'Aragon à accepter le baptême,. Durant un sermon auquel les Juifs sont régulièrement obligés d'assister, en 1391 ou en 1411 selon les différentes sources, il brandit une croix et convertit la grande synagogue de Tolède en église Santa Maria la Blanca. Il semble aussi être à l'origine de la résidence forcée et exclusive des Juifs dans les juderias.

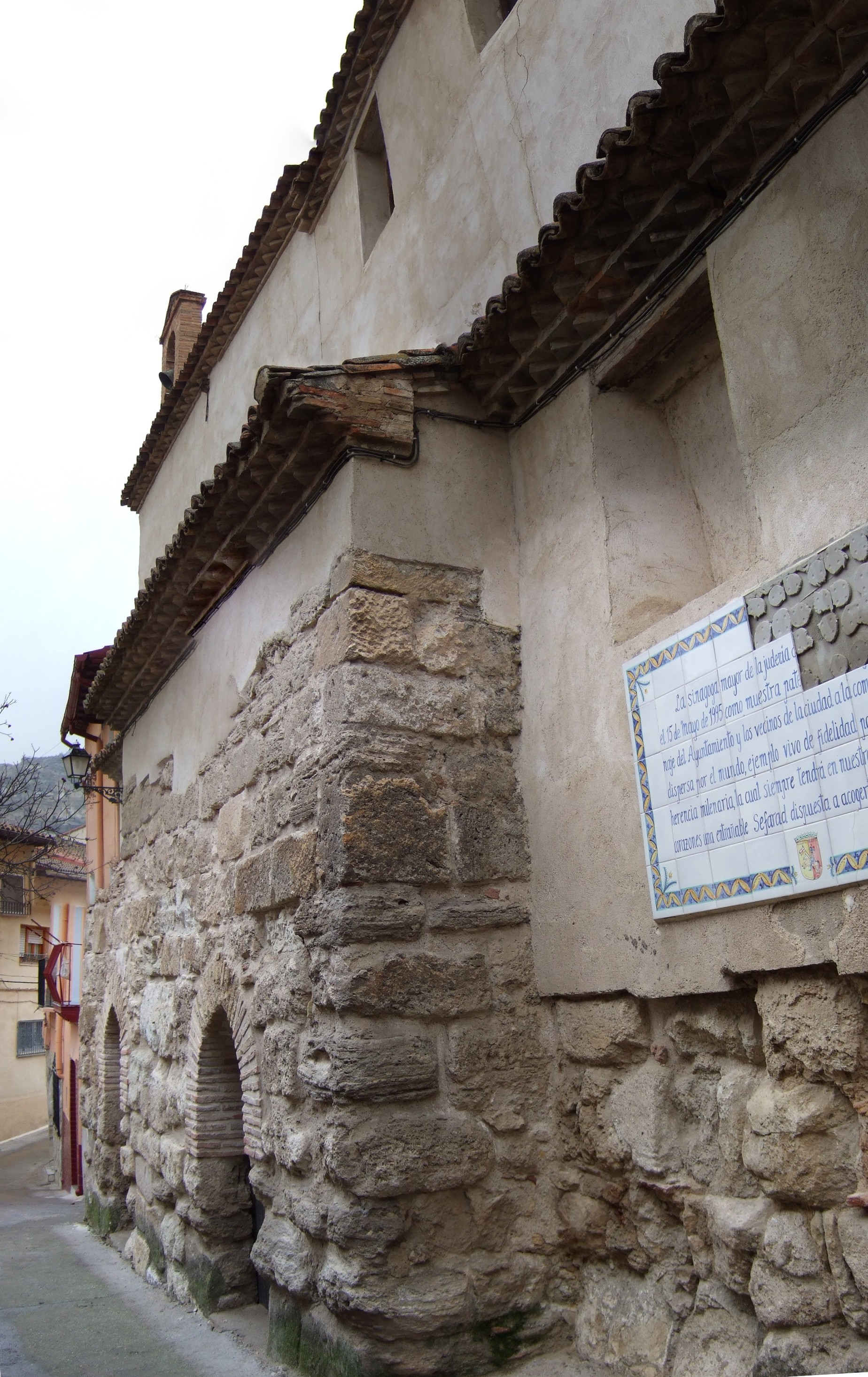
Eglise de la Consolación (réformée au XVIIe s.), anciennement synagogue du quartier juif, où les deux arcs montrent les entrées séparées pour les hommes et pour les femmes, Calatayud en Aragon

Encouragé par les succès de Ferrier et aussi afin de conforter sa position vis-à-vis dans l'Église, l'antipape Benoît XIII envisage de convertir tous les Juifs d'Espagne en démontrant par la Bible et le Talmud, aux plus éminents d'entre eux, que le Messie était déjà arrivé et qu’il s’était incarné dans Jésus. C'est la dispute de Tortosa qui dure de février 1413 à novembre 1414 et qui oppose Benoît XIII lui-même et le Juif converti Jérôme de Santa Fé (alias Joshua Lorki) à plusieurs rabbins de communautés espagnoles sous la direction de Don Vidal Benveniste. Selon la Jewish Encyclopedia, cette dispute ne fut pas d'un haut niveau intellectuel. Beaucoup de Juifs ne se convertissent pas, d'autres cèdent à la pression mais une conséquence en est une déliquescence des communautés privées trop longtemps de leur rabbin et une autre plus générale, est la publication d'une bulle de Benoît XIII renforçant les mesures antijuives et interdisant la lecture du Talmud. Malgré la destitution rapide de Benoît XIII, cette bulle fut respectée en Aragon.
On estime à 100 000 le nombre de Juifs qui durent se convertir au catholicisme, à la suite des événements de 1391 à 1412.
À partir de cette crise, le judaïsme espagnol, fortement diminué, retrouve un semblant de tranquillité sous les règnes de Jean II de Castille, grâce à l'influence de son favori Alvaro de Luna, d'Henri IV de Castille (1454-74) et de Jean II d'Aragon (1456-79). Des Juifs atteignent toujours de hautes positions dans l'administration des finances des royaumes espagnols. L'attention se concentre sur les nouveaux chrétiens (conversos, anoussim, marranes), très prospères et influents, dont les intérêts sont souvent en conflit direct avec ceux des nobles (puisqu'ils ont le droit de se livrer aux mêmes activités que les nobles contrairement à ceux qui sont restés juifs) et dont certains pratiquent en cachette les rites juifs et conservent des relations occultes avec leurs anciens coreligionnaires.
En 1435, à la suite d'une accusation de « meurtre rituel », des émeutes antijuives éclatent à Majorque et l'année suivante, les Juifs sont expulsés de cette île.

##### Pureté de sang
En 1449, à Tolède, une insurrection contre une nouvelle imposition et son supposé instigateur, un Juif converti, Alonso Cota, aboutit à la promulgation du premier décret contre les nouveaux convertis et les personnes d'ascendance juive.
En 1451, Alvaro de Luna fait publier par le Pape un bref enjoignant de livrer au bras séculier les Marranes soupçonnés de judaïser. Il les tient ainsi sous son entière dépendance et devant le danger, les Marranes les plus influents réussissent à amener sa perte.
Toutefois, les incidents antisémites ou visant les nouveaux chrétiens se multiplient, à l'instigation du moine franciscain (es) Alfonso de Espina, qui évoque des meurtres rituels et des profanations d'hostie ou du converti Pedro de la Caballiera, comme en 1461 à Medina del Campo. En 1471, 8 Juifs sont massacrés par la population de Ségovie à la suite d'une accusation de crime rituel durant la Semaine sainte.

##### Sous les rois catholiques, Ferdinand et Isabelle

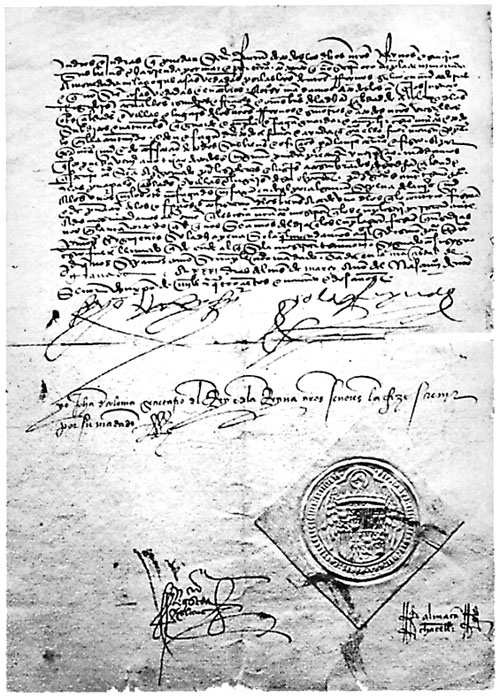
Fac-similé du décret de l’Alhambra
« … Nous avons décidé d'ordonner à tous les juifs, hommes et femmes, de quitter nos royaumes et de ne jamais y retourner … à la date du 31 juillet 1492 et ne plus rentrer sous peine de mort et de confiscation de leurs biens… »

La situation s'aggrave encore pour les Juifs et surtout pour les Marranes, avec l'arrivée sur le trône de Castille en 1474, d'Isabelle la Catholique mariée à Ferdinand d'Aragon grâce, en partie, aux accomplissements du riche Juif Abraham Senior. Au début de leur règne, ils ne touchent pas à la situation des Juifs, mais ils ne supportent pas l'influence des Juifs sur les nouveaux chrétiens. En 1480, les Juifs sont assignés à résidence dans des quartiers séparés, de façon à minimiser ces contacts.
En 1478, l'Inquisition est établie par une bulle du pape Sixte IV, à l'instigation de Ferdinand et d'Isabelle, en 1480 est créé le Tribunal de l'Inquisition et en 1483 est placé à sa tête le dominicain Torquemada, confesseur des monarques, lui-même issu d'une famille de nouveaux chrétiens. Sous son impulsion, ce tribunal exerce d'effroyables rigueurs contre tous les convertis, Juifs ou maures, convaincus ou suspects de relaps (donc assimilés aux hérétiques) ; des milliers de ces malheureux sont livrés au bras séculier, en fait au bûcher et ce, dès 1481. Les Marranes essayent de se défendre en usant de leur influence auprès des Cortès ou même du pape Sixte IV pour faire interdire les méthodes de l'Inquisition ; ils font même assassiner, le 15 septembre 1485, le Grand Inquisiteur d'Aragon, Pedro de Arbués (canonisé par l'Église en 1867). Mais cela n'aboutit qu'à rendre la lutte contre les hérétiques plus impitoyable. Graetz évalue à 2 000 le nombre de Marranes qui montèrent sur le bûcher, durant les 13 ans où Torquemada dirigea l'Inquisition. Malgré cette persécution des Marranes, les Juifs qui ne sont pas convertis se croient encore protégés par les monarques, d'autant que le trésorier royal est le savant juif Isaac Abravanel qui avance à ces derniers l'argent nécessaire au financement de la guerre contre le royaume de Grenade, dernière enclave musulmane en Espagne. La guerre se termine par l'entrée solennelle de Ferdinand et d'Isabelle dans Grenade, le 2 janvier 1492. La fin de la guerre et les richesses trouvées dans le royaume conquis purent faire croire à Isabelle et à Ferdinand que, cette fois-ci, le royaume n'avait plus besoin des Juifs. Aussi, dès le 31 mars 1492, se pliant aux injonctions de Torquemada, ils publiaient un décret daté du palais de l'Alhambra ordonnant l'expulsion des Juifs d'Espagne au 31 juillet 1492. Le texte justifie toujours cette décision par la mauvaise influence des Juifs sur les nouveaux chrétiens :

« Vous savez fort bien qu’en nos territoires se trouvent certains mauvais Chrétiens qui se sont judaïsés et sont coupables d’apostasie envers notre Sainte foi Catholique, la plupart étant dues à des communications entre Juifs et Chrétiens. C’est pourquoi, en l’an 1480, nous ordonnâmes que les Juifs soient séparés des villes et cités de nos domaines et qu’il leur soit attribué des quartiers séparés, en espérant que le problème soit résolu par une telle séparation. Et nous ordonnâmes qu’une Inquisition soit établie en un tel domaine; et en douze ans, ça a fonctionné, l’Inquisition a trouvé beaucoup de coupables. En outre, nous sommes informés par l’Inquisition et d’autres que le grand dommage occasionné aux Chrétiens persiste, et que cela continue du fait des conversations et communications qu’ils tiennent avec les Juifs, de tels Juifs tentant par tous les moyens de renverser notre sainte foi Catholique et tentant de détourner de fidèles Chrétiens de leurs croyances. […] Par conséquent, avec le conseil et l’avis des hommes éminents et des chevaliers de notre royaume, et d’autres personnes de connaissance et de celle de notre Conseil Suprême, après avoir beaucoup délibéré, il a été conclu et résolu que soit ordonné à tous les Juifs et Juives de quitter nos royaumes, et qu’ils ne soient jamais autorisés à y retourner. »

Cliquer sur une image pour l'agrandir
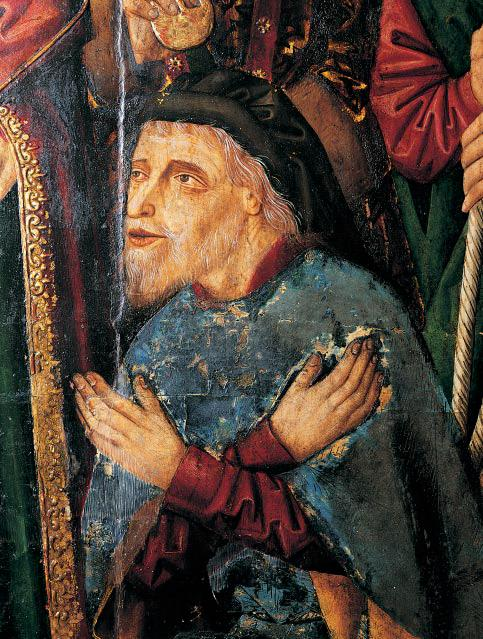
Une des premières apparitions d'un Juif dans l'iconographique espagnole. Ici, fragment de Sainte Hélène interrogeant Judas (ben Simeon, Syriaque de Jérusalem), 1483
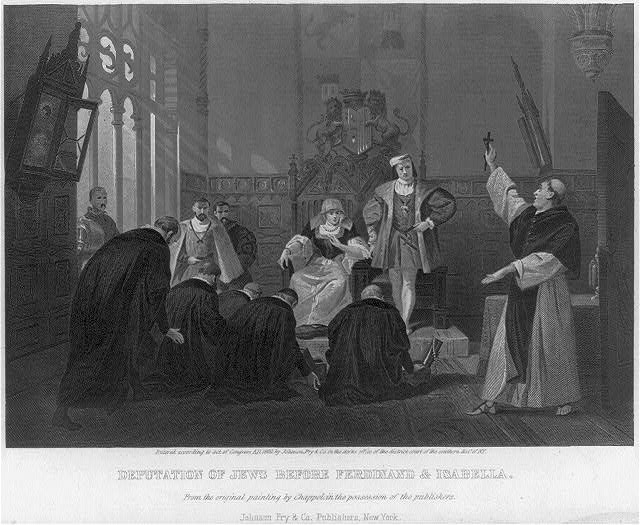
Disputation des Juifs devant Ferdinand et Isabelle, gravure de 1869
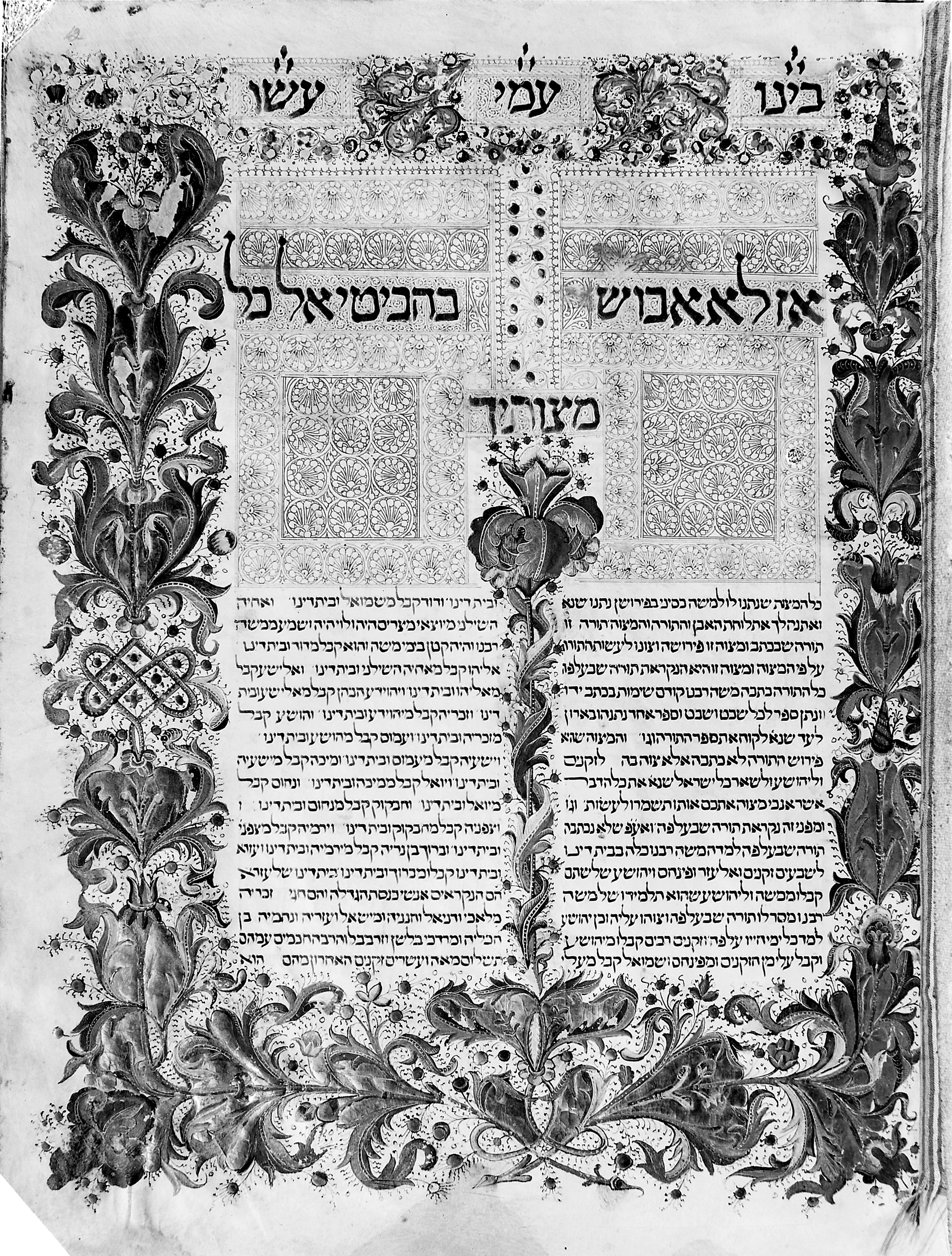
Mishné Torah de Maïmonide, traité monumental dans lequel le corps de la loi biblique et talmudique est classé et systématisé. Une copie richement enluminée, écrite judéo-espagnol carré par Salomon Ibn Zauk pour Joseph Sen David Ibn Yahya en 1492

#### L'expulsion de 1492
| Alicante (Cala Judios) · Cordoue (Calle de los Judios et calle de la Juderia) · Gibraleón · Molina de Aragón · Montblanc · Priego de Cordoba (Sierra de los Judios) · La Puebla de Montalbán (Calle del Barrio de los Judíos) · Reus · Sant Mateu (Castellón) · La Seu d'Urgell · Valls · Vilanova del Cami · Agramunt · L'Albi · Almendralejo · Almonacid de la Sierra · Arroyomolinos · Bembibre · Capellades · Carmona · Castelló d'Empúries · Cuéllar · Encinas de Esgueva · Fabara · Felanitx · Huete · Inca · Jerez de la Frontera · Lluçà · Medina de Pomar · Olite · Peñafiel · Peralada · Porreres · Puigcerda · Sant Feliu de Guíxols · Sant Pere de Riudebitlles · Santa Eugènia de Berga · Ségovie (Calle de la Juderia Vieja et Calle de la Juderia Nueva) · Séville · Talavera · Tarazona · Teruel · Tolède · Tona · Toro · Tudèle · Vic · Vilalba dels Arcs · Vivel del Río Martín · Acebo (calle de la Sefarad) · Arcos (calle de los Sefardies) · Barcelone (Montjuich et carrer del Call) · Cabañas de la Sagra (Plaza de Sefarad) · Ciudad Rodrigo (avenida de Sefarad) · Epila (calle de Sefarad) · Leganes (calle de Sefarditas) · Roquetas de Mar (calle de Sefarditas) · Vitoria-Gasteiz (Plaza de Sefarad) · Gâmbia - Pontes - Alto da Guerra (Rua Vale de Judeus) · Marco de Canaveses · Miragaia (Porto) · Nabo · Viana do Alentejo (Adro dos Judeus) · Alenquer · Almada · Gondomar · Lisbonne · Marvila (Santarém) · Montemor-o-Velho · Santa Maria da Devesa · Santo Estêvão · Sintra · Triana |

| Guía de Isora · Santa Cruz de Tenerife (Camino Morro los Judíos) |

Dès la publication du décret, Isaac Abravanel et Abraham Senior font tout leur possible pour obtenir son abrogation, promettent des milliers de ducats, mais en vain. Comme cela s'est répété plusieurs fois dans l'histoire, les Juifs sont forcés de vendre leurs biens pour des sommes dérisoires. Des Marranes, qui s'étaient réfugiés à Grenade pour revenir au judaïsme, croient pouvoir se fier aux promesses de Torquemada et retourner à Tolède où ils sont envoyés au bûcher.
Finalement, la date du départ fut repoussée de 2 jours par Ferdinand et Isabelle, au 2 août 1492 (9 Ab 5252 selon le calendrier hébraïque, date anniversaire de la destruction des Premier et Second Temples).
La première destination des Juifs d'Espagne est le Portugal qui ouvre alors ses portes. Selon les archives portugaises, le nombre de Juifs entrés au Portugal (principale destination en 1492) se monterait à 23 320 personnes. Mais, dès 1496, les souverains espagnols forcent leur voisin portugais à expulser à son tour les Juifs du Portugal, qui seront connus dans toute l'Europe comme Juifs portugais, qu'ils viennent du Portugal ou d'Espagne à travers le Portugal.
De nombreux autres choisissent l'Italie et les côtes nord-africaines principalement le Maroc et l'Algérie mais les plus chanceux sont ceux qui émigrent dans l'empire ottoman où le sultan Bajazet II ordonne de bien les accueillir et peut déclarer : « Vous appelez Ferdinand un monarque avisé, lui qui a appauvri son empire et enrichi le mien ! ». Ils sont à l'origine de la très importante communauté de Salonique qui disparut dans la Shoah.
Les Juifs espagnols emportent avec eux leur culture et leur langue. Le ladino et le judéo-espagnol vont perdurer jusqu'au XXe siècle, principalement en Turquie et en Grèce et aussi au Maroc.

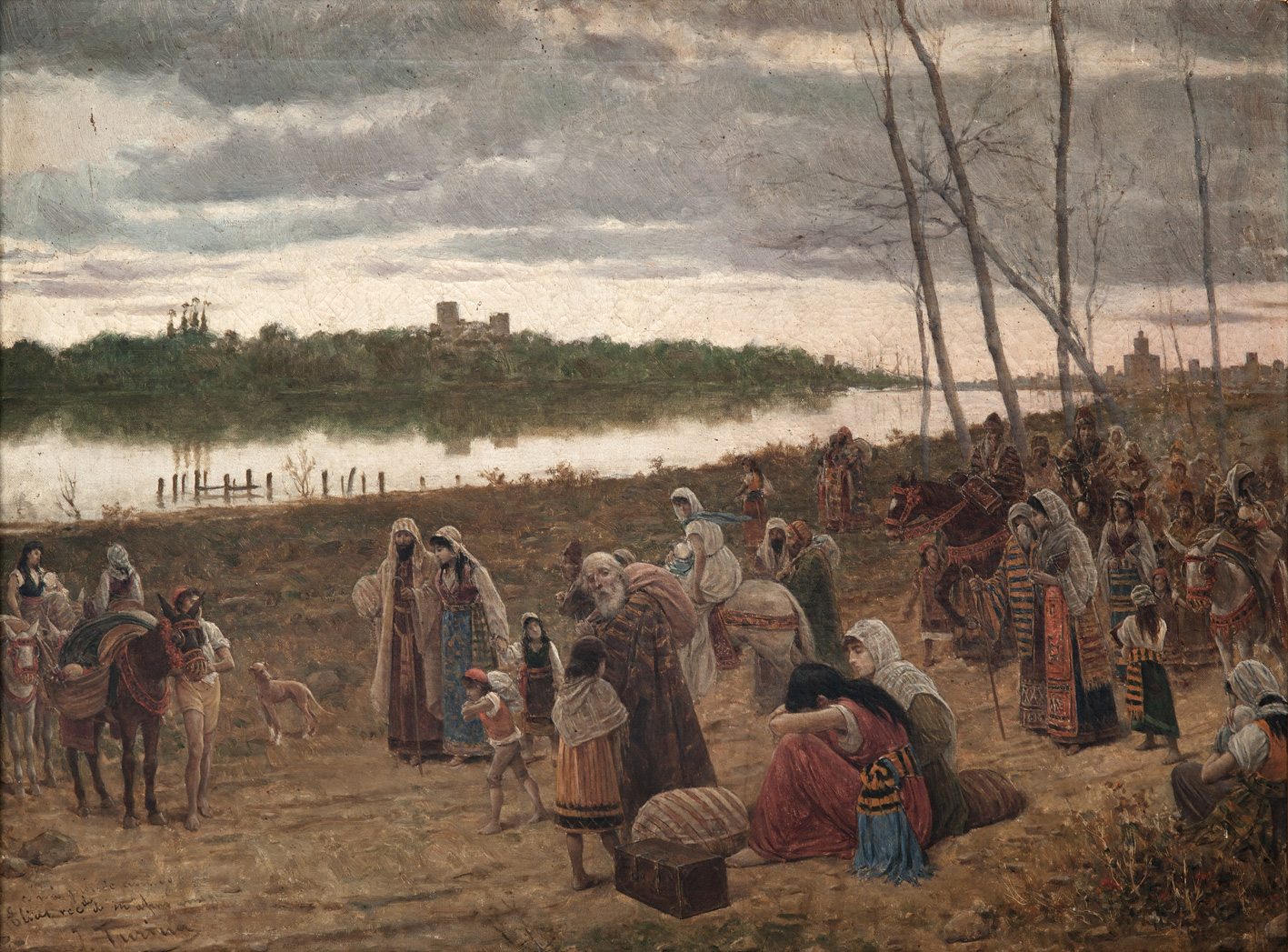
Expulsion des Juifs de Séville, Joaquín Turina y Areal, XIXE s.

D'autres choisissent d'aller vers le nord. Quelques-uns s'arrêteront dans le sud-ouest de la France où ils seront tolérés par les rois et y fonderont la communauté juive portugaise. D'autres iront aux Pays-Bas où se développera une prospère communauté séfarade dont on peut encore voir la synagogue à Amsterdam, qui elle-même sera à l'origine des communautés sud-américaines puis nord-américaines. Cette émigration des Juifs puis des marranes se continuera durant les XVIe et XVIIe siècles.
Avec le décret de l'Alhambra suivi 10 ans plus tard de l'expulsion des musulmans d'Espagne, les souverains catholiques mettent fin à la « convivance » qui a permis, à Grenade, aux trois communautés de vivre ensemble.
Outre les synagogues de Tolède et d'ailleurs qui témoignent encore de l'essor de la vie juive en Espagne avant l'expulsion, plus de 60 rues et lieux-dits (calle de la Juderia, calle de los Judios, etc.) témoignent encore de la présence juive en Espagne.

##### Estimations chiffrées

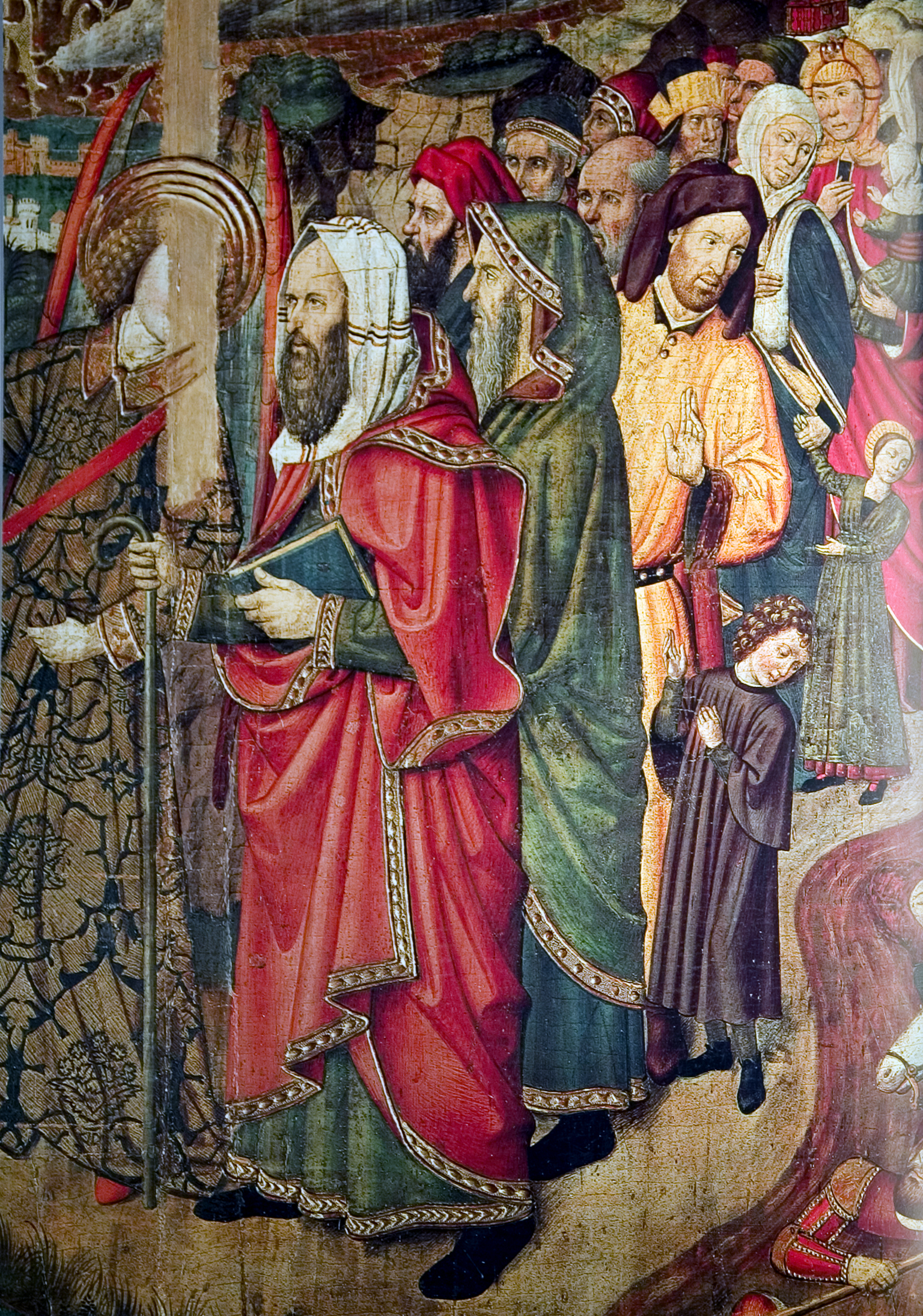
Juifs catalans du début du, œuvre de J. Huguet (1412-1492) intitulée « passage de la mer Rouge » (retable des spartiers, cathédrale de Barcelone).

Les estimations chiffrées concernant l'ampleur de l'expulsion et des conversions sont très variables et sujettes à controverse. Les études les plus récentes de l'expulsion indiquent un nombre d'exilés variant entre 40 000 et 100 000,. Quant aux conversions, elles s’élèveraient à environ 250 000 selon Henry Kamen et Joseh Pérez mais, là aussi, les estimations sont malaisées, du fait qu'un certain nombre de familles ayant dans un premier temps fait le choix de l'exil se soient plus tard résignées à la conversion et au retour dans leur zone d'origine face aux difficultés et au drame personnel que constituait l'expulsion.

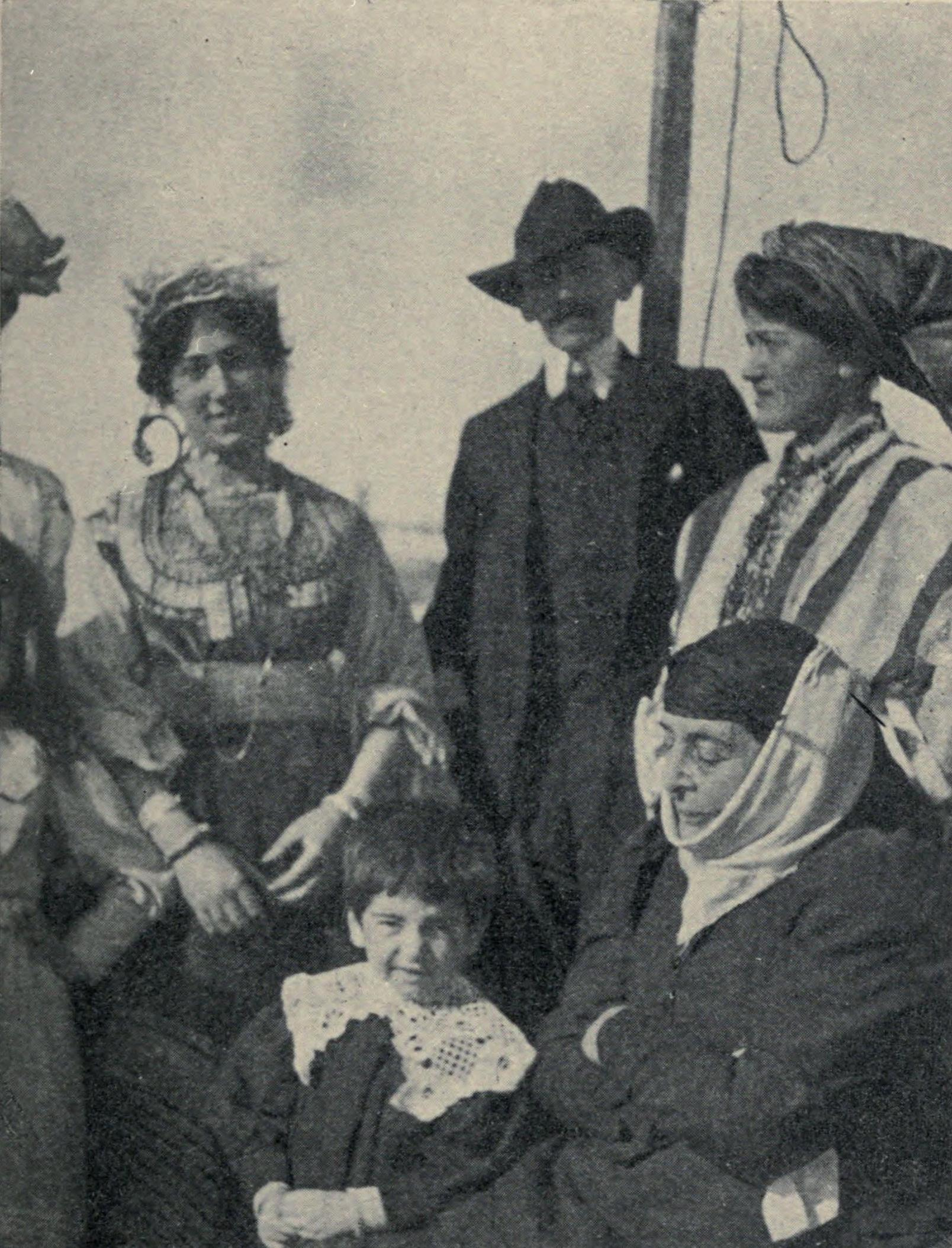
Juifs d'Alger portant leurs tenues espagnoles, 1905

Selon Henry Kamen, environ la moitié des 100 000 juifs pratiquants non-baptisés se convertissent en raison du décret, pour rejoindre une communauté de conversos d'environ 250 000 personnes. Deux des plus importants notables de la communauté juive choissisent des voies opposées : Abraham Senior, grand-rabbin d'Espagne, abjure avec toute sa famille tandis qu'Isaac Abravanel prend la route de l'exil. Les chercheurs ont du mal à s'accorder sur le nombre exact de Juifs qui partirent et ceux qui préférèrent se convertir.
Les études académiques modernes vont de 40 000 à 150 000 exilés, même si les chiffres proposés dans des siècles précédents, tels que ceux du rabbin Isidore Loeb étaient beaucoup plus élevés :
| Historiens                       | Nombre d'expulsés  |
| -------------------------------- | ------------------ |
| Yitzhak Baer (he)                | 150 000 à 170 000  |
| Haïm Beinart (he)                | 200 000            |
| Bernard Vincent                  | 150 000            |
| Joseph Pérez                     | 50 000 à 80 000    |
| Antonio Domínguez Ortiz (es)     | 100 000            |
| Esther Benbassa (1993)           | 100 000 à 150 000. |
| Luis Suárez Fernández (es)       | 100 000            |
| Julio Valdeón (es)               | 40 000-80 000      |
| Miguel Ángel Ladero Quesada (es) | +/- 90 000         |
| Jaime Contreras                  | 70 000 à 90 000    |
| Henry Kamen                      | 40 000             |

Si le tableau ci-dessous établi par le rabbin et historien Isidore Loeb à la fin du XIXe siècle, affiche des chiffres surestimés selon les estimations plus modernes, il donne une idée de la répartition des destinations des Juifs expulsés :
| Algérie                                       | 10 000   |
| Amériques                                     | 5 000    |
| Égypte et Tripoli                             | 2 000    |
| France                                        | 3 000    |
| Hollande, Angleterre, Scandinavie et Hambourg | 25 000   |
| Italie                                        | 9 000    |
| Maroc                                         | 20 000   |
| Turquie                                       | 90 000   |
| autre                                         | 1 000    |
|                                               | ________ |
| Total émigrés                                 | 165 000  |
| Convertis                                     | 50 000   |
| Morts sur la route de l'exil                  | 20 000   |
|                                               | ________ |
| Total en Espagne en 1492                      | 235 000  |

## De la répression des Conversos à la fin de l'exclusion (1492-1855)

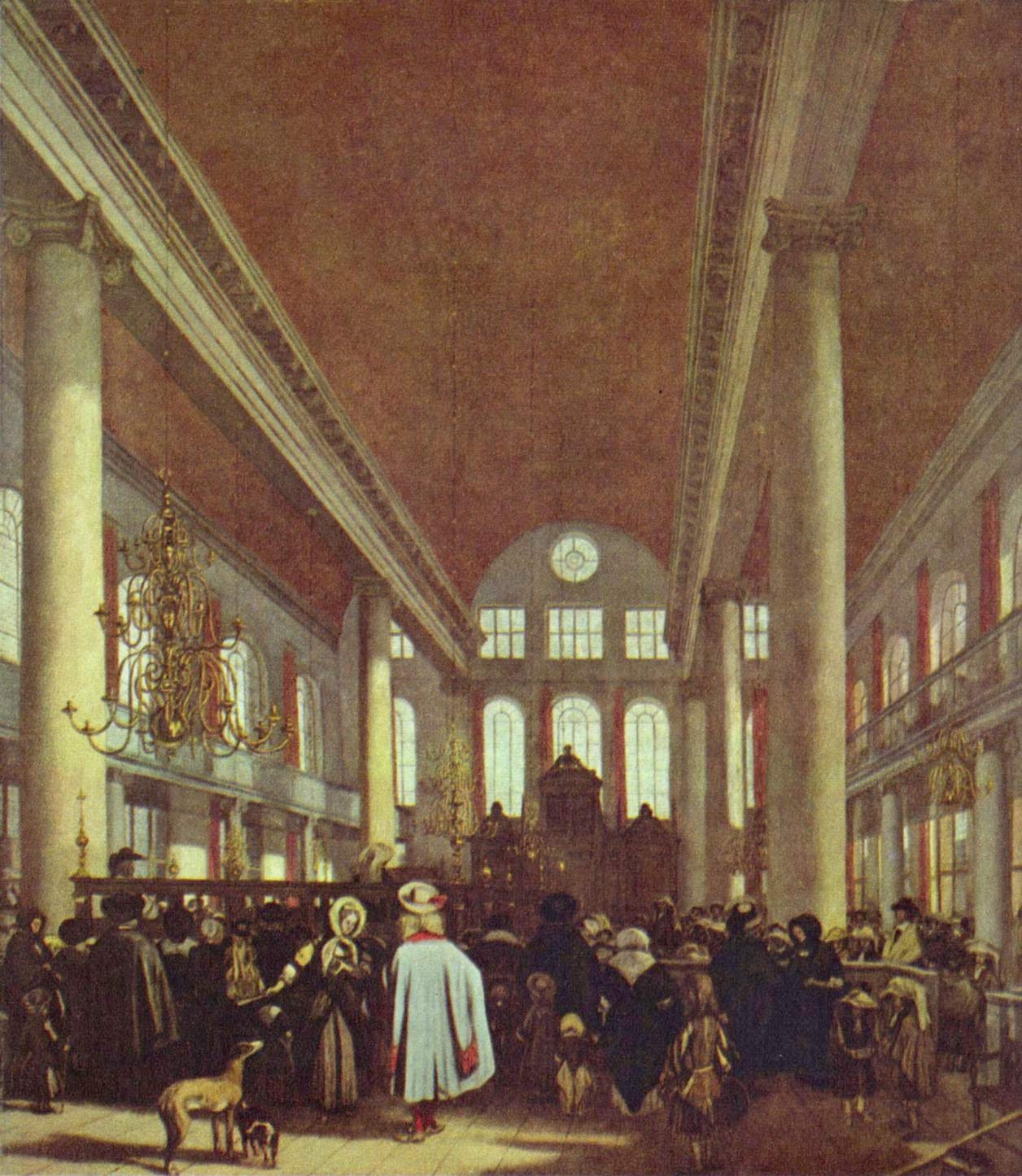
Emanuel de Witte: La synagogue portugaise d'Amsterdam, une des destinations des Juifs séfarades

L'Espagne ne compte officiellement plus de Juifs après leur expulsion. Dans les années suivant le décret d'expulsion, l'histoire des Juifs en Espagne est limitée à celle des convertis qui se sont convertis au catholicisme, qui à la fin du XVe siècle, est estimée à environ 300 000 personnes. Toutefois, l'Espagne compte environ 300 000 converses - Juifs convertis au catholicisme et leurs descendants - après le secret d'expulsion, et certains entre eux pratiquent encore le judaïsme. Les conversos judaïsants deviennent alors la cible principale de l'Inquisition espagnole pendant la première moitié du XVIe siècle.
Concernant la conversion des Juifs au catholicisme, deux courants historiographiques s'opposent, composés pour le premier entre autres de Cecil Roth et Yitzhak Baer (en), qui considère que les convertis des XIVe et XVe siècles étaient très majoritairement des convertis forcés, et le second, animé entre autres par António José Saraiva (pt) et Bension Netanyahou, qui estime que les convertis étaient pour la plupart convaincus et que « le crypto-judaïsme a été en grande partie une construction, un outil au service de l’Inquisition ».

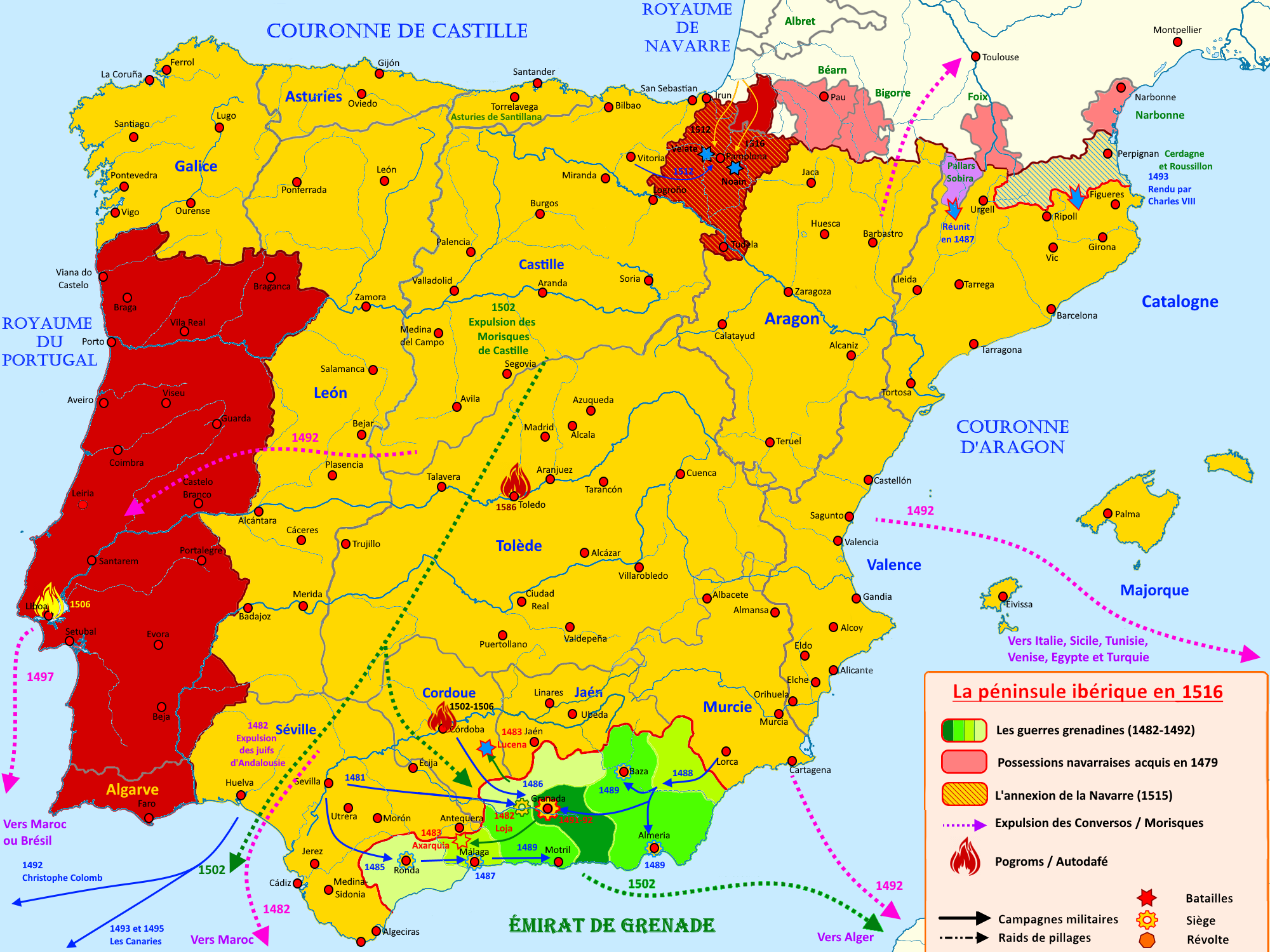
Carte de la péninsule Ibérique en 1516 avec ses principaux événements, après l'expulsion de 1492.

Ceux des Juifs séfarades qui choisissent l'exil fondent des communautés dans les pays méditerranéens, au Maghreb et en Amérique. Leur histoire est abordée dans les articles ci-dessous et dans les articles d'histoire des Juifs par pays.
Avec l’expulsion des Juifs en 1492, celle des musulmans de Castille en 1502, suivie en 1525 de l'expulsion des musulmans de la couronne d'Aragon, et enfin, en 1609, l'expulsion des morisques d'Espagne, les souverains catholiques font de l'unité de foi le ciment de la communauté politique. Un tel projet trouvera un écho, par exemple, dans la France de Louis XIV avec la Révocation de l'Edit de Nantes (1685).

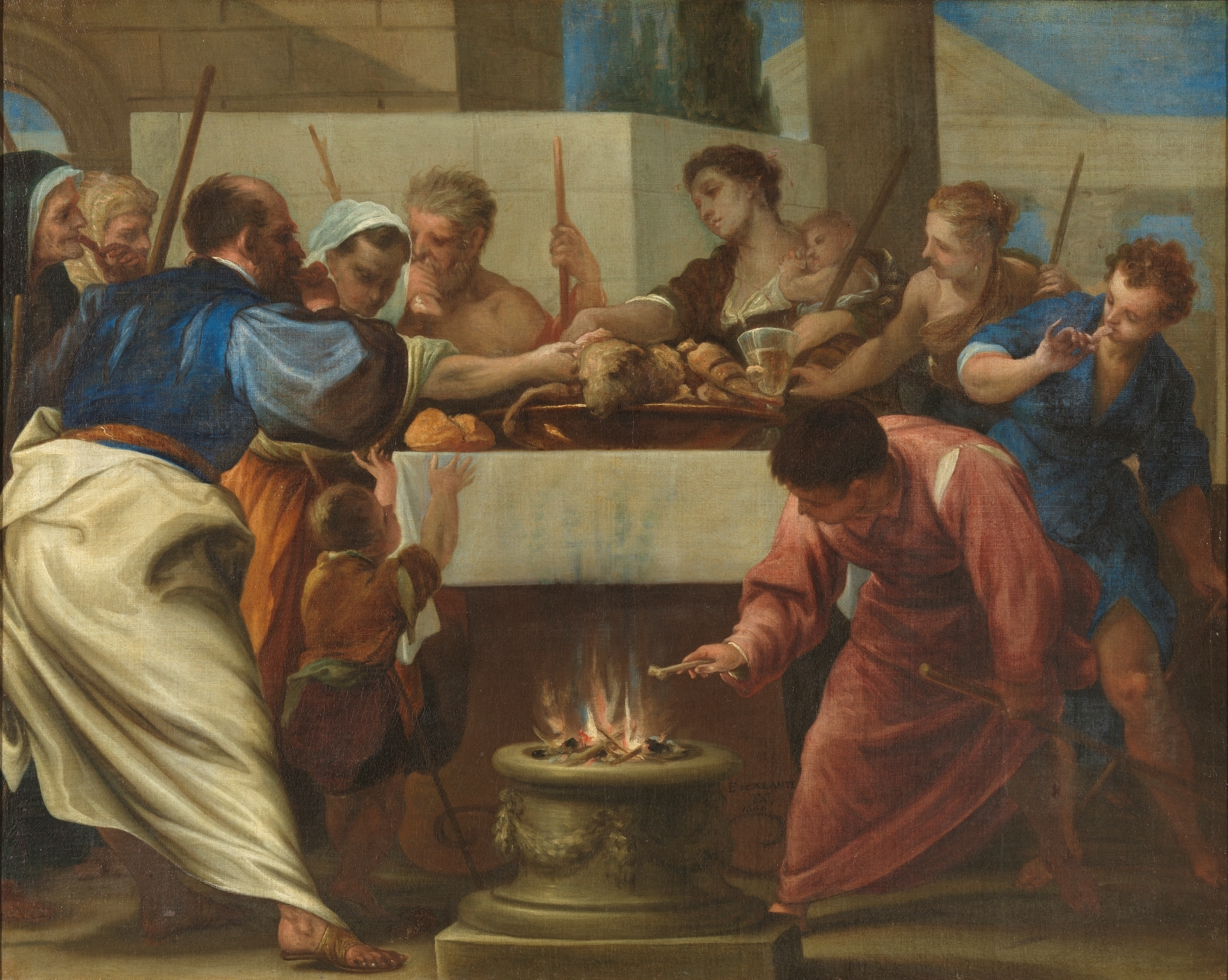
Les Israélites célébrant Pâques, par J. A. de Frías y Escalante, 1668, Musée du Prado.

Le 22 mars 1797, trois siècles après l’expulsion, don Pedro Varela, ministre du commerce, adressait au roi Charles IV un mémoire où, après avoir exposé les conséquences de celle-ci et démontré les avantages qu’il y aurait pour le royaume d’accueillir à nouveau les Juifs, il lui proposait de rapporter l’édit de 1492. Il ne fut pas entendu, et le roi par une ordonnance du 22 juillet 1800, maintint et renouvela dans toute leur rigueur les prescriptions de l’édit de 1492.
La dernière condamnation de judaïsants prend place à Séville en 1799.
Pendant l'occupation française, sous le règne de Joseph Bonaparte, l'Inquisition est abolie mais elle est restaurée au retour des Bourbons. Elle n'est officiellement abolie que le 15 juillet 1834, par un décret de la régente Marie-Christine de Bourbon.

## Lente réintégration des Juifs dans l'Espagne moderne
Le 20 février 1855, les Cortes votent l’article II de la Constitution qui, tout en reconnaissant une place privilégiée au culte et à la religion catholiques, stipule qu’aucun Espagnol ou étranger ne peut être inquiété pour ses opinions religieuses aussi longtemps qu’elles ne se manifestent pas par des actes publics contraires à la religion de l’État. C’est accorder la liberté de conscience mais pas celle des cultes. Toutefois, on pouvait considérer depuis longtemps que les lois moyenâgeuses édictées contre les Juifs étaient tombées (partiellement) en désuétude. Si la religion juive n'était pas encore tolérée, les Juifs étaient acceptés malgré leur religion, voyageaient librement dans toute l’Espagne et pouvaient même s’y établir, mais les Juifs et les descendants de conversos sont encore vus très négativement.
De 1865 à 1870, les règlements sur la pureté de sang sont abrogés,.
Le 12 avril 1869, à la séance des Cortés, Emilio Castelar parle avec chaleur des principes de complète liberté religieuse. Et en mai 1869, est votée une nouvelle Constitution dont l'article 21 stipule : « La nation s’oblige à entretenir le culte et les ministres de la religion catholique. L’exercice public ou privé de tout autre culte est garanti à tous les étrangers résidant en Espagne, sans autre limitation que les règles universelles de la morale et du droit. Toutes les dispositions du paragraphe précédent s’appliquent également aux Espagnols qui professeraient une autre religion que la catholique. »
La Constitution du 2 juillet 1876, modifie l'article 21 qui, devenu article 11, diminue les libertés précédemment accordés : « La religion catholique, apostolique, romaine, est la religion de l'État ; la nation s'oblige à en entretenir le culte et les ministres. Personne ne sera inquiété, sur le territoire espagnol, pour ses opinions religieuses, ni pour l'exercice de son culte respectif, pourvu que la morale chrétienne soit respectée.
Il n'est permis, cependant, de pratiquer publiquement d'autres cérémonies et manifestations publiques que celles de la religion de l'État. »
Cette tolérance des non-catholiques, sans liberté de culte public va persister près d'un siècle.

### Renouement de l'Espagne avec les Juifs séfarades…

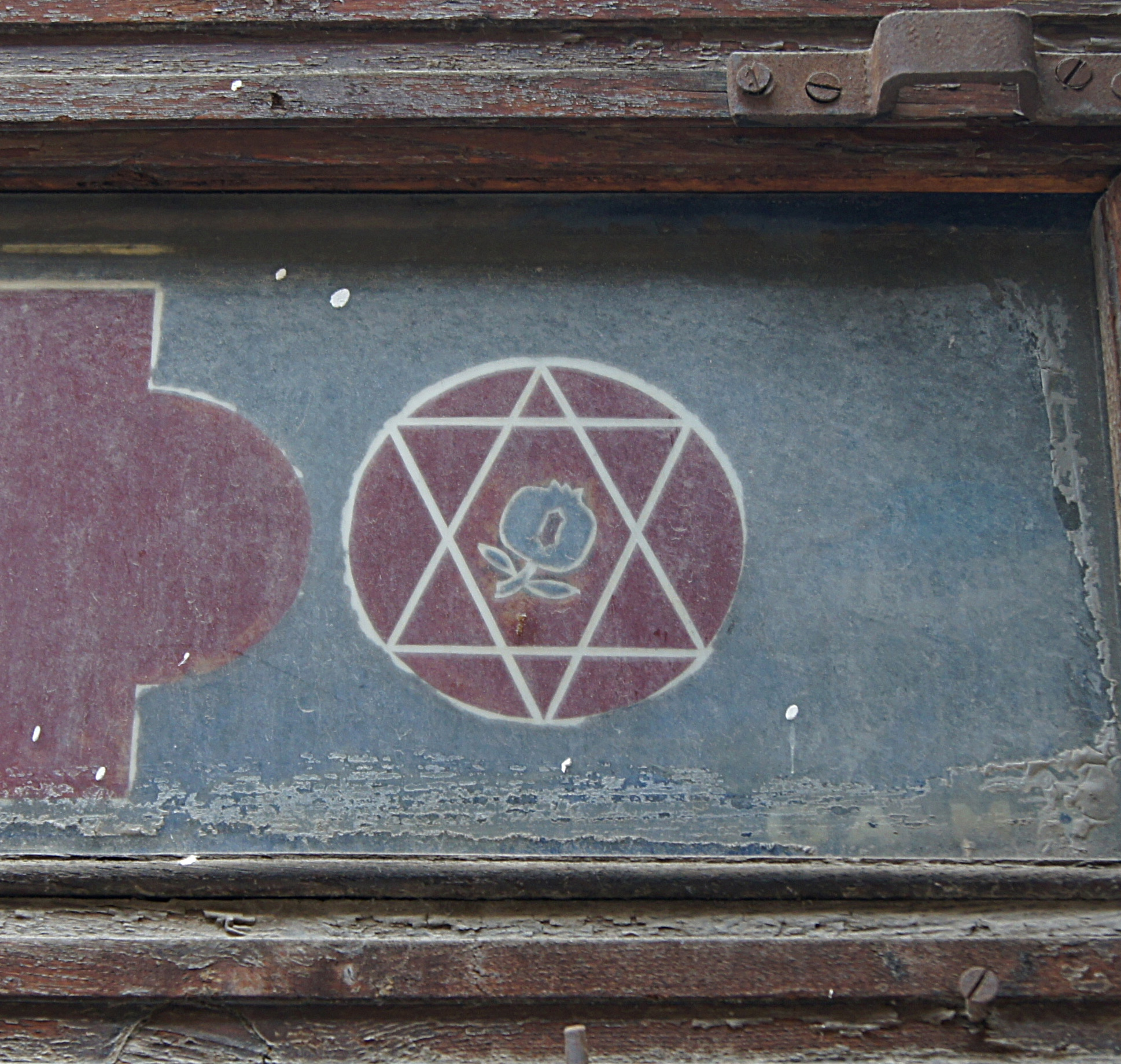
Symboles juifs (étoile de David et grenade) au-dessus d'un ancien magasin juif à Grenade

C'est à l'occasion de l'établissement de l'Espagne au Maroc que les Espagnols sont devenus conscients que les Séfarades avaient continué à porter avec eux une part de la culture espagnole. Lors de la prise de Tétouan en 1860, les troupes espagnoles sont accueillies en libératrices par la communauté juive qui parle castillan et qui venait d'être victime d'un pogrom. Les gouvernements libéraux de Práxedes Mateo Sagasta espèrent s'appuyer sur les Juifs du bassin méditerranéen pour favoriser l'activité commerciale de l'Espagne et le 30 décembre 1886 est créé le Centro Español de Inmigracion Israelita. L'année suivante, les Cortes votent une résolution affirmant que les Juifs d'origine espagnole peuvent revenir en Espagne, avec la garantie de tous leurs droits, selon la Constitution. Mais c'est en partie grâce à l'insistance d'Angel Pulido qui fut député et sénateur espagnol, au tournant du siècle, que quelques années plus tard en 1924, est publié un décret royal, sous le gouvernement Primo de Rivera accordant la nationalité espagnole aux Juifs séfarades qui peuvent prouver leur ascendance espagnole jusqu'en 1492. Ce décret a peu de retentissement, par manque de publicité, parce que l'Espagne de l'époque n'offre guère d'opportunités à des immigrants et parce qu'il fallait profiter de cette possibilité avant la fin de 1930. La reconnaissance des Séfarades est confirmée par la république espagnole en 1935 qui célèbre le 8e centenaire de la naissance de Maïmonide, marqué par le discours suivant du représentant du gouvernement : « Revenez en Espagne mes chers frères, […] et dites au monde entier que l'Espagne vous a accueillis en toute sympathie. Dites à tous que l'Espagne a effacé les derniers vestiges d'un passé obscur… »

### … Mais faible retour des Juifs en Espagne
Cette agitation intellectuelle n'a que peu d'effet pratique. Une raison peut en être que malgré les belles déclarations, le décret de l'Alhambra n'est pas abrogé. Angel Pulido estime à 2 000 le nombre de Juifs en Espagne, au début du XXe siècle. 2 000 autres arrivent en Espagne, à Barcelone et à Madrid, pendant la Première Guerre mondiale, dont beaucoup de Juifs turcs et donc séfarades chassés par la défaite de la Turquie. Aussi, en 1917, le premier oratoire, appelé Isaac Abravanel, peut-il être inauguré à Madrid dans un appartement et la première bar-mitsva célébrée peu après. La communauté israélite de Barcelone est officiellement reconnue en 1919, la première depuis 1492, et celle de Madrid en 1920. Un rabbin de Tétouan s'installe à Madrid en 1922.
La proclamation de la République espagnole, en 1931, renforce ce mouvement de retour en Espagne et ce sont plusieurs milliers de Juifs séfarades qui reçoivent un passeport espagnol de 1933 à 1935.

### Les Juifs durant la guerre d'Espagne
Si les Juifs d'Espagne étaient trop peu nombreux pour tenir un rôle notable durant la guerre d'Espagne, il convient de rappeler l'engagement important de Juifs dans les Brigades internationales. Les nationalistes de Franco étant soutenus par les Nazis, de nombreux Juifs souvent proches des partis communistes, décident de combattre aux côtés des républicains dans les Brigades Internationales. Leur nombre est estimé à 15 % du total des Brigades internationales ; ils étaient particulièrement représentés parmi les Polonais, les Allemands, les Roumains et aussi les Américains (un tiers des 3 000 volontaires de la brigade Abraham Lincoln étaient juifs). Beaucoup s'étaient engagés dans les services médicaux.
Parmi les brigadistes juifs célèbres, on peut citer Manfred Stern (officier soviétique connu en Espagne sous le nom d' Emilio Kleber), commandant de la XIe B.I., et Máté Zalka (connu en Espagne sous le nom de general Lukács) commandant de la XIIe B.I., qui défendirent la capitale pendant le siège de Madrid (hiver 1936-37). Simone Weil et Artur London s'engagèrent aussi dans les Brigades internationales.
Mikhaïl Koltsov, écrivain et journaliste alors célèbre en URSS, participa à la Guerre d'Espagne en tant qu'envoyé spécial de la Pravda et de Staline.
Après la défaite républicaine, beaucoup se réfugièrent en France où ils furent internés par les autorités françaises au camp de Gurs, pendant que d'autres étaient envoyés en camp à Djelfa (sud de l'Algérie).

### L'Espagne et les Juifs durant la Seconde Guerre mondiale
La prise du pouvoir par Francisco Franco, aidé par les troupes de Mussolini et de Hitler durant la guerre civile ne laisse présager rien de bon pour les Juifs. Pourtant, l'Espagne est un refuge (transitoire) pour ceux d'entre eux qui parviennent à passer les Pyrénées durant la Seconde Guerre mondiale. Certains ont voulu y voir comme raison, une ascendance supposée converse du général Franco. Cela est loin d'être prouvé, et son action politique a consisté à établir une Espagne nationale catholique par définition hostile aux Juifs. Pourtant, il peut voir les Juifs avec quelque empathie comme en témoigne un texte du futur Caudillo, daté de 1922, publié dans la « Revue des troupes coloniales » : « Nous tombons sur un vieux juif qui, dans sa lévite noire, semble se diluer dans la pénombre de l'enceinte sacrée. […] Le vieil israélite prépare son départ. Sur son visage triste se reflète la douleur de cet abandon. Cette petite colonie hébraïque ne veut plus vivre dans la servitude indigne des années passées. Ils abandonnent en larmes leurs pauvres demeures et l'humble quartier qui a constitué leur seul monde pendant des siècles. Désormais, ils vont connaître les avantages de la civilisation et le droit des personnes […]. Les colonies sœurs de Tétouan ou de Tanger leur ouvrent leurs portes avec la fraternité traditionnelle de leur race. »
Quoi qu'il en soit, l'Espagne fut un refuge ou plutôt un lieu de passage et suivant Bartolomé Benassar, s'il est difficile de recenser précisément le nombre de Juifs réfugiés en Espagne (53 000 à 63 000 selon l'estimation haute de l'American Jewish Committee, 35 000 selon un chiffre cité par Michel Catala et 25 600 selon la Jewish Virtual Library), on peut distinguer deux catégories de réfugiés : ceux qui entrèrent en Espagne légalement munis d'un passeport espagnol délivré plus ou moins complaisamment par les autorités consulaires de ce pays (on peut citer les noms de Bernardo Rolland ou Alfonso Fiscowich en France qui sortirent des Séfarades du Camp de Drancy, d'autres en Grèce, en Roumanie ou en Hongrie) et ceux qui passèrent clandestinement, au péril de leur vie et en risquant l'arrestation (trop courante) par les Allemands ou la gendarmerie de Vichy. Les Juifs arrivés en Espagne sont souvent dépouillés et arrêtés par la Guardia Civil avant d'être pris en charge par les quakers ou par le Joint ou l'Agence juive.

### Égalité complète

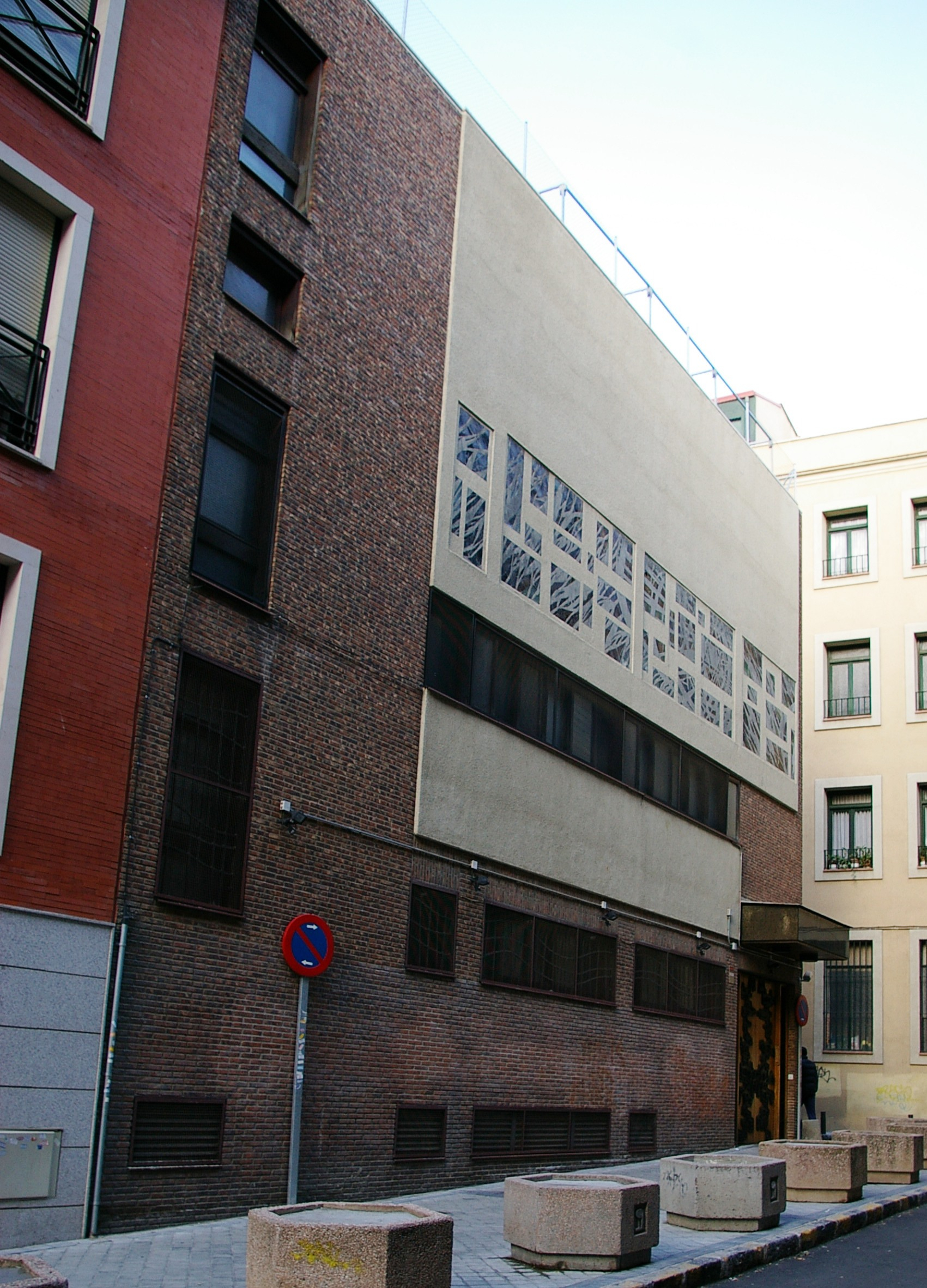
Synagogue de Madrid

Alors que l'Espagne n'entretient pas de relations diplomatiques avec Israël de façon à protéger ses relations avec les pays arabes, le général Franco adopte la même attitude que pendant la guerre pour favoriser l'exil des Juifs marocains vers Israël, en autorisant l'Agence juive à établir des camps de transit au Maroc espagnol et en Espagne. Des Juifs égyptiens sont aussi munis de papiers espagnols en 1969.
Surtout, l'Espagne catholique se doit de suivre les recommandations de l'Église et du concile Vatican II sur la liberté religieuse. Le 28 juin 1967 est promulguée la Loi de Liberté Religieuse, qui, outre les protestants et musulmans, concerne 6 000 juifs. Si le catholicisme reste religion d'état, le décret de l'Alhambra est enfin aboli.
Le 16 décembre 1968 est inaugurée la nouvelle synagogue de Madrid, première synagogue construite en Espagne depuis 1492.
Enfin, la constitution démocratique de 1978 donne l'égalité complète en abolissant la notion de religion d'état.
Le cycle inaugurée par le décret de l'Alhambra est clos exactement 500 ans après la promulgation de ce décret, le 31 mars 1992 lorsque le roi Juan Carlos et la reine Sophie sont reçus officiellement à la synagogue de Madrid, en présence du président israélien Haïm Herzog. Le roi évoque à cette occasion « la réconciliation historique entre le peuple juif et le peuple d'Espagne »,. La même année, les manifestations organisées dans le cadre des programmes Sefarad 92 et Al-Andalus 92 par la Comision del Quinto Centenario permettaient à l'Espagne de restaurer le lien avec les cultures juive et musulmane.

### La communauté juive espagnole au début duXXIesiècle
On compte en 2007 12 000 Juifs en Espagne. Les deux communautés principales sont établies à Madrid et Barcelone mais il en existe d'autres à Alicante, Malaga, Valence, Benidorm, Séville, Torremolinos, Marbella et deux communautés aux îles Canaries. Il faut signaler l'existence des deux communautés historiques de Ceuta et Melilla. La majorité est composée de Séfarades souvent venus d'Afrique du Nord à l'indépendance. Mais il y a aussi une minorité ashkénaze, venue d'Europe orientale au cours de la première moitié du XXe siècle ou plus récemment d'Argentine.
Les communautés juives espagnoles sont fédérées dans la FCJE (Fédération des Communautés juives espagnoles) fondée en 1982, dont le président est en 2009, depuis 2003, Jacobo Israel Garzón qui cite le chiffre de 40 000 juifs en Espagne dont la moitié « proche » de la vie communautaire. Une école juive est installée à Madrid. Une communauté libérale et deux centres Loubavitch à Madrid et à Barcelone sont aussi établis en Espagne.
En 2011, le grand rabbin Nissim Karelitz, président du Bet Din de Bnei Brak reconnaît le caractère juif de la communauté des Chuetas (conversos de Majorque). Pour Nissim Karelitz, la communauté a su préserver son caractère juif en mettant l'accent sur le mariage intracommunautaire. La décision ne confirme pas le statut juif de chaque membre de la communauté car il faut examiner les antécédents familiaux des individus pour déterminer s'ils sont juifs ou non.
Le 22 novembre 2012, le gouvernement de Mariano Rajoy annonce un nouveau décret attribuant la nationalité espagnole aux Juifs séfarades de culture espagnole : « Il suffira de prouver les origines ibères par celles du nom, par la langue, par un document généalogique, mais mieux encore, par les liens avec la culture espagnole. »,. Dès octobre 2015, le Conseil des ministres espagnol octroie la nationalité espagnole à 4 302 descendants de Juifs séfarades et le roi d’Espagne Felipe VI rend solennellement hommage le 30 novembre aux Juifs séfarades, après l’entrée en vigueur d’une loi facilitant la naturalisation de leurs descendants. Au cours d’une cérémonie au Palais royal, le souverain exprime toute « la gratitude » de son pays envers les Juifs pour leur contribution durant des siècles avant leur expulsion en 1492 et il conclut : « Comme vous nous avez manqué ! ». De plus, une loi entrée en vigueur le 1er octobre 2015 facilite l’obtention de la citoyenneté espagnole par les Juifs séfarades pour les trois années à venir. En mars 2018, la période de validité de cette loi est prolongée d'un an.

## Génétique en écho de l'histoire
Des chercheurs dirigés par les biologistes M. A. Jobling de l'Université de Leicester (Angleterre) et F. Calafell de l'Université Pompeu Fabra à Barcelone (Espagne) prouvent dans une étude génétique sur le chromosome Y (qui reste inchangé de père en fils), rapportée dans l'« American Journal of Human Genetics » en novembre 2008, que 19,8 % de la population de la péninsule ibérique, soit un Espagnol ou Portugais sur cinq, a une ascendance juive séfarade (à côté de 10,6 % d'ancêtres d'Afrique du Nord dans cette même population). Les historiens ne semblent pas étonnés par ces résultats, tel le Dr J. S. Ray, professeur d'études juives à l'Université de Georgetown (Etats-Unis), qui confirment l'existence de conversions en masse au catholicisme de Juifs (et de musulmans) avant et au moment des expulsions des XVe et XVIe siècles, bien qu'une aile de l'historiographie sous-estime encore le nombre de ces conversions, selon J. S. Gerber, spécialiste de l'histoire séfarade à la City University de New York,.

## Noms portés par les Juifs
Il est estimé que deux tiers des Juifs de la péninsule Ibérique ont été convertis durant l'inquisition. Les noms Castro, Acosta, Silva, Navarro, Durán, Henriquez, Espinosa, León, Medina, Ferreira, Rojas et Aliba étaient particulièrement fréquents chez ces populations. D'autres noms fréquents étaient portés exclusivement par des Juifs comme Dayan, Avraham, Ben David, Ben Moshe ou Salón.
Après leurs conversions, la plupart des Juifs ont abandonné leurs noms hébraïques (tels que Cohen, Levi, Gabbay ou Sarfati), liés à un prénom juif (Abarbanel, Aben Ezra, Benveniste ou Nahmias), ou de l'arabe (tels que Abuhab, Albahari, Ben Chicatella ou Ben Zekri). D'autres noms étaient partagés avec les chrétiens, tels que de Avila, Castro, Corcos, Franco, de Leon, Toledano, Platero (orfèvre), Ferrer (forgeron en catalan) et Cordoeiro (cordier).
- En lien ci-après, la liste nominative des Juifs de Barcelone en 1392[177].

## Sources
- (es) Cet article est partiellement ou en totalité issu de l’article de Wikipédia en espagnol intitulé « Historia de los judíos en España » (voir la liste des auteurs).

- (en) Cet article est partiellement ou en totalité issu de l’article de Wikipédia en anglais intitulé « History of the Jews in Spain » (voir la liste des auteurs).
- Ouvrage collectif sous la direction de Geoffrey Wigoder, Dictionnaire encyclopédique du judaïsme, éditions du Cerf,  (ISBN 2-204-04541-1). Dans le corps de cet article, les références vers cet ouvrage sont identifiées par les initiales DEJ suivies du nom de l'article.
- Cet article contient des extraits de l'article « SPAIN » par Richard Gottheil, Meyer Kayserling et Joseph Jacobs de la Jewish Encyclopedia de 1901–1906 dont le contenu se trouve dans le domaine public.. Dans le corps de cet article, les références vers la Jewish Encyclopedia sont identifiées par les initiales JE, suivies du titre du paragraphe de cette encyclopédie.
- « Histoire des Juifs », Heinrich Graetz, traduit de l’allemand par MM. Wogue et Bloch. Les références à cet ouvrage sont indiquées par les initiales HJ, suivies des numéros de période et de chapitre.
- « Historia de los Judios en la España cristiana », Ediciones Riopiedras (Barcelona).  (ISBN 84-7213-143-2)
- Les recherches sur les juifs d'al-Andalus dans les vingt-cinq dernières années - Angel Sâenz-Badilloslien Revue des mondes musulmans et de la Méditerranée lien Année 1992 lien Volume 63 lien Numéro 63-64 lien p. 63-79
- Bernhard Blumenkranz, Juifs et chrétiens dans le monde occidental, 430-1096, Paris-Louvain, Peeters, 2006
- La Méditerranée des Juifs: exodes et enracinements Par Paul Balta, Catherine Dana, Régine Dhoquois Publié par L'Harmattan, 2003 -  (ISBN 2-7475-5375-2),  (ISBN 9782747553759) 310 pages
- Histoire des juifs sépharades : De Tolède à Salonique de Esther Benbassa, Aron Rodrigue Poche: 468 pages Seuil; Édition : Éd. rev., augm. et mise à jour (21 septembre 2002) Collection : Points Histoire Langue : Français  (ISBN 978-2020531504)
- Danielle Rozenberg, L'Espagne contemporaine et la question juive : Les fils renoués de la mémoire et de l'histoire, Toulouse, Presses universitaires du Mirail, 2006, 296 p. (ISBN 978-2-85816-864-4, lire en ligne)
- Histoire médiévale de la péninsule ibérique de Adeline Rucquoi Poche: 442 pages Seuil (2 novembre 1993) Collection : Points Histoire Langue : Français  (ISBN 978-2020129350)
- Jean-Pierre Dedieu, 1492-1992, les deux éveils de l'Espagne, presses du CNRS, 1991
- Joseph Pérez, History of a Tragedy : the Expulsion of the Jews from Spain, 2007, 149 p. (ISBN 978-0-252-03141-0, lire en ligne),
- (es) Leopoldo Meruéndano Arias, Los Judíos de Ribadavia y orígen de las cuatro parroquias.